# Liste schwerer Unfälle im Schienenverkehr
Dieser Artikel enthält eine chronologische Auflistung bedeutender Unfälle im Schienenverkehr.
Als bedeutend im Sinne dieser Liste gilt ein Unfall, wenn er
- mindestens 50 Menschen das Leben kostete,
- ein Großschadensereignis zur Folge hatte,
- Verbindung zu einer bedeutenden Persönlichkeit aufweist,
- technische Neuerungen auslöste oder sonst Signalwirkung hatte oder
- der erste seiner Art war.

Nicht hier, sondern an anderer Stelle, werden aufgeführt:
- Anschläge im Schienenverkehr. Siehe hierzu Liste von Anschlägen im Schienenverkehr.
- Unfälle, die Anstoß zu literarischer Aufarbeitung gaben. Siehe hierzu Liste von Eisenbahnunfällen als literarisches Thema.
- Kesselexplosionen. Diese erfüllen obige Kriterien in der Regel nicht, werden aber im Artikel Kesselzerknall gelistet.

## Bis 1800
- Whickham (County Durham  Vereinigtes Königreich) – Fußgänger überfahren: April oder Juli 1650 – Zwei Jungen starben, nachdem sie von einem Hunt überfahren wurden, der auf hölzernen Schienen lief. Es handelt sich um den ältesten bekannten Unfall von Schienenfahrzeugen mit tödlichem Ausgang.[1]

## 19. Jahrhundert

### Bis 1830
- Philadelphia (County Durham  Vereinigtes Königreich) – Kesselzerknall: 31. Juli 1815 – Der Kessel der experimentellen Dampflokomotive Mechanical Traveller explodierte und riss 16 (nach anderer Quelle 13) umstehende Zuschauer in den Tod. Dieser Unfall ist die älteste bekannte Kesselexplosion einer Lokomotive.

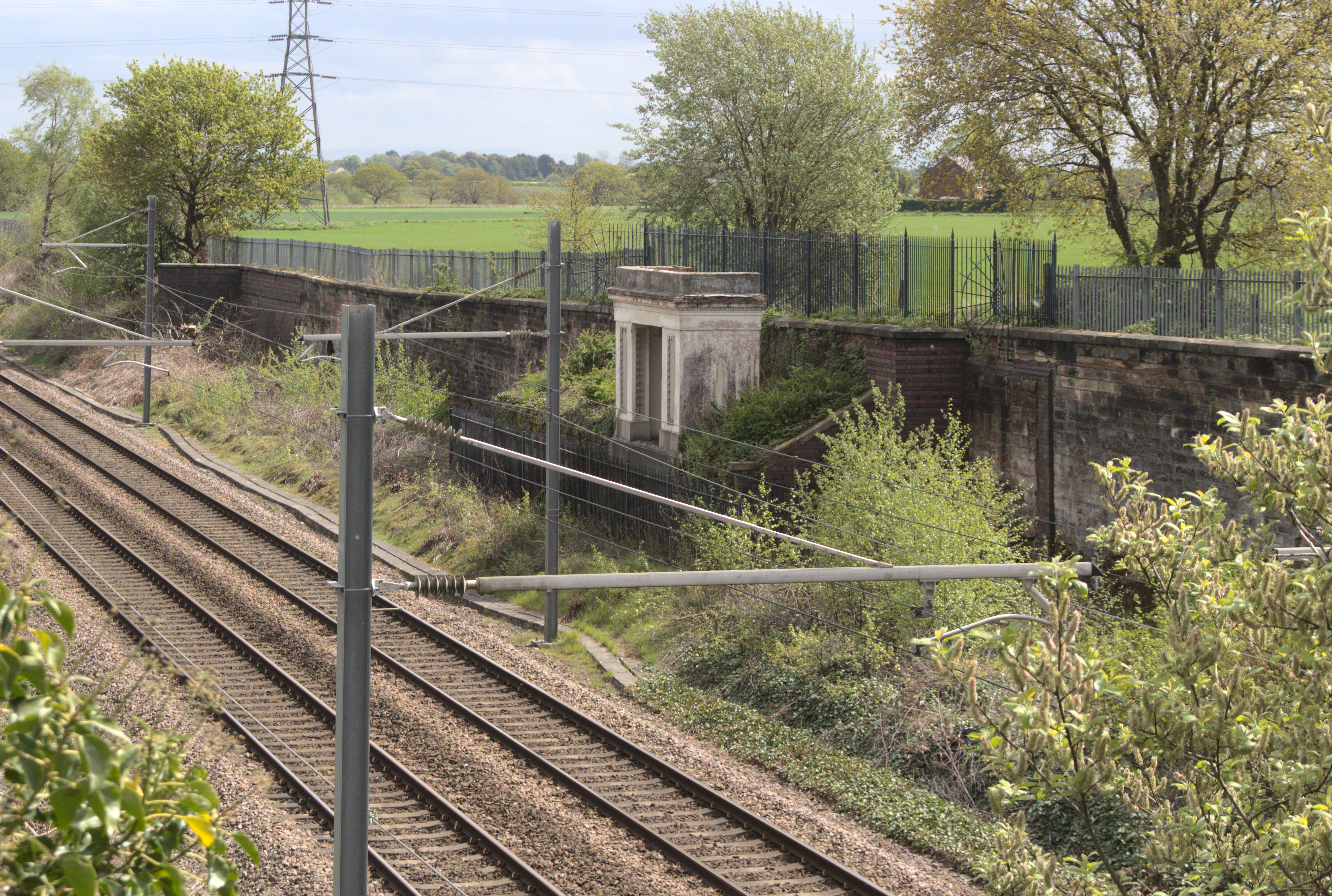
Denkmal für den Unfall von William Huskisson an der Liverpool and Manchester Railway

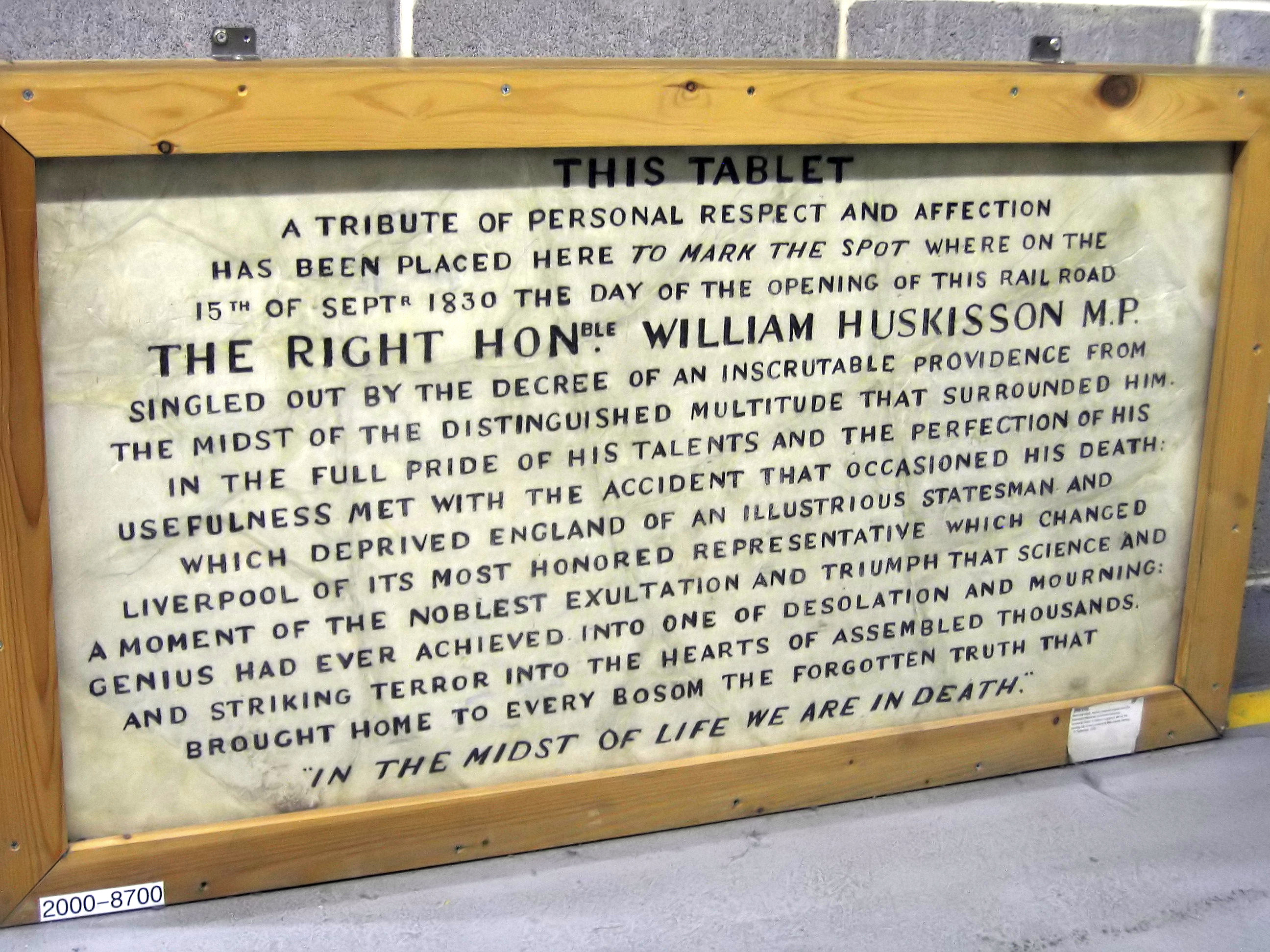
Gedenktafel für William Huskisson, heute im National Railway Museum, York

- Middleton Railway ( Vereinigtes Königreich) – Erster tödlich verunglückter Nicht-Eisenbahner: 5. Dezember 1821 – Der erste tödlich verunglückte Nicht-Eisenbahner war wohl der Zimmermann David Brook. In schwerem Graupelwetter lief er auf der Bahntrasse. Dabei übersah er einen Zug und wurde tödlich verletzt.[2]

- St. Helens ( Vereinigtes Königreich) – Erster bekannter Auffahrunfall zweier Züge: 15. September 1830 – Während der Eröffnungsfeierlichkeiten der Liverpool and Manchester Railway befuhren eine Reihe von Zügen mit Ehrengästen hintereinander die Strecke im Sichtabstand. Als ein Wagen entgleiste, blieb der Zug liegen und der Folgezug fuhr mit mäßiger Geschwindigkeit auf. Es gab keine Verletzten.[3]

- Newton-le-Willows ( Vereinigtes Königreich) – Erstes prominentes Todesopfer: 15. September 1830 – Der Politiker William Huskisson wurde das erste prominente Todesopfer eines Eisenbahnunfalls, als er am Eröffnungstag der Liverpool and Manchester Railway von der Lokomotive The Rocket überfahren wurde. In der Literatur wird er unzutreffenderweise auch als der erste genannt, der bei einem Eisenbahnunfall überhaupt zu Tode kam.

### 1831–1840
- Hightstown (New Jersey,  Vereinigte Staaten) – Entgleisung nach Heißläufer und folgendem Achsbruch: 11. November 1833 – Entgleisung zweier Wagen eines Zuges zwischen Hightstown und Spotswood, New Jersey, auf der Bahnstrecke South Amboy–Bordentown. Zwei Fahrgäste wurden getötet, 21 Reisende verletzt. Prominente Mitreisende waren Cornelius Vanderbilt, der spätere Präsident der New York Central Railroad, der sich ein Bein brach[Anm. 1], und der frühere US-Präsident John Quincy Adams. Dies war der erste Eisenbahnunfall, bei dem Fahrgäste eines planmäßig verkehrenden Zuges ums Leben kamen.

- Salford ( Vereinigtes Königreich) – Erster bekannter Unfall durch Zugtrennung: 11. Mai 1834 – Nach einer Zugtrennung auf der Liverpool and Manchester Railway entlief der nicht mehr mit der Lokomotive verbundene Zugteil. Bei diesem Unfall wurde ein Mensch verletzt.[4]

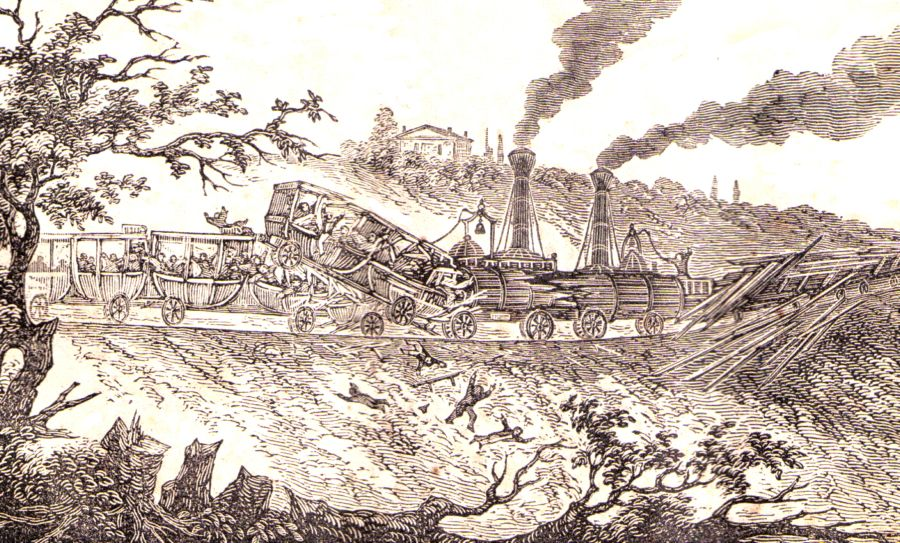
Frontalzusammenstoß zweier Züge bei Suffolk, Virginia, USA

- Suffolk (Virginia  Vereinigte Staaten) – Frontalzusammenstoß: 11. August 1837 – Ein Güterzug und ein Personenzug stießen auf einer eingleisigen Strecke, auf der auf Sicht gefahren wurde, frontal zusammen. Drei Tote und Dutzende Verletzte waren die Folge.[5] Dies war der erste Frontalzusammenstoß zweier Züge mit Todesopfern in der Eisenbahngeschichte.

- Wakefield ( Vereinigtes Königreich) – Erster bekannter Unfall durch Brückeneinsturz: 8. November 1838 – Nach dem Einsturz einer Brücke der Manchester and Leeds Railway entgleist ein Zug und stürzt ab. Ein Mensch starb, acht weitere wurden verletzt.[6]

- Howden (Yorkshire  Vereinigtes Königreich) – Entgleisung durch verrutschte Ladung: 7. August 1840 – In einem gemischten Zug, der auf der Hull and Selby Railway zwischen Leeds und Hull unterwegs war, löste sich Ladegut, fiel auf die Schienen und brachte den Zug zum Entgleisen. Es ist der früheste bekannte Eisenbahnunfall, der verrutschtes Ladegut als Ursache hatte und bei dem es Tote gab. Vier Menschen starben, weitere wurden verletzt. Dies war weltweit der erste Eisenbahnunfall, der von einer Eisenbahnaufsichtsbehörde untersucht wurde.

### 1841–1850
- Sonning ( Vereinigtes Königreich) – Entgleisung nach Erdrutsch: 24. Dezember 1841 – Ein gemischter Zug von London nach Bristol entgleiste in einem Einschnitt nahe Sonning. Von den 38 Reisenden in den offenen Wagen dritter Klasse starben neun, 16 wurden schwer verletzt. Auch infolge dieses Unfalls wurde 1844 der Railway Regulation Act[7] vom britischen Parlament verabschiedet, der unter anderem geschlossene Fahrzeuge auch für die dritte Klasse vorschrieb.

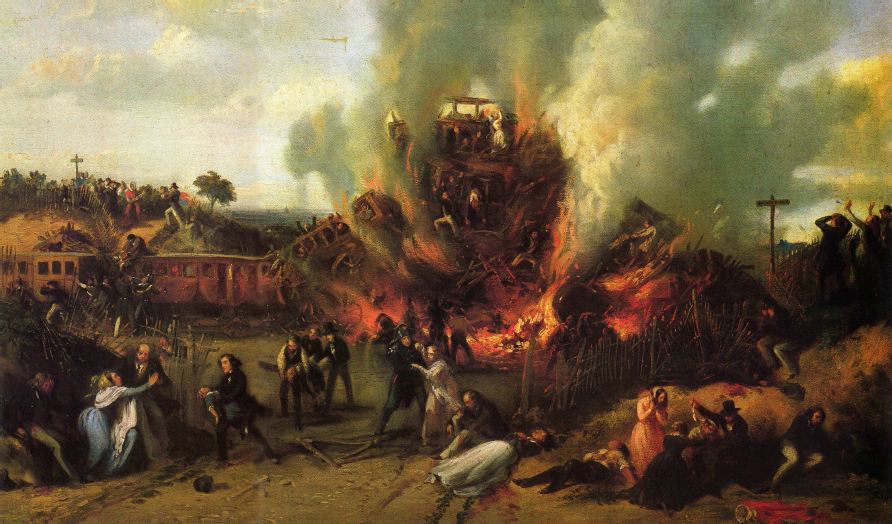
Eisenbahnunfall von Versailles (1842)

- Versailles ( Frankreich) – Entgleisung nach Achsbruch: 8. Mai 1842 – Nach einem Achsbruch an der Vorspannmaschine entgleiste ein Zug. 50 Menschen verbrannten in den hölzernen Wagen, die von der Glut aus der Feuerbüchse in Brand gesetzt wurden. Die Zahl der Verletzten ist nicht mehr bekannt. Die Abteiltüren waren aus Sicherheitsgründen verschlossen, so dass sich viele Reisende nicht mehr rechtzeitig retten konnten.

- Chester ( Vereinigtes Königreich) – Brückeneinsturz aufgrund von Konstruktions- und Materialfehlern: 24. Mai 1847 – Während der Überfahrt eines Zuges stürzte die von Robert Stephenson errichtete Eisenbahnbrücke über den Dee auf der North Wales Coast Line der Chester and Holyhead Railway ein. Der Einsturz forderte fünf Todesopfer und eine Reihe von Verletzten. Hauptursachen waren die Verwendung von Gusseisen in den tragenden Teilen und das Gewicht nachträglich aufgetragenen Schotters als Brandschutz für die Holzteile der Brücke. Es sollten aber noch fast 50 Jahre vergehen, bevor gusseiserne Eisenbahnbrücken völlig verschwanden. Der Unfall war ein schwerer Schlag für die Reputation von Stephenson als Ingenieur.

### 1851–1860
- Gütersloh-Avenwedde ( Preußen) – Entgleisung: 21. Januar 1851 – Ein Zug von Minden ins Rheinland entgleiste auf der Stammstrecke der Köln-Mindener Eisenbahn-Gesellschaft in der Gemarkung des heutigen Gütersloh-Avenwedde. Drei Todesopfer waren die Folge. In dem Zug reiste auch Prinz Friedrich Wilhelm von Preußen, der spätere Kaiser Friedrich III., der aber nur leicht verletzt wurde. Als Dank für seine Rettung bei dem Eisenbahnunfall stiftete er 1860 den Zinkdruckguss eines Taufengels von Bertel Thorvaldsen für die Martin-Luther-Kirche in Gütersloh.

- Commercy ( Frankreich): 20. August 1852 – Bei Commercy verunglückte ein Zug, in dem Kurfürst Friedrich Wilhelm I. von Hessen von einem Besuch in Paris nach Deutschland zurück reiste. Er musste 90 Minuten zu Fuß im Regen laufen, um sich in Sicherheit zu bringen. Es war sein 50. Geburtstag.[8]

- Andover (Massachusetts  Vereinigte Staaten) – Achsbruch: 6. Januar 1853 – An dem einzigen Reisezugwagen eines Zuges von Boston nach Lawrence der Boston and Maine Railroad brach eine Achse. Der Wagen stürzte eine Böschung hinunter und zerbrach. Der Rest des Zuges, die Lokomotive und ein Gepäckwagen blieben im Gleis. Reisende in dem Zug waren der soeben neu gewählte Präsident der Vereinigten Staaten, Franklin Pierce, und seine Familie. Einziges Todesopfer des Unfalls war der elfjährige Sohn des Präsidenten. Seine Eltern hatten anschließend mit schweren Depressionen zu kämpfen und Franklin Pierce entwickelte ein Alkoholproblem.[9]

- Norwalk ( Vereinigte Staaten) – Lokführer übersah Signal, das eine offene Drehbrücke sicherte: 6. Mai 1853 – Ein Zug stürzte aufgrund einer für den Schiffsverkehr geöffneten Drehbrücke beim Bahnhof Norwalk in den Norwalk River. 48 Menschen starben, 8 wurden vermisst, 30 verletzt. Der Unfall war der erste größere in den USA, bei dem eine Brücke eine Rolle spielte.

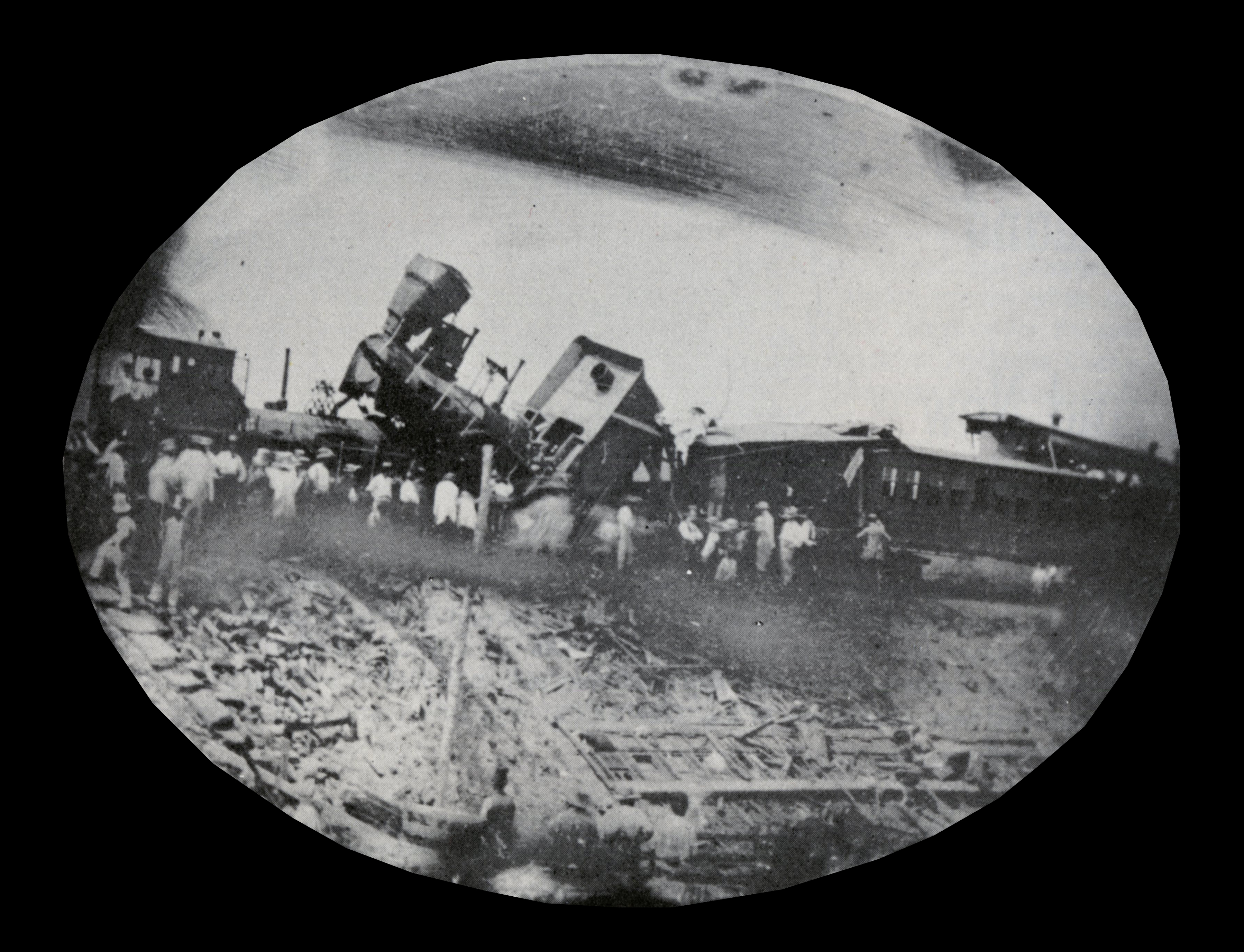
Unfall bei Pawtucket, Rhode Island, 1853 – ältestes bekanntes Foto von einem Eisenbahnunfall

- Pawtucket, Rhode Island ( Vereinigte Staaten) – Ursache unbekannt: August 1853 – 13 Menschen starben, 50 wurden darüber hinaus verletzt. Ein Foto dieses Unfalls gilt als das älteste bekannte von einem Eisenbahnunfall überhaupt.[10]

- Baptiste Creek (Provinz Kanada,  Vereinigtes Königreich) – Fahrdienstleiterfehler, Schnellzug fuhr auf Bauzug auf: 27. Oktober 1854 – Nach einer unzutreffenden Auskunft des Fahrdienstleiters des Bahnhofs Baptiste Creek an den Lokführer setzte dieser einen Bauzug auf das Streckengleis zurück. Ein um Stunden verspäteter Schnellzug, der auf der Great Western Railway von Niagara Falls nach Windsor unterwegs war, fuhr auf diesen schwer mit Schotter beladenen Zug auf. Die Energie des Aufpralls wurde weitgehend dadurch aufgefangen, dass die ersten, überwiegend aus Holz gebauten Reisezugwagen des Schnellzugs zertrümmert wurden. 52 Menschen kamen ums Leben, 48 wurden verletzt. Ein erheblicher Teil der Toten waren deutsche Emigranten auf dem Weg in die USA.

- Ambler (Pennsylvania  Vereinigte Staaten) – Frontalzusammenstoß: 17. Juli 1856 – Bei dem Frontalzusammenstoß eines vorwiegend mit Kindern und Jugendlichen besetzten Ausflugszugs mit einem Planzug starben mindestens 59 Menschen und mehr als 100 wurden verletzt. Grund für den Unfall war eine unzureichende Zugsicherung auf der eingleisigen Strecke.

- Hamilton (Provinz Kanada,  Vereinigtes Königreich) – Nach Achsbruch entgleister Zug beschädigte Brücke und stürzte in Kanal: 12. März 1857 – Betroffen war ein Zug der Great Western Railway mit etwa 100 Reisenden an Bord von Toronto nach Hamilton. 59 Tote und eine große Zahl Verletzter waren zu beklagen. Die Ursache für den auslösenden Achsbruch konnte nie geklärt werden.

- Round Oak ( Vereinigtes Königreich) – Entlaufener Zugteil kollidiert mit nachfolgendem Zug: 23. August 1858 – Weil der Bremser den im Bahnhof Round Oak haltenden Zug nicht durch Feststellen der Bremse sicherte und zugleich eine Kupplung brach, rollte ein Zugteil ein Gefälle hinab und kollidierte mit dem nachfolgenden Zug. 14 Menschen starben, mindestens 50 weitere wurden verletzt. Dies war der folgenreichste Eisenbahnunfall in Großbritannien bis zu diesem Zeitpunkt.

### 1861–1870

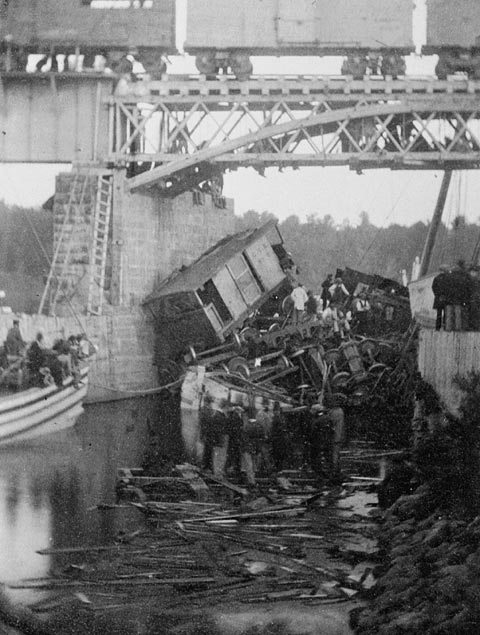
Eisenbahnunfall von Mont-Saint-Hilaire (1864)

- Clayton Tunnel ( Vereinigtes Königreich) – Kollision im Tunnel: Am 25. August 1861 kollidierte im Clayton Tunnel – 7 km nördlich von Brighton – ein Reisezug mit einem zurücksetzenden Sonderzug. 23 Menschen starben, circa 176 wurden meist schwer verletzt. Der Tunnel wurde mit einem Blocksignal vor jedem Portal gesichert, das vom Zug oder einem Wärter bedient wurde. Ursachen waren ein defektes Signal, Kommunikationsfehler und eine Streckensicherung, die auf dem Fahren im Zeitabstand basierte, deren Mindestabstände allerdings auch nicht eingehalten wurden.

- Kafr az-Zayyat (Ägypten,  Osmanisches Reich) – Abrollen eines Salonwagens von der Nil-Fähre: 1863 – Von dem Nil-Trajekt rollte ein Salonwagen in den Nil. Mehrere Menschen kamen ums Leben, darunter auch Angehörige der Herrscherfamilie.[11]

- Mont-Saint-Hilaire (Provinz Kanada,  Vereinigtes Königreich) – Lokführer übersah Signal, das eine offene Drehbrücke sicherte: 29. Juni 1864 – In der Nähe des heutigen Mont-Saint-Hilaire in Québec stürzte ein Zug aufgrund einer für den Schiffsverkehr geöffneten Drehbrücke in den Richelieu River. 99 Tote und über 100 Verletzte waren die Folge. In dem Zug befanden sich auch zahlreiche Einwanderer aus Deutschland und Polen.

- Abergele (Grafschaft Denbighshire,  Vereinigtes Königreich) – Entlaufene Güterwagen mit Gefahrgut setzten einen entgegenkommenden Personenzug in Brand: 20. August 1868 – Es handelte sich bei dem verunglückten Zug um den „Irish Mail“ der London and North Western Railway (LNWR), ein Schnellzug von dem Londoner Bahnhof Euston nach Holyhead. Die Güterwagen waren beim Rangieren entlaufen, mit hoch brennbarem Paraffinöl beladen und setzten die hölzernen Reisezugwagen des Schnellzugs explosionsartig in Brand. 33 Menschen starben, darunter damals auch sehr prominente, unter anderen Henry Maxwell, 7. Baron Farnham. Dies war der schwerste Eisenbahnunfall in Großbritannien bis zu diesem Zeitpunkt und der erste größere weltweit, der durch Gefahrgut ausgelöst wurde.

### 1871–1880
- Colombier ( Schweiz) – Auffahrt auf abgestellten Güterzug: Am 22. März 1871 stieß infolge falscher Weichenstellung im Bahnhof Colombier ein Sonderzug mit Militärangehörigen, die zu der internierten französischen Bourbaki-Armee gehörten, mit einem abgestellten Güterzug zusammen, der aus 22 Kohlewagen und einem Gepäckwagen bestand. Ein Zugführer sowie 22 Internierte starben, 72 Personen wurden verletzt.[12][13] Dies war der bis dahin schwerste Eisenbahnunfall in der Schweiz.

Abschnitt Eisenbahnunfall vom 22. März 1871 im Artikel Colombier NE
- Thorpe (Grafschaft Norfolk, England,  Vereinigtes Königreich) – Frontalzusammenstoß nach Fehlern in der telegrafischen Zugsicherung: Am 10. September 1874 stießen auf einer eingleisigen Strecke östlich von Norwich ein Postzug mit Personenbeförderung und ein verspäteter Schnellzug zusammen, nachdem von den für die Zugsicherung Verantwortlichen mehrere Fehler begangen worden waren. 25 Menschen kamen ums Leben. Aufgrund auch dieses Unfalls entwickelte der Ingenieur Edward Tyer ein erstes elektrisches Zugsicherungssystem, das Electric Tablet System.[14]

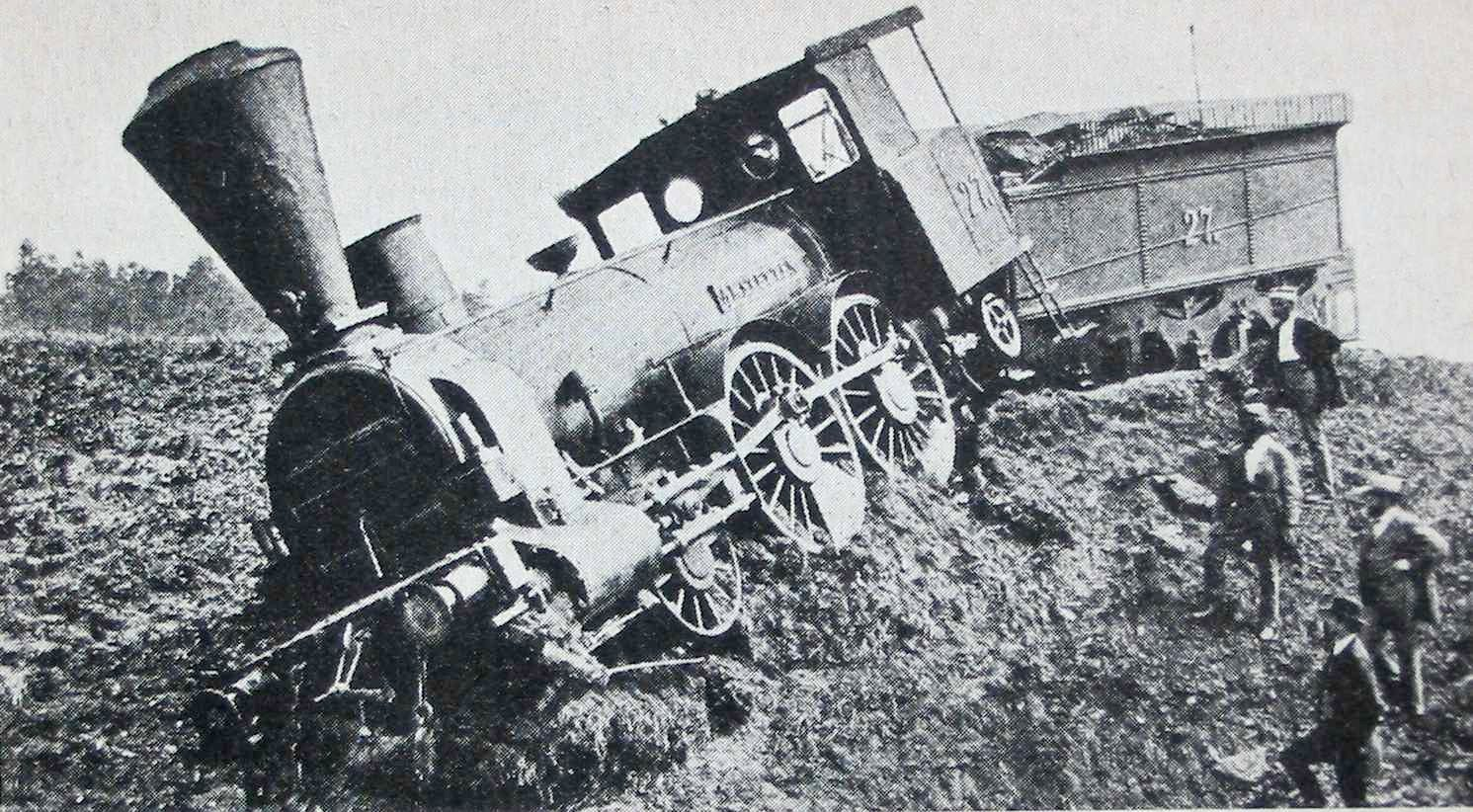
Entgleisung der AMSTETTEN am 19. Oktober 1875

- Shipton (England,  Vereinigtes Königreich) – Entgleisung nach Radreifenbruch und Bremsversagen: Am 24. Dezember 1874 brach an einem Wagen des Schnellzuges von London Paddington nach Birkenhead in der Nähe von Shipton-on-Cherwell ein Radreifen aufgrund seiner veralteten Konstruktion. Zudem versagte die Kommunikationsleine zwischen Zug und Lokomotiven und das damals übliche Bremsen von Zügen durch Bremser auf einzelnen Wagen war im Vergleich zur Kraft der Notbremsung durch die der Lokomotiven viel zu schwach. Die meisten Wagen des Zuges entgleisten. Bei dem Unfall starben 34 Menschen, 65 wurden schwer verletzt. Der Unfall beschleunigte die Umrüstung der Eisenbahnfahrzeuge auf durchgehende Druckluft- oder Vakuumbremsen.

- Timelkam ( Österreich) – Entgleisung nach Radreifenbruch: Am 19. Oktober 1875 entgleiste die Lokomotive AMSTETTEN auf der österreichischen Westbahn beim Bahnhof Timelkam zwischen Linz und Salzburg. Menschen kamen dabei nicht zu Schaden. Ursache war ein Materialfehler. Die Tatsache, dass ein wechselbeanspruchter Werkstoff eine geringere Belastbarkeit aufweist als ein statisch belasteter, war noch nicht bekannt. Das wurde erst durch August Wöhler entdeckt. Seitdem wird das Verformungs- und Versagensverhalten von Werkstoffen bei zyklischer Beanspruchung im Wöhlerversuch ermittelt.

- Balta ( Russland) – Entgleisung in Baustelle und Brand: 10. Oktoberjul. / 22. Oktober 1875greg. – Zwischen den Bahnhöfen Balta und Birsula entgleiste ein Zug in einer Baustelle und brannte aus. 70 Menschen starben, 120 weitere wurden verletzt.

- Ashtabula-Brücke (Ohio,  Vereinigte Staaten) – Brückeneinsturz: 29. Dezember 1876 – Der Pacific Express von Erie, Philadelphia, fiel beim Einsturz der Brücke über den Ashtabula River 21 Meter tief auf den zugefrorenen Fluss. Die Wagen fingen Feuer und ließen das Eis schmelzen, wodurch einige Wagen im Fluss versanken. 92 Reisende kamen ums Leben, unter ihnen der bekannte religiöse amerikanische Komponist Philip P. Bliss. Ursache waren Konstruktions- und Baumängel. Es war der bis dahin folgenschwerste Eisenbahnunfall in den USA. Der Unfall hatte zur Folge, dass in den USA verbesserte Standards für Brücken, Lastproben und Brückeninspektionen eingeführt wurden.

Der eingestürzte Mittelteil der Firth-of-Tay-Brücke

- Firth of Tay (Schottland,  Vereinigtes Königreich) – Brückeneinsturz aufgrund von Planungs- und Baufehlern: 28. Dezember 1879 – Bei einem Orkan stürzte ein Teil der drei Kilometer langen Firth-of-Tay-Brücke ein, als ein Schnellzug sie befuhr. Alle 72 Reisenden und Zugbediensteten kamen ums Leben. Theodor Fontane thematisierte das Ereignis in seiner Ballade Die Brück’ am Tay.

- Daugavpils (Dünaburg) ( Russland) – Zusammenstoß: 1880 – Ein Schnellzug, an den ein Salonwagen für Alfred, Herzog von Edinburg (späterer regierender Herzog von Sachsen-Coburg-Gotha), angehängt war, stieß mit einem Güterzug zusammen.[15]

- Rimutaka ( Neuseeland heute Remutaka) – Entgleisung durch Windböen: 11. September 1880 – Ein Zug von Greytown nach Wellington war in der Steilstrecke der Bahnstrecke Wellington–Woodville, die zwischen den Bahnhöfen Cross Creek und Summit mit dem System Fell betrieben wurde, unterwegs. Drei geschobene Wagen wurden durch sehr starke Windböen aus dem Gleis gedrückt und stürzten ab. Da die Kupplung hielt, ebenso wie die Klammerung der Fell-Lokomotive an der Mittelschiene, verhinderte das den vollständigen Absturz des Zuges. Drei Menschen starben. Es ist der älteste dokumentierte Eisenbahnunfall durch Windeinwirkung.

### 1881–1890
- Severn (Maryland) ( Vereinigte Staaten) – Frontalzusammenstoß: 5. März 1881 – Kollision eines Lokzuges und eines Sonderzuges, in dem auch der soeben aus dem Amt geschiedene US-Präsident Rutherford B. Hayes und seine Familie reisten. Diese blieben unverletzt. Drei Personen starben. :→ Hauptartikel: Eisenbahnunfall von Severn

- Cuautla ( Mexiko) – Brückeneinsturz: 22. / 24. Juni 1881 – Beim Einsturz einer erst wenige Tage zuvor in Betrieb genommenen neu errichteten Eisenbahnbrücke unter einem fahrenden Zug kamen mehr als 200 Menschen ums Leben und 40 wurden verletzt. Flusswasser hatte die Fundamente der Brücke unterspült.

- Oceanport (New Jersey) ( Vereinigte Staaten) – Entgleisung: 29. Juni 1882 – In einer Weiche, unmittelbar vor einer Brücke, entgleiste ein Zug, in dem auch der ehemalige US-Präsident Ulysses Grant reiste. Die Lokomotive und fünf der acht Wagen stürzten in ein flaches Gewässer. Ulysses Grant wurde leicht verletzt.[16]

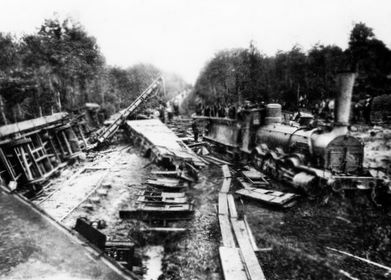
Eisenbahnunfall bei Hugstetten

- Hugstetten ( Deutsches Reich) – Entgleisung: 3. September 1882 – Bei Hugstetten an der Strecke Freiburg im Breisgau–Colmar entgleiste ein mit 1200 Reisenden besetzter Sonderzug. 64 Menschen starben, 225 wurden verletzt. Durch ungenügende Bremsung geriet der von einer Lok der Gattung X c (alt) gezogene Zug im Gefälle außer Kontrolle und entgleiste bei einer Geschwindigkeit von 70 km/h. Wegen des schlechten Oberbaus waren auf diesem Abschnitt nur 50 km/h zugelassen.

- Steglitz ( Deutsches Reich) – Personenunfall: 2. September 1883 – Im Bahnhof Steglitz geriet eine Menschenmenge von etwa 300 Personen, die einen Zug nach Berlin erreichen wollte, außer Kontrolle. Die Reisenden „stürmten“ den Zug über das Gleis der Gegenrichtung, auf dem zeitgleich ein Eilzug nach Magdeburg einfuhr. 39 Tote waren die Folge. Der Unfall beschleunigte den Bau von Bahnsteigtunneln auf preußischen Hauptbahnen.

- Maksymilianowo (Maxtal) ( Deutsches Reich) – Radreifenbruch und Entgleisung: August 1885[Anm. 2] – Betroffen war der Schnellzug Nr. 4, an den ein Salonwagen für den Prinzen Friedrich von Preußen (späterer Kaiser Friedrich III.) angehängt war, der von einem Besuch aus Russland zurückkehrte.[17]

- Chatsworth (Illinois,  Vereinigte Staaten) – Brückeneinsturz: 10. August 1887 – Eine durch Brand zuvor beschädigte Holzfachwerkbrücke brach zusammen, als sie ein Zug der Toledo, Peoria and Western Railroad (TP&W) befuhr, der von Peoria mit 700 Reisenden zu den Niagarafällen unterwegs war. Die Zahl der Toten lag zwischen 81 und 85, die Angaben zur Zahl der Verletzten schwanken zwischen 169 und 372.

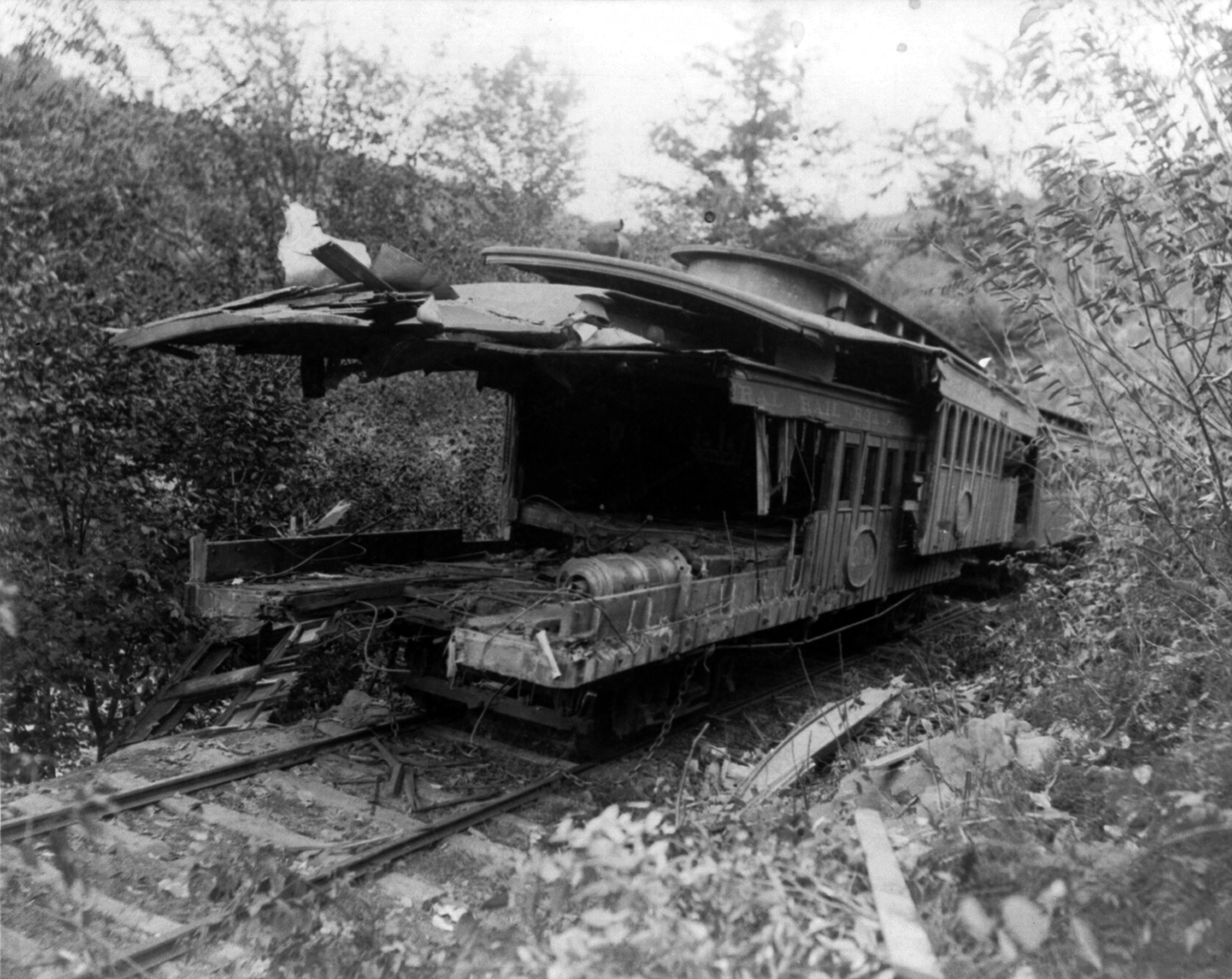
Ineinander geschobene Personenwagen nach dem Unfall von Mud Run

- Mud Run (Pennsylvania,  Vereinigte Staaten) – Auffahrunfall nach missachtetem Signal: 10. Oktober 1888 – Das Lokpersonal eines Zuges überfuhr ein „Halt“ gebietendes Signal und fuhr auf einen anderen Zug auf, der ebenfalls vor einem Signal wartete. Die letzten drei Wagen des vorderen Zuges wurden ineinander geschoben. 66 Menschen starben, 50 wurden verletzt.

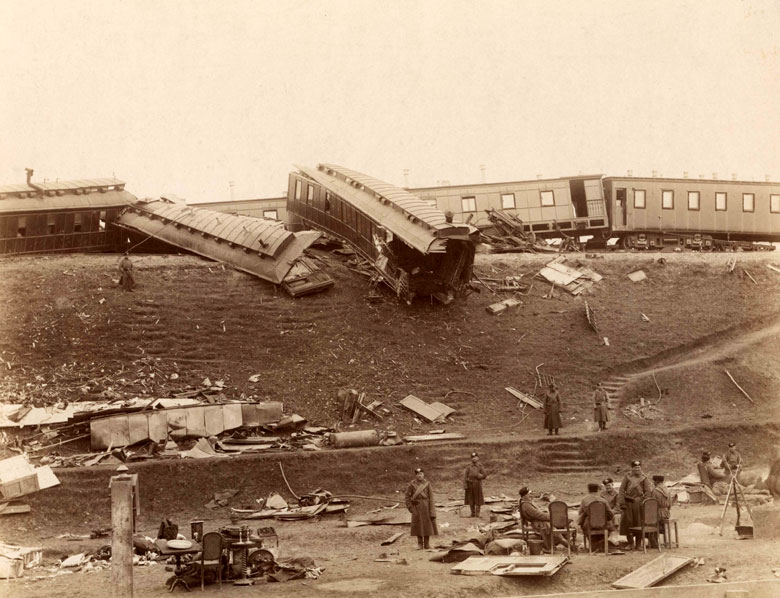
Verunglückter Hofzug des Zaren

- Borki ( Russland) – Entgleisung des Hofzugs: 17. Oktoberjul. / 29. Oktober 1888greg. – Der von zwei Lokomotiven gezogene Hofzug des Zaren Alexander III. entgleiste auf der Fahrt von der Krim nach St. Petersburg bei Borki südlich von Charkow. 23 Reisende starben.

- Armagh (Nordirland,  Vereinigtes Königreich) – Entlaufene Personenwagen: 12. Juni 1889 – Ein Sonderzug von Armagh Richtung Warrenpoint blieb kurz vor dem Ende einer Steigung liegen. Beim Versuch, den Zug in der Steigung zu teilen, entliefen zehn Wagen und stießen auf den nachfolgenden Planzug. 81 Tote und 260 Verletzte, darunter sehr viele Kinder, waren die Folge.

Als Konsequenz aus dieser Katastrophe verabschiedete das Parlament des Vereinigten Königreichs ein Gesetz, das verpflichtend selbsttätige Bremsen, Fahren im Raumabstand, Zugmeldeverfahren und die Signalabhängigkeit der Weichen verbindlich vorschrieb.

### 1891–1900

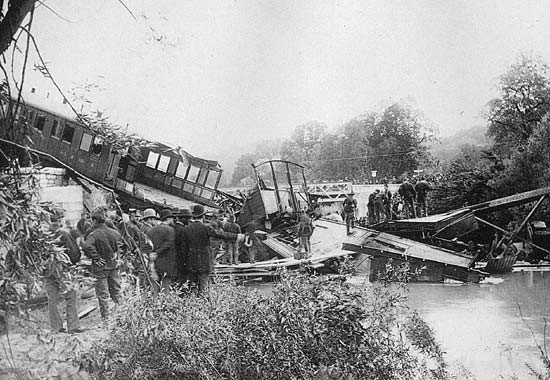
Münchenstein

- Münchenstein ( Schweiz) – Einsturz der Eisenbahnbrücke: 14. Juni 1891 – Unter einem aus Basel kommenden Extrazug brach die von Staringenieur Gustave Eiffel konstruierte Eisenbahnbrücke der Jurabahn über die Birs unterhalb des Dorfes Münchenstein zusammen. 73 Personen kamen dabei ums Leben, 171 wurden verletzt.[18]

- Thompson (Connecticut,  Vereinigte Staaten) – Massenkarambolage von vier Zügen nach Fahrdienstleiterfehler: 4. Dezember 1891 – Auf einer zweigleisigen Strecke wurden zwei Güterzüge durch einen Fahrdienstleiterfehler in eine Frontalkollision verwickelt, die Züge entgleisten und versperrten auch den Fahrweg auf dem Gleis der Gegenrichtung. Dort hinein fuhren innerhalb weniger Minuten zunächst der Long Island & Eastern States Express von New York City nach Boston und in diesen dann der Norwich Steamboat Express von New London nach Boston. Alle vier Lokomotiven, ein Schlafwagen, ein Gepäckwagen und etwa 450 m Gleis wurden zerstört. Außer zwei Eisenbahnern auf einer der Lokomotiven gab es erstaunlicherweise keine Toten, jedoch mehrere hundert Verletzte. Dies war einer der wenigen Eisenbahnunfälle, in die vier Züge verwickelt waren.

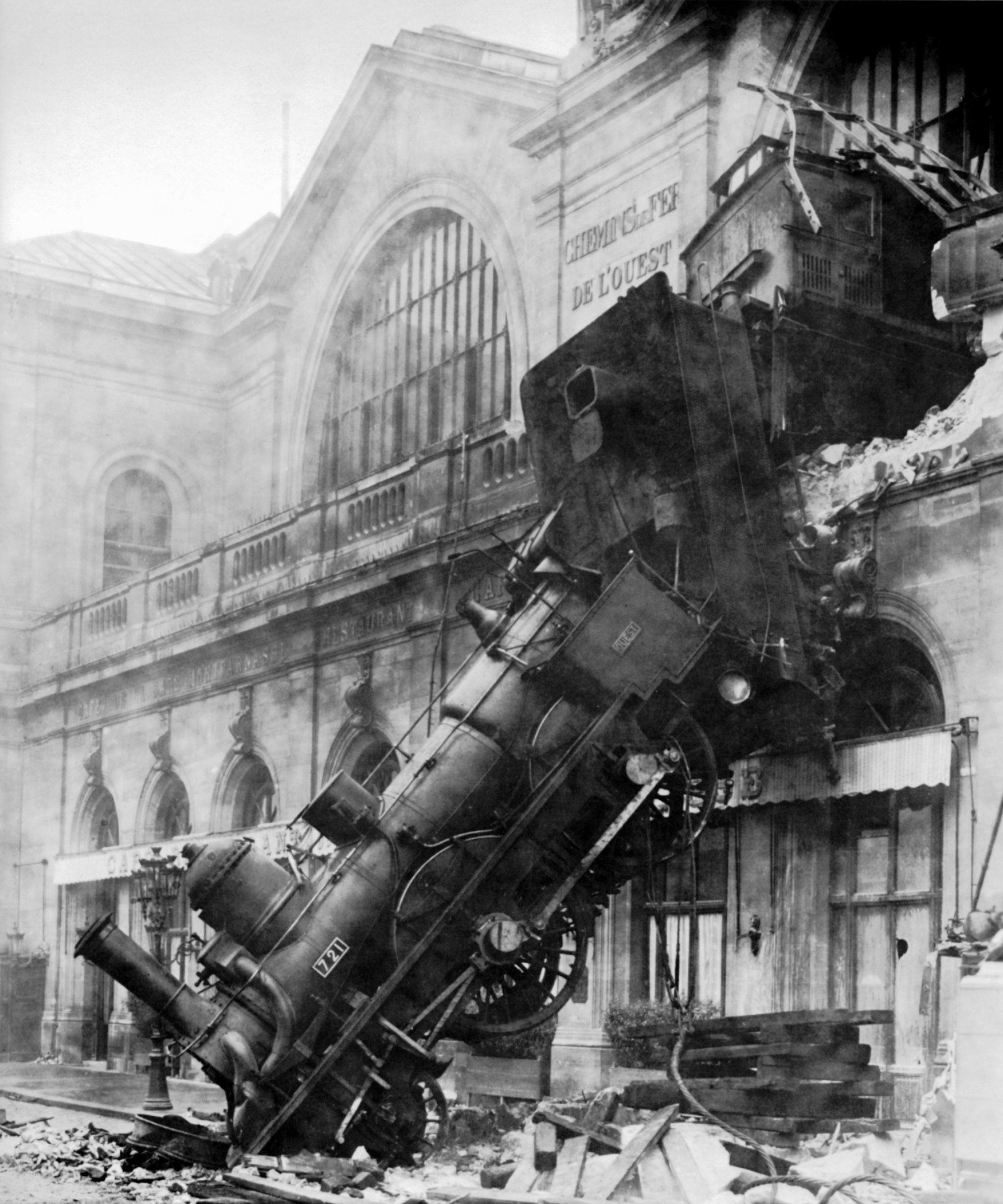
Unfall am Gare Montparnasse

- Paris ( Frankreich) – Zug überfuhr Gleisende im Kopfbahnhof: 22. Oktober 1895 – Um 15:55 Uhr fuhr ein Zug von Granville über das Gleisende des Kopfbahnhofs Gare Montparnasse von Paris hinaus, fuhr über den Perron und durchschlug die Glaswand des Bahnhofs, bis die Lok auf der ein Stockwerk tiefer liegenden Straße vor dem Bahnhof zum Stehen kam. Eine Zeitungsverkäuferin wurde getötet, sechs Menschen verletzt. Der Lokführer hatte den Zug zu spät gebremst. Das Foto von der abgestürzten Lokomotive wurde weltberühmt.

- Victoria (British Columbia  Vereinigtes Königreich) – Brückeneinsturz wegen überladenen Zuges: 26. Mai 1896 – Unter einer mit 143 Reisenden überfüllten Straßenbahn der Consolidated Electric Railway Company stürzte die Point Ellice Bridge wegen des zu hohen Gewichts in den Gorge River. 55 Menschen kamen dabei ums Leben.[19]

- Atlantic City (New Jersey,  Vereinigte Staaten) – Flankenfahrt nach Fahrdienstleiterfehler: 30. Juli 1896 – Der Unfall ereignete sich auf einer niveaugleichen Kreuzung einer Eisenbahnstrecke der West Jersey Railroad mit einer Eisenbahnstrecke der Reading Railroad westlich von Atlantic City. Der Fahrdienstleiter gab „freie Fahrt“ für einen zweiten Zug, bevor der erste die Kreuzung überfahren hatte. 50 Tote und 60 Verletzte waren die Folge.

- Löbau ( Deutsches Reich) – Flankenfahrt: 12. September 1896 – Ein Schnellzug fuhr nach einem Fahrdienstleiterfehler im Bahnhof Löbau (Sachs) in die an zweiter Stelle eingereihte Lokomotive des dort stehenden, abfahrbereiten Hofzugs Kaiser Wilhelms II. hinein. Niemand wurde verletzt. :→ Hauptartikel: Eisenbahnunfall von Löbau

- Crush (Texas,  Vereinigte Staaten) – Kesselexplosion bei Eisenbahnspektakel: 15. September 1896 – Ein als öffentliche Veranstaltung der Missouri-Kansas-Texas Railroad aufwändig geplanter und inszenierter Frontalzusammenstoß zweier Güterzüge. Mit den Kesselexplosionen beider Lokomotiven geriet das Ereignis außer Kontrolle. Herumfliegende Trümmer töteten drei Zuschauer, weitere wurden verletzt.

- Bolivar (Texas,  Vereinigte Staaten) – Naturkatastrophe: 8. September 1900 – Ein Zug geriet in einen Hurrikan und wurde dabei komplett zerstört. 85 Menschen starben.[20]

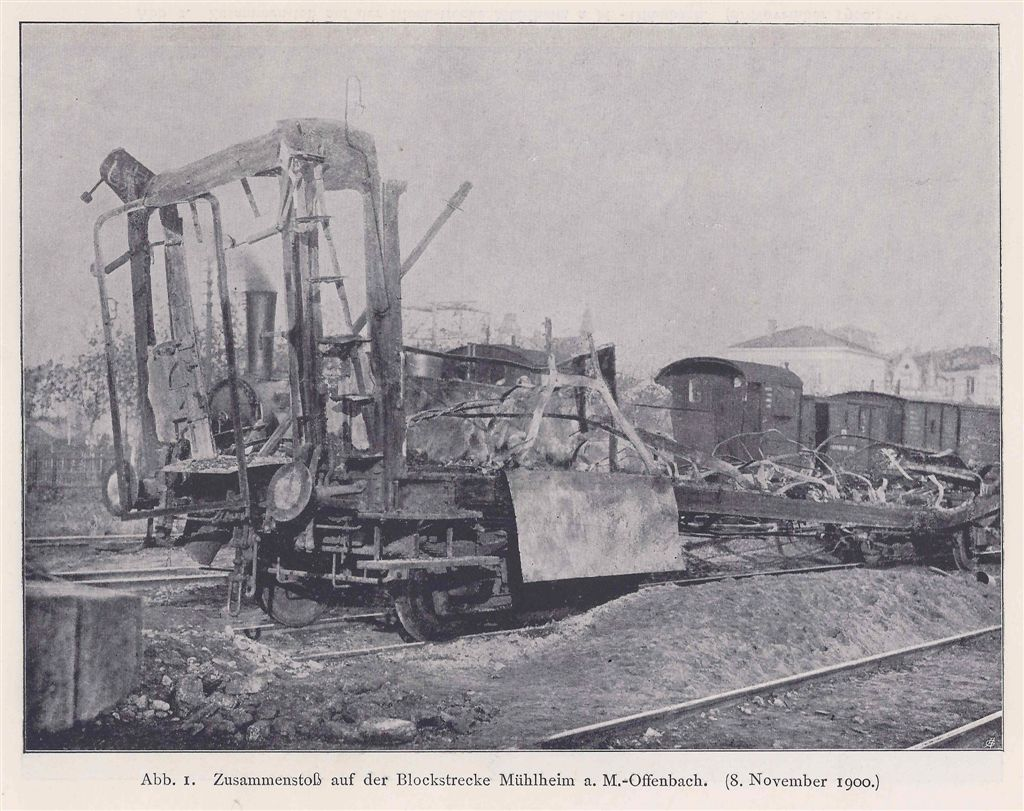
In Mühlheim am Main verunfallter Wagen

- Mühlheim am Main ( Deutsches Reich) – Auffahrunfall: 8. November 1900 – Ein Personenzug fuhr zwischen den Bahnhöfen Mühlheim am Main und Offenbach am Main auf einen Schnellzug auf, die Trümmer gerieten in Brand, entzündet vom Gas der Beleuchtung. 12 Tote und 4 Verletzte waren die Folge. Der Unfall beschleunigte die Einführung elektrischen Lichts in Reisezugwagen.

## 20. Jahrhundert

### 1901–1910
- Liverpool (England,  Vereinigtes Königreich) – Brand nach Kurzschluss: Am 22. Dezember 1901 geriet zunächst der Motor eines Elektrotriebwagens im Zufahrtstunnel zu dem unterirdischen Bahnhof Liverpool-Dingle in Brand, der Zug blieb im Tunnel liegen und ging dann insgesamt in Flammen auf. Bei diesem ersten schweren Unfall durch den Betrieb einer elektrischen Eisenbahn starben sechs Menschen, zahlreiche wurden verletzt.

- Mangapatnan ( Britisch-Indien) – Naturkatastrophe: 11. September 1902 – Nachdem ein Brückenpfeiler weggespült worden und eine Brücke eingestürzt war, fuhr der Schnellzug von Chennai (damals: Madras) nach Mumbai (damals: Bombay) in die Lücke. Sieben der acht Wagen stürzten ab. 62 Menschen starben.[21]

- Paris ( Frankreich) – Panik nach Brand eines Métrozuges: Am 10. August 1903 wurde versucht, einen brennenden Métrozug auf der Métrolinie 2 durch die Tunnelstrecke abzuziehen. Dies misslang und die Evakuierung eines folgenden Zuges, der im Bahnhof Couronnes aufgehalten wurde, klappte nicht richtig, weil viele der verärgerten Fahrgäste sich weigerten, auszusteigen. Als dann der Brand des vorderen Zuges die Stromleitung beschädigte, die auch die Beleuchtung des Bahnhofs Couronnes versorgte, und zugleich dichter Rauch von dem brennenden Zug aus dem Tunnel quoll, brach Panik aus. Insgesamt kamen dabei 84 Menschen ums Leben.

- Connellsville (Pennsylvania,  Vereinigte Staaten) – Entgleisung durch verlorenes Ladegut: Am 23. Dezember 1903 entgleiste der Duquesne Limited der Baltimore and Ohio Railroad, als er in Baumstämme fuhr, die zuvor ein Güterzug, der auf dem Gleis der Gegenrichtung gefahren war, verloren hatte. 64 Menschen starben, 68 wurden verletzt.

- Eden (Colorado,  Vereinigte Staaten) – Sturzflut reißt Zug mit: Am 7. August 1904 wurden eine Brücke und ein darüber fahrender Zug der Missouri Pacific Railroad nördlich von Pueblo durch eine Sturzflut in einen Wadi gespült. 111 Menschen kamen dabei ums Leben.

- New Market (Tennessee,  Vereinigte Staaten) – Frontalzusammenstoß wegen missachtetem schriftlichem Fahrbefehl: Die Kollision am 24. September 1904 hatte – je nach Quelle – zwischen 56 und 113 Todesopfer und zwischen 106 und 125 Verletzte zur Folge.

- Spremberg ( Deutsches Reich) – Frontalzusammenstoß: 7. August 1905 – Nach einem Fehler des alkoholisierten Fahrdienstleiters kam es zum Zusammenstoß des D 113 Berlin–Hirschberg mit dem Nachzug D 112 Hirschberg–Berlin auf eingleisiger Strecke. 19 Menschen starben, 40 wurden schwer verletzt.[22] Der Unfall war das schwerste in einer Reihe alkoholbedingter Unfälle. Noch im selben Jahr wurde der Alkoholgenuss im Dienst verboten und dafür gesorgt, dass an den Stationen alkoholfreie Getränke vorrätig waren.

- Regenstauf ( Deutsches Reich) – Auffahrunfall: Am 1. Mai 1906 wurde bei Regenstauf der Nachtzug München–Berlin (D 21) in einen Auffahrunfall verwickelt.[23] Durch eine falsch gestellte Weiche fuhr er auf einen Güterzug auf, den er eigentlich überholen sollte. Prominenter Fahrgast des Zuges war Thomas Mann, der das Geschehen in der Erzählung Das Eisenbahnunglück – veröffentlicht 1909 – verarbeitete.[24]

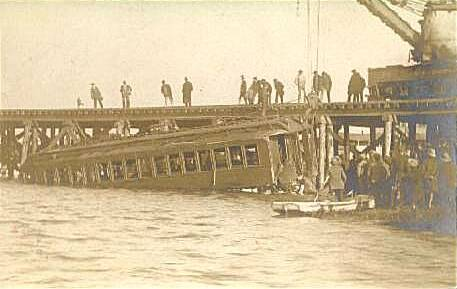
Bergung eines der Wagen nach dem Eisenbahnunfall in Atlantic City 1906

- Atlantic City (New Jersey,  Vereinigte Staaten) – Entgleisung auf einer Zugbrücke: Am 28. Oktober 1906 entgleiste ein Elektrotriebwagen aufgrund eines technischen Fehlers auf einer Zugbrücke vor dem Bahnhof von Atlantic City. Der Zug stürzte von der Brücke. 53 Menschen ertranken, auch weil alle Türen der Wagen verschlossen waren.

- Terra Cotta (Washington, D.C.,  Vereinigte Staaten) – Auffahrunfall: Am 30. Dezember 1906 fuhr in dem Haltepunkt Terra Cotta am Stadtrand von Washington, D.C., ein Leerzug in einen haltenden Personenzug, dessen hölzerne Wagen von der Lokomotive des Leerzuges zertrümmert wurden. 53 Tote waren die Folge. Ursache waren schlechte Sicht, eine je nach Tageszeit wechselnde Signalisierung auf der Strecke, ein überfahrenes „Halt“ gebietendes Signal und übermüdetes Personal. Infolge des Unfalls verbot die Interstate Commerce Commission, hölzerne Reisezugwagen in Betrieb zu nehmen.

- Québec (Provinz Québec,  Vereinigtes Königreich) – Statikfehler führt zum Einsturz der Québec-Brücke: 29. August 1907 – Noch während des Baus stürzte die Brücke ein. 75 Arbeiter starben. Auch beim zweiten Versuch, die Brücke zu errichten, kommt es zu einem schweren Unfall: Am 11. September 1916 stürzte die vorgefertigte Mittelsektion in den Fluss. Diesmal starben 13 Menschen.

- Encarnación de Díaz (Jalisco,  Mexiko) – Fehler des Lokführers: 19. September 1907 – Frontalzusammenstoß zwischen einem Schnellzug und einem Güterzug, weil der Güterzug für die Zugkreuzung nicht im Ausweichgleis stehen blieb. Mindestens 63 Menschen starben.

- Oudh & Rohilkhand State Railway ( Britisch-Indien) – Frontalzusammenstoß auf eingleisiger Strecke: 1908 – 79 Menschen starben, 119 wurden darüber hinaus verletzt.[25]

- Ghaziabad ( Britisch-Indien) – Ausfall des Zugmeldesystems: 6. Mai 1908 – Nachdem das Zugmeldesystem ausgefallen war, stießen auf eingleisiger Strecke zwei Personenzüge frontal zusammen und gerieten in Brand.

- Ocatara ( Peru) – Entlaufenes Fahrzeug: Februar 1909 – Im starken Gefälle der Bahnstrecke Lima–La Oroya (Peruanische Zentralbahn) entlief eine Lokomotive und kollidierte mit einem Kran, der für Reparaturen auf der Chaupichaca-Brücke stand. Durch die Wucht des Aufpralls stürzte die Brücke ein und riss etwa 200 Arbeiter mit in die Tiefe.[26]

- Züllichau ( Deutsches Reich) – Kollision zwischen Zug und Kraftfahrzeug: Am 28. Oktober 1909 stießen an einem unbeschrankten Bahnübergang an der Bahnstrecke Züllichau–Wollstein (heute: Sulechów–Wolsztyn) ein Kraftfahrzeug und ein Güterzug zusammen. Es gab vier Tote. Dies war der früheste in der Literatur dokumentierte Zusammenstoß zwischen einem Kraftfahrzeug und einem Zug mit Todesopfern.

- Wellington (Washington,  Vereinigte Staaten) – Lawinenunfall: Am 1. März 1910 starben 96 Menschen beim Abgang einer Lawine in Wellington (Washington) in den Cascade Mountains. Zwei Züge der Great Northern Railway wurden dort durch heftigen Schneefall festgehalten, da die Strecke unpassierbar war. Ein plötzlicher Wetterumschwung löste eine Schneelawine aus, welche die im Bahnhof abgestellten Züge in den 50 Meter tiefer fließenden Tye River riss.

- Rogers Pass (British Columbia,  Kanada) – Lawinenunfall: Am 4. März 1910 starben beim Abgang einer Lawine am Rogers Pass 62 Eisenbahner, die dabei waren, die Eisenbahnstrecke der Canadian Pacific Railway über den Rogers Pass vom Schnee einer zuvor herab gegangenen Lawine zu befreien. In der Folge forcierte die Bahngesellschaft den Bau des Connaught-Tunnels, der den Pass unterfährt.

- Spring Creek Township (Iowa,  Vereinigte Staaten) – Entgleisung aus unbekannter Ursache: Am 21. März 1910 entgleiste hier ein Zug. Zwei Reisezugwagen in Holzbauart des nachgeschobenen Zuges wurden dabei zwischen Zug- und Schiebelokomotive sowie durch Wagen in Stahlbauart zertrümmert. 52 Menschen kamen – ausschließlich in den hölzernen Wagen – ums Leben.

- Pin Lok ( China) – Frontalzusammenstoß: Dezember 1910 – Der Lokomotivführer eines Güterzugs fuhr aus dem Bahnhof Pin Lok in die Bahnstrecke Peking–Wuhan ein, die für ihn aber noch nicht frei gegeben war und auf der ihm ein Personenzug entgegenkam. 31 Menschen starben bei dem folgenden Zusammenstoß, 138 wurden verletzt. Dies war der bis dahin schwerste Eisenbahnunfall in China.

### 1911–1920
- Müllheim ( Deutsches Reich) – Entgleisung wegen alkoholbedingter überhöhter Geschwindigkeit in einer Baustelle: 17. Juli 1911 – Der Lokführer des aus Mailand kommenden D 9 durchfuhr eine aufgrund einer Baustelle eingerichtete Langsamfahrstelle im Bahnhof Müllheim im Markgräflerland statt mit 20 km/h mit 100 km/h, weil er vorher größere Mengen Wein und Bier getrunken hatte. Der Zug entgleiste. 14 Tote und 32 zum Teil Schwerverletzte waren die Folge. In dem anschließenden Strafprozess ging es erstmals um die Frage, ob und gegebenenfalls wie Alkoholkonsum die Reaktionsfähigkeit einschränken und die Fahrtüchtigkeit vermindern kann, was damals völliges Neuland war.

- San Antonio (Texas,  Vereinigte Staaten) – Kesselzerknall: Am 18. März 1912 starben 28 Menschen (40 wurden darüber hinaus verletzt), als bei einem Test der Kessel einer 1C-Lokomotive explodierte. Die Ursache wurde nie geklärt. Dieser Kesselzerknall einer Lokomotive war der mit der höchsten Opferzahl überhaupt.[27]

- Ephesos ( Osmanisches Reich) Unfall: 22. Oktober 1912 – Die außerordentlich widersprüchlichen Aussagen über das Unfallgeschehen lassen nicht eindeutig erkennen, wie der Unfall ablief. Mehr als 200 Soldaten eines Militärtransports kamen ums Leben.

- Erzsébetváros ( Ungarn) – Auffahrunfall durch unterlassene Sicherungsmaßnahmen: 5. Februar 1913 – Bei Erzsébetváros (heute Dumbrăveni) fuhr nachts der Schnellzug 601 der ungarischen Staatsbahn von Bukarest kommend auf einen außerplanmäßig haltenden Güterzug auf und zerstörte dabei Kesselwagen, die mit Petroleum betankt waren, das sofort in Brand geriet. Drei Tote waren die Folge. Der im letzten Wagen des Schnellzuges nach Berlin zurückreisende Prinz Eitel Friedrich von Preußen, zweiter Sohn Kaiser Wilhelm II., blieb unverletzt.

- Drama ( Bulgarien) – Kupplungsriss: Am 11. Mai 1913 entliefen auf der Bahnstrecke Thessaloniki–Alexandroupoli 25 Wagen eines Militärzuges und kollidierten mit 28 anderen, ebenfalls mit Militär besetzten Wagen, im Bahnhof Paranesti (heute: Griechenland). 150 Menschen starben, 200 wurden darüber hinaus verletzt.

- Costesti ( Rumänien) – Zusammenstoß: Am 6. Dezember 1913 starben 100 Menschen bei einem Zusammenstoß.[28]

- Épinal ( Frankreich) – Zusammenstoß: Am 23. August 1914 kollidierten in der Abzweigstelle Saint-Laurent, südlich von Épinal, ein von dort kommender, mit Munition beladener Zug, der nach Bussang unterwegs war, und ein Truppen-Transportzug, der von Altkirch kam, in die Gegenrichtung fuhr und mit Soldaten des 149. Gebirgsjäger-Regiments besetzt war. Der Unfall forderte 79 Menschenleben.[29]

- Sarry ( Frankreich) – Absturz nach Brückensprengung: 17. September 1914 – Französisches Militär sprengte eine Brücke über die Marne bei Sarry, ohne die zuständigen Eisenbahner zu verständigen oder die Strecke selbst zu sichern. Ein Lazarettzug stürzte in die entstandene Lücke. 57 Menschen kamen ums Leben.

- Kalisz ( Russland) – Zusammenstoß: Dezember 1914 – Im deutsch besetzten Kalisz stieß ein deutscher Truppentransportzug mit einem deutschen Lazarettzug zusammen. 400 Menschen starben, 500 wurden darüber hinaus verletzt.[30]

- Guadalajara ( Mexiko) – Entgleisung: 24. Januar 1915 – Bei Guadalajara geriet ein Zug in einem Gefälle außer Kontrolle. Er stürzte in eine Schlucht, wobei mehr als 600 Menschen starben.

- Montemorelos ( Mexiko) – Unfall: 6. Mai 1915 – Im Zuge der Mexikanischen Revolution verunglückte bei Montemorelos am 6. Mai 1915 ein Transportzug für Truppen des Revolutionsführers und Präsidenten Venustiano Carranza. Etwa 300 Menschen kamen ums Leben.[31]

- Quintinshill (Schottland,  Vereinigtes Königreich) – Dreifachzusammenstoß, bei dem fünf Züge zerstört wurden: 22. Mai 1915 – Im Betriebsbahnhof Quintinshill kam es zu einem Frontalzusammenstoß eines Lokalzuges, der für das Überholen durch zwei Schnellzüge vorübergehend auf das Gleis der Gegenrichtung gestellt worden war, und einem Militärzug. Der Lokalzug musste auf das Gleis der Gegenrichtung ausweichen, weil die Überholgleise für Güterzüge benötigt wurden. Er wurde vom Stellwerksmitarbeiter vergessen, der in das Gleis einen Truppentransportzug einfahren ließ. Nach der Frontalkollision blockierten die Trümmer auch das Gleis der Gegenrichtung, in das der zweite Schnellzug hineinfuhr. Durch ausströmendes Gas der Gasbeleuchtung gerieten die Trümmer in Brand und entzündeten auch die beiden Güterzüge, die auf den Überholgleisen warteten. 230 Menschen wurden getötet, 246 verletzt und fünf Züge zerstört. Es ist bis heute der folgenschwerste Eisenbahnunfall in Großbritannien.

- Boston ( Vereinigte Staaten) – Sturz von einer offenen Zugbrücke: 7. November 1916 – Ein stark besetzter Straßenbahnzug stürzte in Boston, Massachusetts, aufgrund der Unaufmerksamkeit des Fahrers und mangelhafter technischer Sicherungen in den Fort Point Channel, wobei etwa 50 Fahrgäste ums Leben kamen. Nur neun Menschen aus dem Fahrzeug überlebten. Dies war einer der schwersten Straßenbahnunfälle weltweit.

- Herceghalom ( Ungarn) – Flankenfahrt: 1. Dezember 1916 – Im Bahnhof von Herceghalom, Ungarn, stießen ein Zug mit Gästen, die von den Trauerfeierlichkeiten für den verstorbenen Kaiser Franz Joseph I. aus Wien nach Budapest zurückfuhren, und ein Zug in der Gegenrichtung mit Ziel Graz zusammen. 69 Menschen starben.

Unfall von Ciurea

- Ciurea ( Rumänien) – Entgleisung wegen überhöhter Geschwindigkeit: 13. Januar 1917 – Ein mit Flüchtlingen und verletzten Soldaten völlig überbesetzter Zug entgleiste nach Bremsausfall an der Einfahrweiche, nachdem er aus einem 15 km langen Gefälle mit völlig überhöhter Geschwindigkeit in den Bahnhof Ciurea einfuhr. Beide Lokomotiven und 24 Wagen verkeilten sich ineinander, fingen Feuer und brannten aus. Der Unfall forderte – je nach Quelle – zwischen 600 und 1000 Todesopfer.

- Nannhofen ( Deutsches Reich) – Flankenfahrt: Am 17. April 1917 fuhr der D 53 Ulm – München im Bahnhof Nannhofen bei Schneegestöber gegen 22 Uhr in den rangierenden Eilgüterzug mit Personenbeförderung 926. 30 Menschen starben, 80 wurden meist schwer verletzt. Ursache war, dass die Königlich Bayerischen Staatseisenbahnen für das Nachtzeichen des Fahrtbegriffes statt eines grünen Lichtes immer noch weißes verwendeten, der Lokführer wegen der schlechten Sicht das rote Nachtzeichen des haltzeigenden Signals nicht wahrnehmen konnte und die Beleuchtung des kreuzenden Zuges irrtümlich als weißes Licht, das „Fahrt frei“ anzeigte, wahrnahm.

- Schalkwijk ( Niederlande) – Entgleisung: Am 7. Juni 1917 entgleiste ein von Maastricht kommender Schnellzug, an dem auch zwei Salonwagen hingen, in denen Königin Wilhelmina reiste, zwischen Houten und Schalkwijk. Die Wagen blieben im Gleis stehen. Mehrere Reisende wurden verletzt, die Königin blieb unverletzt.[32]

- Rudnik nad Sanem ( Österreich) – Explosion: Am 17. Juli 1917 explodierte ein im Bahnhof von Rudnik nad Sanem abgestellter Munitionszug des österreichisch-ungarischen Militärs. 59 Menschen starben.

- Bahnstrecke Petrograd–Moskau ( Russische Republik) – Zusammenstoß: Am 13. August 1917 stießen ein Personen- und ein Güterzug zusammen. 60 Menschen starben, 150 wurden darüber hinaus verletzt.[33]

- Saint-Michel-de-Maurienne ( Frankreich) – Entgleisung im Gefälle: 12. Dezember 1917 – Im Gefälle der Nordrampe der Bahnstrecke Culoz–Modane geriet ein schwerer Militärzug mit fast 1000 Soldaten auf Weihnachtsurlaub außer Kontrolle, weil er nur mit einer Lokomotive bespannt war und die Bremskraft nicht ausreichte. Kurz vor dem Bahnhof Saint-Michel-de-Maurienne entgleiste der Zug bei völlig überhöhter Geschwindigkeit in einem Geländeeinschnitt und die Trümmer gerieten sofort in Brand. Die Zahl der Toten wird auf 700 geschätzt. Der Unfall gilt bis heute als derjenige durch Eisenbahnbetrieb verursachte mit der höchsten Zahl von Todesopfern weltweit.

- Changsha ( Republik China) – Frontalzusammenstoß: 7. Januar 1918 – Flüchtende Soldaten erzwingen die Abfahrt eines Zuges gegen ein haltzeigendes Signal in eine eingleisige Strecke, auf der ein Zug in der Gegenrichtung unterwegs ist. 300 Menschen starben.

- Hammond ( Vereinigte Staaten) – Auffahrunfall wegen eingeschlafenem Lokomotivführer: 22. Juni 1918 – Auffahrunfall in der Nähe von Hammond, Indiana, bei dem ein Leerzug, dessen Lokführer eingeschlafen war, in das Ende des Zuges des Circus Hagenbeck-Wallace fuhr, der außerplanmäßig gehalten hatte. 86 Tote und 127 Verletzte waren die Folge.

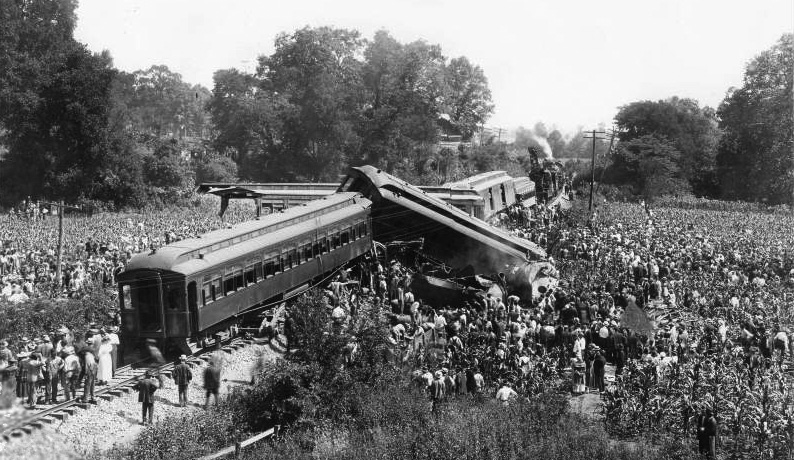
Die zerstörten Züge nach dem Frontalzusammenstoß bei Nashville

- Nashville (Tennessee,  Vereinigte Staaten) – Frontalzusammenstoß nach Fehlern sowohl des Zugpersonals als auch eines Stellwerks: 9. Juli 1918 – Aufgrund zweier Fehler fuhr ein Zug in einen eingleisigen Streckenabschnitt ein, bevor der entgegenkommende Zug ihn verlassen hatte. 101 Menschen kamen ums Leben, 171 wurden verletzt. Die hohe Zahl der Toten war unter anderem wieder auf Reisezugwagen hölzerner Bauart zurückzuführen, die völlig zertrümmert wurden. Dieser Unfall ist der schwerste in der Geschichte der US-amerikanischen Eisenbahn.

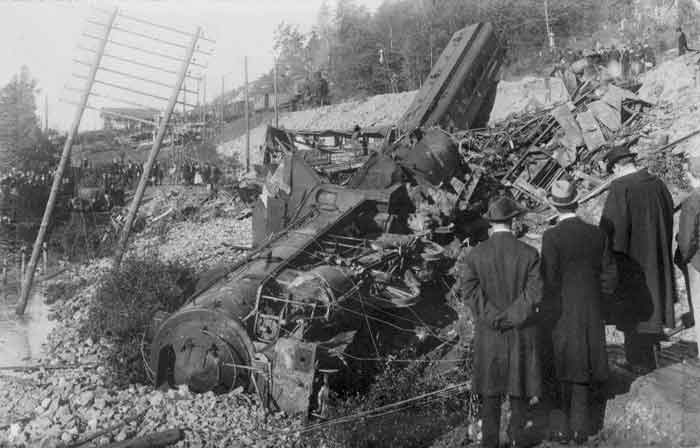
Unfall von Getå

- Getå ( Schweden) – Erdrutsch: 1. Oktober 1918 – Der schwerste Eisenbahnunfall Schwedens wurde durch eine Naturkatastrophe verursacht. Durch einen Erdrutsch in Getå (heute Teil von Norrköping) entgleiste ein Zug, wobei mindestens 42 Reisende getötet und ebenso viele verletzt wurden.

- Craiova ( Rumänien) – Entgleisung: 9. Oktober 1918 – Ein Schnellzug entgleiste, weil die Strecke nach einem Wolkenbruch unterspült war. Etwa 100 Menschen[Anm. 3] sollen gestorben sein.[34]

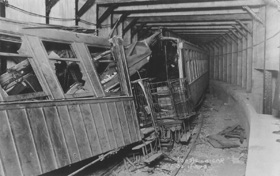
Unfall von Malbone Street

- New York ( Vereinigte Staaten) – Entgleisung im Tunnel wegen überhöhter Geschwindigkeit: 1. November 1918 – Bei der Einfahrt in den heutigen U-Bahnhof Prospect Park der New Yorker U-Bahn in Flatbush, Brooklyn, durchfuhr ein Zug der Brooklyn Rapid Transit Company (BRT) eine enge S-Kurve mit dem Fünffachen der zulässigen Geschwindigkeit. Zwei Wagen wurden aus der Kurve getragen und an der Wand des Tunnels zertrümmert. Hauptursache für den Unfall war die mangelnde Qualifikation des wegen eines Streiks hilfsweise eingesetzten Fahrers. Mindestens 93 Menschen kamen ums Leben, über 100 weitere wurden verletzt.

- Rákoš ( Ungarn) – Achsbruch: 4. November 1918 – An einem Wagen eines Militärzuges brach beim Durchfahren des Bahnhofs Rákoš (heute: Slowakei) eine Achse. Der Wagen und zwei weitere stürzten um. Während der vordere Zugteil bremste, fuhr der hintere auf den vorderen auf. Etwa 60 Soldaten kamen ums Leben, weitere 180 wurden verletzt.[35]

- Sternthal ( Österreich) – Entgleisung: Vermutlich aufgrund eines Achsbruches entgleiste in der Nacht vom 5. auf den 6. November 1918 zwischen Sternthal und Pettau ein überwiegend mit ungarischen Soldaten besetzter Heimkehrerzug, wobei mindestens 63 Menschen starben und mindestens 121 weitere verletzt wurden.

- Hamont ( Belgien) – Explosion eines Munitionstransports: Am 19. November 1918 explodierte in Hamont während des Rückzugs der deutschen Armee nach der Niederlage im Ersten Weltkrieg ein Munitionstransportzug inmitten von Lazarettzügen und eines zweiten Munitionstransports. Je nach Quelle 1007 oder 1750 Tote.

- Lothiers (?) ( Frankreich) – Zusammenstoß: 7. Dezember 1918 – Zusammenstoß eines Urlauberzuges und eines zweiten Zuges. Mindestens einer der beiden Züge gehörte der Chemin de fer de Paris à Orléans. 68 Menschen starben, 151 wurden darüber hinaus verletzt.[36]

- Firozabad ( Britisch-Indien) – Frontalzusammenstoß eines Personen- und eines Güterzugs: 19. Juni 1919 – Die Trümmer gerieten in Brand. 100 bis 300 Menschen starben. Hinsichtlich der Ursache ist die Quelle unklar.[37]

- Mexiko ( Mexiko) – Entgleisung: 5. Oktober 1919 – Der Zug befand sich auf der Fahrt von Laredo, Texas, USA, nach Mexiko-Stadt. 60 Menschen starben.[37]

- Kranowitz ( Deutsches Reich) – Flankenfahrt und Brand: Am 24. Oktober 1919 fuhr im deutschen Grenzbahnhof Kranowitz an der Strecke Troppau – Ratibor die Lok des aus der Tschechoslowakei kommenden Personenzugs P 1002 der zu weit vorgefahrenen Lok eines Güterzugs in die Flanke. Ein ausbrechender Brand, genährt von geschmuggeltem Alkohol, verbreitete sich schnell im Zug. Die Angaben zu den Unfallopfern schwanken erheblich: Die Zahl der Toten zwischen 25 und 60 und die der Verletzten zwischen 80 und 130.

- Moradabad ( Britisch-Indien) – Auffahrunfall eines Schnellzuges auf einen Güterzug: 28. April 1920 – 150 Menschen starben, als ein Schnellzug auf einen Güterzug auffuhr und einige Personenwagen in Brand gerieten.

- Lorcy ( Frankreich) – Staatspräsident fällt aus Zug: 23./24. Mai 1920 – Der französische Staatspräsident Paul Deschanel war nachts von Paris aus in einem Salonwagen in südlicher Richtung auf der Bahnstrecke Villeneuve-Saint-Georges–Montargis unterwegs, als er bei dem Versuch, ein Schiebefenster zu schließen, nur mit einem Pyjama bekleidet, aus dem – wegen einer Baustelle – nur mit geringer Geschwindigkeit fahrenden Zug fiel, der weiter fuhr. Der Staatspräsident blieb weitgehend unverletzt, hatte aber erhebliche Schwierigkeiten die Eisenbahner, die ihn auflasen, von seiner Identität zu überzeugen.[38]

- Bridgetown (Western Australia,  Australien) – Entgleisung: 5. Juli 1920 – Aufgrund heftiger Regenfälle war der Oberbau einer Bahnstrecke aufgeweicht, über den ein Sonderzug fuhr, mit dem Edward, Prince of Wales, bei seiner Tour durch das Britische Empire unterwegs war. Der Salonwagen, in dem der Prinz reiste, und ein vorauslaufender Wagen entgleisten, der Wagen des Prinzen stürzte um. Er blieb unverletzt, musste das Fahrzeug aber durch ein Fenster verlassen.[39]

- Pogranitschnawa ( Sowjetrussland) – Entgleisung: Oktober 1920 – Ein Postzug von Wladiwostok nach Harbin entgleiste. 100 Menschen sollen dabei ums Leben gekommen sein.[40]

- Lufany ( Rumänien) – Zusammenstoß: 27. Oktober 1920 – Nach einem Bedienungsfehler stießen in Siebenbürgen zwei Personenzüge zusammen. 50 Menschen starben, mehr als 200 wurden verletzt.[40]

### 1921–1930
- Luga ( Sowjetrussland) – Explosion: Januar 1921 – Benzin, das in einem gemischten Zug transportiert wurde, explodierte und setzte den Zug in Brand. 68 Menschen starben.

- Abermule (Wales,  Vereinigtes Königreich) – Frontalzusammenstoß zweier Reisezüge: 21. Januar 1921 – Kurz nach 12 Uhr kollidierte bei Abermule in Wales der Schnellzug Aberystwyth – Manchester mit einem Personenzug aus Whitchurch. An den Folgen starben 17 Menschen, ungefähr 20 wurden verletzt. Ursache des Unfalls war grobe Fahrlässigkeit der Eisenbahner in Abermule und des Personals, das den Personenzug fuhr. Der Eisenbahnunfall von Abermule diente in den folgenden Jahren als Lehrbeispiel dafür, dass auch das bewährte und verbreitete Electric Tablet System durch Nachlässigkeit und mangelnde Verständigung wirkungslos werden kann und blieb deshalb bis heute im öffentlichen Bewusstsein.

- Taw Wi / Pein Za Loke[Anm. 4] ( Britisch-Indien) (Myanmar) – Frontalzusammenstoß eines Schnellzuges und eines Güterzuges: 25. Juli 1921 – 104 Menschen starben, 48 wurden darüber hinaus verletzt.[41][Anm. 5]

- Trondheim-Nidareid ( Norwegen) – Frontalzusammenstoß: 18. September 1921 – Ein Sonderzug mit zahlreichen prominenten Gästen der Eröffnung des letzten Abschnitts der Dovreban – darunter Ministerpräsident Otto Albert Blehr – kollidierte frontal mit einem entgegenkommenden Zug. Sechs Menschen starben, darunter der ehemalige Verteidigungsminister Thomas Thomassen Heftye. :→ Hauptartikel: Eisenbahnunfall von Nidareid

- Ohne genauere Ortsangabe ( Britisch-Indien) – Tod durch Ersticken: 19. November 1921 – 64 Menschen erstickten in einem Gefangenentransportwagen, weil die Belüftung durch Farbe verstopft war.[42]

- Oyashirazu ( Japan) – Lawinenunfall: 3. Februar 1922 – Nach schwerem Schneefall wurden zwischen den Bahnhöfen Oyashirazu und Ome durch eine Lawine vier Personenwagen eines Zuges zertrümmert. Dabei starben 90 Menschen, 42 wurden darüber hinaus verletzt.

- Vinty-Leanca (zwischen Ploiești und Buzău,  Rumänien) – Zusammenstoß nach dem Fehler eines Rangierers: Am 2. Juli 1923 starben 63 Menschen bei dem Zusammenstoß eines Schnellzugs mit einem stehenden Güterzug.[43]

- Kreiensen ( Deutsches Reich) – Auffahrunfall: Am 31. Juli 1923 fuhr der D 88 Hamburg–München auf seinen wegen eines Maschinenschadens im Bahnhof außerplanmäßig haltenden Vorzug auf. 48 Menschen kamen bei dem Unfall ums Leben, 39 weitere wurden verletzt. Der spätere Nobelpreisträger Gerhard Domagk entkam dem Unfall durch einen Zufall: Er hatte den im Bahnhof stehenden Vorzug kurz vor dem Zusammenprall verlassen.

- Nebukawa ( Japan) – Erdrutsch: 1. September 1923 – Ein Erdrutsch – ausgelöst durch das Große Kantō-Erdbeben – traf den Bahnhof Nebukawa und einen dort einfahrenden Zug. 112 Reisende starben, 13 wurden verletzt. Dies war nur einer von zwölf Eisenbahnunfällen, die dieses Erdbeben verursachte.

- Omsk ( Sowjetunion) – Entgleisung: 8. September 1923 – Ein Schnellzug entgleiste. 82 Menschen starben, 150 wurden darüber hinaus verletzt.[44]

- Bellinzona ( Schweiz) – Zusammenstoß: Am 23. April 1924 stießen im Bahnhof Bellinzona die Schnellzüge 70 und 51b zusammen. Ursache war die Kumulation von vier Fehlern unterschiedlicher Eisenbahner im Zusammenhang mit der Zugsicherung. Ein deutscher Personenwagen mit Gasbeleuchtung, der in einem der Züge mitlief, geriet dabei in Brand. 15 Menschen starben, zahlreiche weitere wurden verletzt. Unter den Toten befand sich auch der ehemalige deutsche Vizekanzler und Reichsminister Karl Helfferich. Als Folge des Unfalls wurden Wagen mit Gasbeleuchtung in der Schweiz verboten und die Entwicklung der Integra-Signum-Zugsicherung angestoßen.

- Iserlohn ( Deutsches Reich) – Entgleisung: Am 17. Juni 1924 entgleiste ein Triebwagen der Iserlohner Kreisbahn auf der Strecke zwischen Iserlohn und Letmathe in einer Kurve am Ende einer Gefällestrecke aufgrund überhöhter Geschwindigkeit. Der Triebwagen kollidierte mit einem Baum und wurde dabei völlig zerstört. 26 Menschen starben, darunter der Fahrer, und mindestens 43 wurden verletzt. Dies war der schwerste Straßenbahnunfall in Deutschland.

- Montgomery (heute Sahiwa in Pakistan) ( Britisch-Indien) – Zusammenstoß: 29. August 1924 – 107 Menschen starben, 104 wurden darüber hinaus verletzt, als nach einem Fehler des Fahrdienstleiters zwei Personenzüge kollidierten.[45]

- San José ( Costa Rica) – Entgleisung: 14. März 1926 – Der überfüllte Zug entgleiste in der Kurve unmittelbar vor der Brücke über den Río Virilla in Costa Rica wegen einer unzureichend befestigten Schiene. Ein Wagen stürzte mehr als 60 Meter in die Tiefe. 248 Menschen starben, 93 wurden verletzt.

- Hankow ( Republik China) – Entgleisung: 12. Mai 1926 – Zahlreiche Reisende fuhren auf den Wagen mit, als ein Güterzug, der von Peking nach Hankow unterwegs war, entgleiste. Mehr als 50 Menschen starben.[46]

- Rickentunnel ( Schweiz) – Tunnelunfall: 4. Oktober 1926 – In dem 8,6 km langen Rickentunnel zwischen Wattwil und Kaltbrunn kam infolge mangelnder Dampfentwicklung ein Güterzug zum Stehen. Grund war die mangelhafte Qualität der Briketts, die als Heizmaterial für die Dampflokomotive verwendet wurden, und das Fehlen einer Entlüftung im Tunnel. Die sechs Beamten auf dem Zug erstickten an Kohlenstoffmonoxid, ebenso drei Eisenbahner der ersten Rettungsmannschaft. Die Strecke wurde darauf innerhalb eines halben Jahres elektrifiziert.

- Barcelona ( Spanien) – Straßenbahnunfall: 7. Juni 1926 – Der Architekt Antoni Gaudí wurde auf seinem Weg zur Baustelle der Sagrada Família von einem Straßenbahnzug überfahren und starb drei Tage später an den Unfallfolgen.

- Buir ( Deutsches Reich) – Entgleisung eines Schnellzugs: 25. August 1929 – Der D 23 Paris Gare du Nord–Warschau entgleiste bei der Einfahrt in den Bahnhof Buir an der Bahnstrecke Köln–Aachen, als er mit 100 km/h statt den zulässigen 50 über den abzweigenden Strang einer Weiche fuhr. Der Lokführer war nicht korrekt über die außerplanmäßige Einfahrt in ein Überholgleis unterrichtet worden und das entsprechende Signal nur schwer zu erkennen. 13 Reisende wurden getötet, 40 verletzt. Infolge des Unfalls wurden die Verzeichnisse über vorübergehende Langsamfahrstellen (La) und dreibegriffige Vorsignale eingeführt.

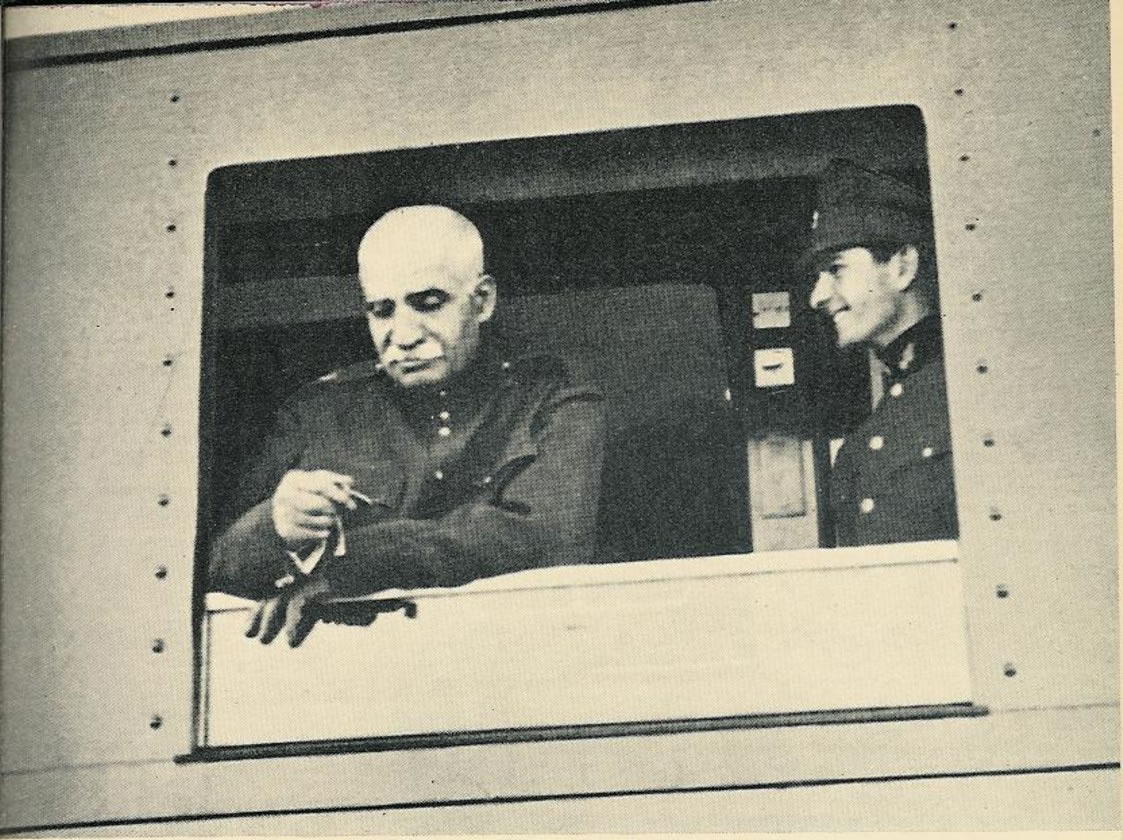
Reza Schah Pahlavi und der damalige Kronprinz und spätere Schah Mohammad Reza Pahlavi am Fenster eines Salonwagens

- Gorgor ( Iran) – Baustellenunfall: 10. Januar 1930 – Ende 1929 war der Bau der Transiranischen Eisenbahn so weit fortgeschritten, dass Reza Schah Pahlavi den fertiggestellten Abschnitt befahren wollte. Auf der Rückfahrt von Bandar Shahpur nach Dezful entgleiste der kaiserliche Salonwagen mehrfach. Ursache war das durch anhaltende und heftige Regenfälle aufgeweichte Gleisbett. Die Reise endete vorzeitig in Ahwaz, wo der Schah bis zum 25. Januar festsaß. Die persische Regierung warf daraufhin die bauausführende US-amerikanische Firma Henry Ulen & Company aus dem Projekt und führte es in eigener Regie fort.

- Buenos Aires ( Argentinien) – Sturz von einer offenen Brücke: 12. Juli 1930 – Ein Straßenbahntriebwagen der Linie 105 stürzte in Buenos Aires bei der Fahrt von Temperley zum Bahnhof Plaza Constitución von der geöffneten Klappbrücke Puente Bosch in den Río Riachuelo, 56 von 60 Insassen starben.[47]

### 1931–1940
- Kossino ( Sowjetunion) – Sicherungsfehler: 2. Januar 1932 – Mehrfach-Kollision nach Sicherungsfehlern. 68 Menschen starben, 130 wurden darüber hinaus verletzt.

- Turenne (Algerien) ( Frankreich) – Absturz: 14. September 1932 – Ein vom Regen aufgeweichter Bahndamm gibt unter einem darüber fahrenden Zug nach, der 72 Meter in die Tiefe stürzt. 120 Menschen starben, 150 wurden darüber hinaus verletzt.

- Luzern ( Schweiz) – Zusammenstoß: Am 13. Dezember 1932 stieß der Regionalzug Luzern–Meggen mit dem internationalen Schnellzug Stuttgart–Zürich–Luzern im Gütschtunnel vor Luzern zusammen. Dabei wurden sechs Menschen getötet und über zehn Personen verletzt. Dieser Unfall bewirkte die schweizweite Einführung der Integra-Signum-Zugsicherung.

- Siping ( Mandschukuo) – Auffahrunfall: 17. März 1933 – Ein Güterzug fuhr auf einen Personenzug auf. 50 Menschen starben, 70 wurden darüber hinaus verletzt. Siping hieß damals Ssupingkai. (Siehe: Eisenbahnunfall von Siping)

- Jiangxi ( China) – unbekannt: ca. 20. August 1933 – Ein Zug, der eine Ausbildungsdivision der chinesischen Armee beförderte, stürzte aus unbekannter Ursache zwischen Nanchang und Lushan in einen Fluss. 200 Soldaten starben.[48]

- Lagny ( Frankreich) – Auffahrunfall: 23. Dezember 1933 – Von zwei Schnellzügen der Compagnie des chemins de fer de l’Est, die beide von Paris Gare de l’Est nach Osten fuhren, musste der vordere wegen eines Vorsignals, das „Halt erwarten“ signalisierte, abbremsen. Der Lokführer des folgenden Zuges übersah das den ersten deckende Signal und seine Lokomotive zertrümmerte die fünf letzten Wagen mit hölzernen Wagenkästen des voranfahrenden Zuges. Bei dem Unfall starben 204 Menschen und es gab 120 Verletzte. Dies war einer der verlustreichsten Eisenbahnunfälle in Friedenszeiten.

- San Salvador ( El Salvador) – Explosion: 16. März 1934 – Explosion von in einem Zug transportiertem Dynamit. 250 Menschen starben, etwa 1.000 wurden darüber hinaus verletzt.

- Tadakuma ( Japan) – Technisches Versagen: 16. April 1936 – Riss des Zugseils einer Standseilbahn und Versagen der Notbremsen. 52 Menschen starben, 28 wurden darüber hinaus verletzt und zwei Menschen vermisst.

- Karymskoje ( Sowjetunion) – Fahrdienstleiterfehler: 22. Juni 1936 – Einem Zug wurde die Fahrt in einen Streckenabschnitt freigegeben, der noch besetzt war. Es kam zu einem Auffahrunfall, bei dem 51 Menschen starben und 52 darüber hinaus verletzt wurden (siehe: hier).

- Tengchatang ( China) – Rangierunfall: 22. Oktober 1936 – In einer Steigung abgestellte Wagen rollten diese hinunter, während ein Zug die Strecke ohne Freigabe bergauf befuhr. 60 Menschen starben, 100 wurden darüber hinaus verletzt.

- Shitan ( China) – Explosion: 17. Januar 1937 – Nach einer Explosion in einem Personenwagen gerieten die letzten Wagen eines fahrenden Zuges der Kowloon-Canton Railway in Brand. 112 Menschen starben.

- Bihta ( Britisch-Indien) – Entgleisung: 16. Juli 1937 – Der Schnellzug Delhi–Kalkutta entgleiste bei Bihta, Bihar, in Indien. 119 Menschen starben.

- Alanís ( Spanien) – Zusammenstoß: 19. November 1937 – Bei einer fehlgeschlagenen Zugkreuzung im Bahnhof von Alanís starben mindestens 56 Menschen, mehr als 150 wurden darüber hinaus verletzt.

- Shinchow[Anm. 6] ( China) – Entgleisung: 3. Januar 1938 – Ein Zug von Kanton (heute: Guangzhou) nach Hankow (heute: Wuhan) entgleiste, als der Oberbau nachgab. Mehr als 100 Tote und Verletzte waren die Folge.[49]

- Madrid ( Spanien) – Explosion: 10. Januar 1938 – Eine große Menge Munition, die während des Spanischen Bürgerkriegs in einem U-Bahn-Tunnel der Metro Madrid eingelagert war, explodierte aus unbekanntem Grund. An die 100 Menschen sollen gestorben sein, die Zahl der Verletzten lag wohl weit darüber.

- Kowloon-Canton Railway ( China) – Vielleicht Brandstiftung: 16. Januar 1938 – Drei Wagen eines Schnellzuges brannten aus. 87 Menschen starben, 30 wurden darüber hinaus verletzt. (Siehe: hier)

- Milokang ( China) – Unbekannte Ursache: 16. Mai 1938 – Der Frontalzusammenstoß eines Personenzuges bei Milokang, Hunan, der von Wuhan nach Kanton unterwegs war, mit einem Güterzug, der in der Gegenrichtung verkehrte, forderte mehr als 100 Menschenleben.[50]

- Martorell ( Spanien) – Frontalzusammenstoß: 25. September 1938 – Aufgrund eines Signaldefekts und schlechter Sicht stießen zwei Züge bei Martorell in einer Kurve frontal zusammen. 65 Tote waren die Folge.

- Etulia ( Rumänien) – Zusammenstoß: 24. Dezember 1938 – In der Nähe von Etulia in der heutigen Republik Moldau stießen nach einem Fahrdienstleiterfehler zwei Personenzüge zusammen. 93 Menschen wurden getötet, 147 verletzt.

- Barcelona ( Spanien) – Kollision von drei Zügen: 11. Februar 1939 – Nach einer ersten Kollision entlief eine Wagengruppe in ein Gefälle und stieß mit einem dritten Zug frontal zusammen. Der Spanische Bürgerkrieg befand sich in seiner Endphase. Entsprechend schlecht ist die Quellenlage zum Ablauf und der Opferzahl: 32 bis 53 Menschen starben, 100 bis 160 wurden verletzt.

- Peñaranda de Bracamonte ( Spanien) – Explosionskatastrophe: 9. Juli 1939 – Vielleicht durch einen Heißläufer verursacht, explodierte Sprengstoff, der in einem Güterzug transportiert wurde, bei der Einfahrt des Zuges in den Bahnhof von Peñaranda de Bracamonte, Provinz Salamanca, genau in dem Moment, als der Zug an einer Güterhalle vorbeifuhr, in der ebenfalls Sprengstoff und Munition gelagert war. Mehr als 100 Menschen starben, 1500 weitere wurden verletzt.

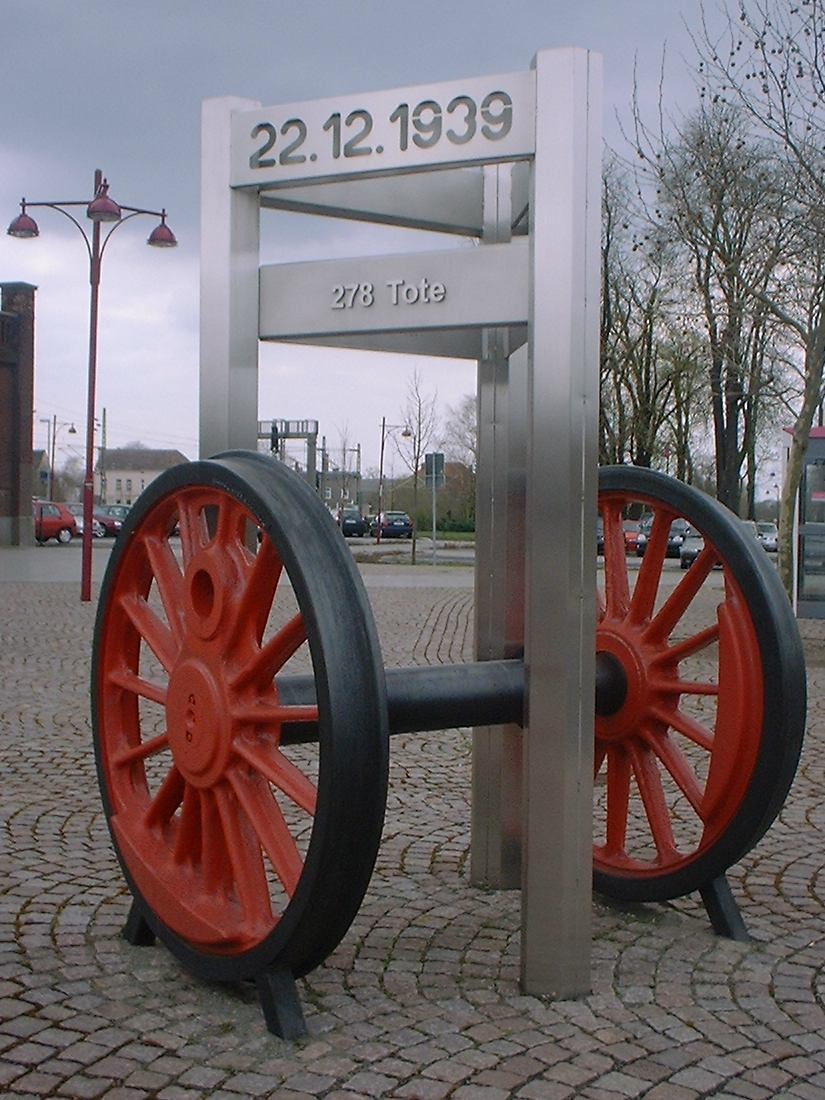
Denkmal für den Eisenbahnunfall im Bahnhof Genthin

- Genthin ( Deutsches Reich) – Auffahrunfall: 22. Dezember 1939 – Nachdem der Lokführer des D 180 bei nebligem Wetter das „Halt“ zeigende Blocksignal der Blockstelle Kade überfahren hatte, fuhr der D 180 von Berlin Potsdamer Bahnhof nach Neunkirchen (Saar) Hauptbahnhof auf den D 10 von Berlin Potsdamer Bahnhof nach Köln Hauptbahnhof, der im Bahnhof Genthin aufgrund eines Missverständnisses gehalten hatte, mit etwa 90 km/h auf. 186 Tote und 453 Verletzte waren zu beklagen. Es ist der – gemessen an der Zahl der Todesopfer – bis heute folgenschwerste Eisenbahnunfall in Deutschland.

- Markdorf ( Deutsches Reich) Frontal-Zusammenstoß: 22. Dezember 1939 – Der Frontal-Zusammenstoß eines Güterzugs und eines stark besetzten Personenzugs auf der eingleisigen Bahnstrecke Stahringen–Friedrichshafen forderte 101 Todesopfer und 47 Verletzte. Die Fahrdienstleiter der benachbarten Bahnhöfe Markdorf und Kluftern hatten beide je einen Zug in den Streckenabschnitt fahren lassen, ohne das vorgeschriebene Zugmeldeverfahren einzuhalten.

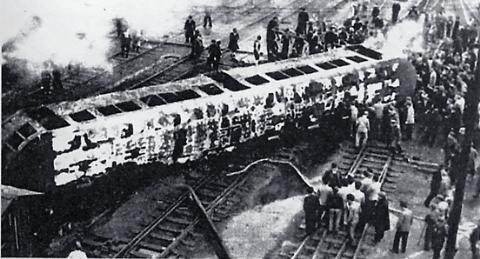
Eisenbahnunfall in Ajikawaguchi, Osaka, im Januar 1940

- Osaka ( Japan) – Entgleisung und Brand: 29. Januar 1940 – Auf dem Bahnhof Ajikawaguchi in Osaka geriet ein verunfallter Vorortzug in Brand. 190 Reisende wurden getötet. Dies war der Eisenbahnunfall mit der höchsten Zahl von Todesopfern in Japan.

- Morgny[Anm. 7] ( Frankreich) – Zusammenstoß: 18. Mai 1940 – 53 Menschen starben, 128 wurden darüber hinaus verletzt.[51]

- Iguala ( Mexiko) – Entgleisung: Dezember 1940 – Ein Bauzug entgleiste in einer Kurve und stürzte ab. 71 Menschen starben.[52]

### 1941–1950
- Isenbüttel-Gifhorn ( Deutsches Reich) – Auffahrunfall: 22. Januar 1941 – Ein Güterzug fuhr im Bahnhof Isenbüttel-Gifhorn (heute: Bahnhof Gifhorn) auf einen außerplanmäßigen, stehenden Zug der Wehrmacht mit rund 1000 belgischen Kriegsgefangenen auf. 122 Menschen wurden getötet, 80 schwer verletzt.

- Aboshi ( Japan) – Auffahrunfall: 16. September 1941 – Auf einen Nahverkehrszug, der im Bahnhof Aboshi in Himeji (Präfektur Hyōgo in Japan) gehalten hatte, fuhr ein Schnellzug mit 85 km/h auf. Mindestens 65 Tote und 110 Verletzte waren die Folge.[53]

- Laventie ( Frankreich) – Zusammenstoß: 28. Dezember 1941 – Zwischen Laventie und La Gorgue stießen zwei Züge zusammen. 56 Menschen starben, 40 wurden darüber hinaus verletzt.[54]
- Hazebrouck ( Frankreich) – Ohne nähere Angaben: 30. Dezember 1941 – Bei einem Eisenbahnunfall starben 50 Menschen.[55]

- Akola ( Britisch-Indien) – Zusammenstoß: 3. Juni 1943 – Zusammenstoß eines Schnellzugs von Bombay (heute: Mumbai) nach Kalkutta (heute: Kolkata) mit einem Güterzug, wobei zwei Personen- und der Speisewagen zertrümmert wurden. 50 Menschen starben, 100 wurden darüber hinaus verletzt.[56]

- Frankford Junction Philadelphia (Pennsylvania,  Vereinigte Staaten) – Heißläufer mit anschließender Entgleisung: 6. September 1943 – 79 Menschen starben, über 117 wurden verletzt, einige schwer, als nach einem Heißläufer am Congressional Limited der Pennsylvania Railroad im Stadtgebiet von Philadelphia die Achse eines Personenwagens bei hoher Geschwindigkeit brach. Der Zug entgleiste und zwei Wagen rammten eine Signalbrücke.

- Tsuchiura ( Japan) – Zweifacher Auffahrunfall: 29. Oktober 1943 – Aufgrund defekter Zugsicherungsanlagen im Bahnhof Tsuchiura an der Jōban-Linie geriet eine Gruppe von Güterwagen beim Rangieren auf das Durchgangsgleis und wurde dort von einem zweiten Güterzug gerammt. In die Trümmer fuhr ein Personenzug. 57 Menschen starben, 77 wurden verletzt.

- Rennert (North Carolina,  Vereinigte Staaten) – Entgleisung und Zusammenstoß: Am 16. Dezember 1943 – Zwei nach einem Schienenbruch bei Rennert, North Carolina, entgleiste Wagen des Taniami Champion von New York City nach Florida ragten in das Lichtraumprofil des Gleises der Gegenrichtung. Aufgrund ungenügender Sicherung dieses zweiten Gleises fuhr der Gegenzug in die entgleisten Wagen hinein und entgleiste selbst. 72 Tote und 187 Verletzte waren die Folge.

- Torre del Bierzo ( Spanien) – Bremsversagen: 3. Januar 1944 – Dem Nachtschnellzug von Madrid nach A Coruña versagten die Bremsen und er fuhr im Gefälle in einem Tunnel beim Bahnhof Torre del Bierzo auf einen rangierenden Zug auf. Die hölzernen Reisezugwagen wurden zertrümmert und fingen durch ausströmendes Beleuchtungsgas Feuer. Ein bergwärts fahrender Güterzug, der Kohle geladen hatte, fuhr in die Trümmer. Die trotz Pressezensur offiziell genannte Zahl der Toten betrug 78. Heutige Schätzungen benennen 200 bis 250 Tote. Es können aber auch mehr als 500 gewesen sein.

- Müncheberg ( Deutsches Reich) – Auffahrunfall: 18. Januar 1944 – Nach einem Fehler des Fahrdienstleiters prallte der D 52 auf einen stehenden Personenzug. 56 Menschen starben, 159 wurden darüber hinaus verletzt.

- Porta Westfalica ( Deutsches Reich) – Auffahrunfall zweier Schnellzüge: 20. Januar 1944 – Der DmW 103 von Aachen nach Berlin fuhr östlich des Bahnhofs Porta (seit 1984: Porta Westfalica) aufgrund eines Fahrdienstleiterfehlers auf den durch eine Notbremsung zum Halten gekommenen D 3 von Köln nach Berlin auf. 79 Menschen starben, 64 wurden – zum Teil schwer – verletzt.

- Balvano ( Königreich Italien) – Kohlenmonoxidvergiftung: 3. März 1944 – Aufgrund kriegsbedingt zur Verfügung stehender Kohle mit geringem Brennwert blieb ein auf der Bahnstrecke Battipaglia–Metaponto bergwärts fahrender Güterzug im 1,7 km langen Armi-Tunnel, der eine Steigung von 14 ‰ aufweist, liegen. Mit dem vorwiegend aus unbeladenen Flachwagen bestehenden Güterzug reisten etwa 650 Schwarzfahrer. Mehrere hundert von ihnen und das Zugpersonal (die Zahlen variieren zwischen 402 und 549 Toten) starben an Kohlenstoffmonoxidvergiftungen.

- Craiova ( Rumänien) – Zusammenstoß: 2. November 1944 – Zusammenstoß eines Militär- und eines Güterzugs. 60 Menschen starben, 100 wurden darüber hinaus verletzt.[57]

- Wiesau ( Deutsches Reich) – Zusammenstoß zweier Züge: 23. November 1944 – Der mit 400 Häftlingen aus dem KZ Flossenbürg beladene Güterzug 6395 stieß in der Nähe von Wiesau mit einem anderen Zug zusammen. Die Häftlinge sollten in das KZ-Außenlager Leitmeritz zur Zwangsarbeit in einer geheimen Rüstungsfabrik gebracht werden (U-Verlagerung Richard der Elsabe AG). Gegen die Kälte waren die Böden der Häftlings-Güterwagen mit Stroh bedeckt und in den Wagen befanden sich Kanonenöfen – bei den von außen fest verschlossenen umstürzenden Waggons eine tödliche Falle. 52 Häftlinge, vier SS-Wachmänner sowie ein Reichsbahnangehöriger (Heizer) wurden getötet und es gab zahlreiche schwer Verletzte. Bisher ist kein KZ-Häftling aus dem Transport bekannt, der das Kriegsende überlebt hat und von dem Unfall berichten konnte. Erst im Jahr 2012 wurde nach fast 70 Jahren die geheime Transportliste des Zugs entdeckt.[58]

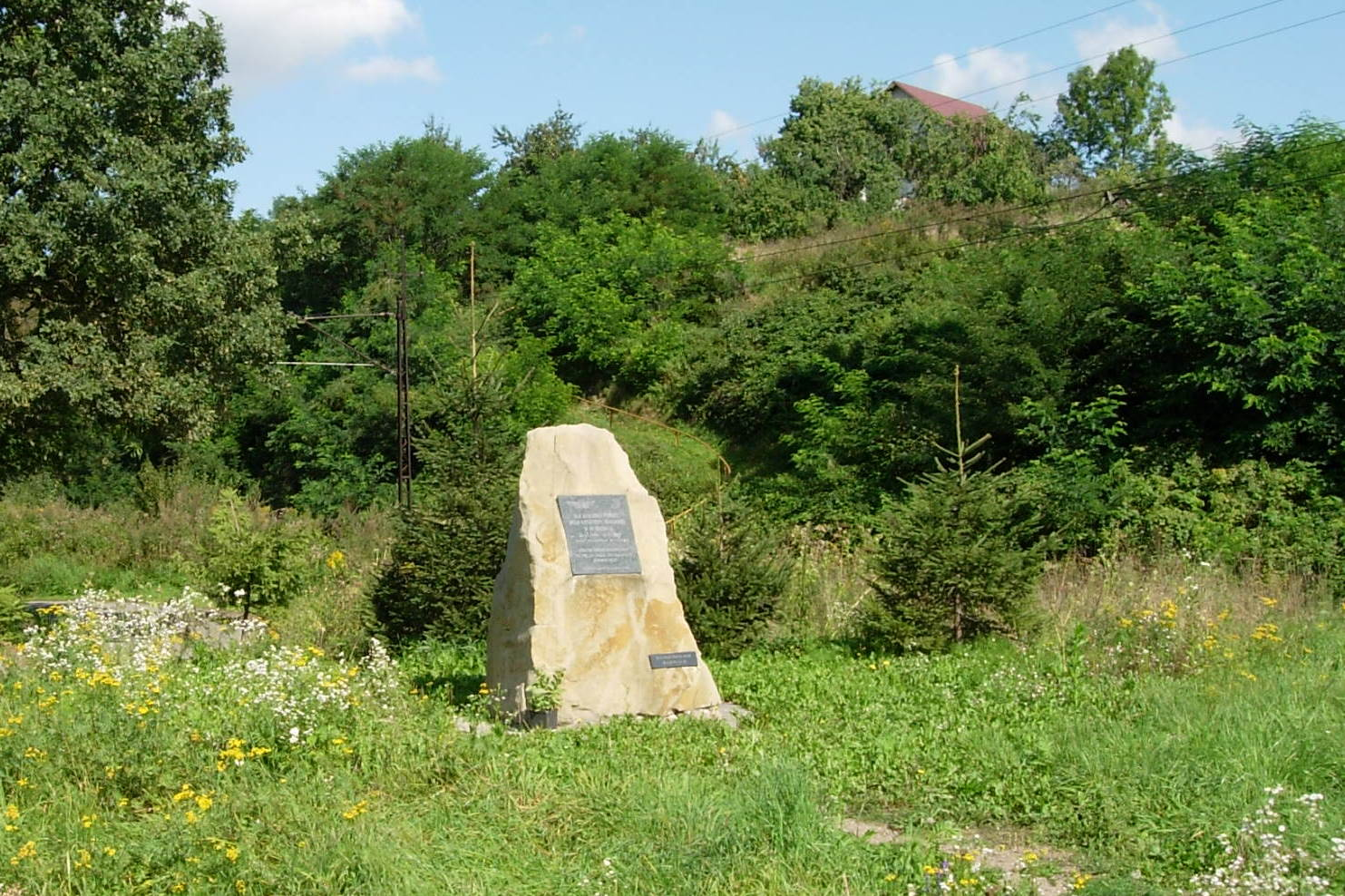
Gedenkstein an den Eisenbahnunfall bei Barwałd Średni, 1944

- Barwałd Średni ( Deutsches Reich) – Zusammenstoß: 24. November 1944 – Beim Zusammenstoß eines Personenzuges von Zakopane nach Krakau mit einem Güterzug starben 130 Menschen.

- Yokohama ( Japan) – Auffahrunfall: 26. Dezember 1944 – Ein Vorortzug fuhr auf einen anderen, stehenden Vorortzug auf der Keikyu-Linie im Bahnhof Tsurumi auf. Mindestens 53 Menschen starben und 94 wurden verletzt.

- Bagley (Utah,  Vereinigte Staaten) – Auffahrunfall nach Signalmissachtung: 31. Dezember 1944 – 50 Menschen starben, 79 wurden darüber hinaus verletzt, als bei dichtem Nebel der Nachzug zum Pacific Limited auf den Hauptzug auffuhr.

- Saint-Valery-en-Caux ( Frankreich) – Prellbocküberfahrt: 17. Januar 1945 – 84 Menschen starben, 226 wurden darüber hinaus verletzt.[59]

- Ludwigsdorf, Niederschlesien ( Deutsches Reich) – Zugtrennung: 27. Januar 1945 – 60 Menschen starben als sich zwei Wagen von einem stehenden Zug lösten, ein Gefälle hinunterrollten, einen Prellbock überfuhren, von einem Bahndamm stürzten und in Brand gerieten. :→ Hauptartikel: Eisenbahnunfall von Ludwigsdorf

- Cazadero ( Mexiko) – Auffahrunfall: 1. Februar 1945 – In Cazadero im Bundesstaat Querétaro fuhr ein Zug auf einen haltenden Zug auf. Beide brachten Besucher zu einem Festival. 127 Menschen starben.[60]

- Orvieto ( Königreich Italien) – Zusammenstoß und Großbrand: 13. Juni 1945 – Ein Personenzug fuhr auf einen Güterzug auf, der Treibstoff transportierte. Beide Züge gerieten in Brand. Etwa 70 Menschen starben.

- Aßling ( Deutschland) – Auffahrunfall: 16. Juli 1945 – Auf der Bahnstrecke München–Rosenheim blieb zwischen den Bahnhöfen Aßling (Oberbayern) und Grafing Bahnhof ein Zug wegen Lokschadens liegen, mit dem Kriegsgefangene ins Rheinland und nach Westfalen zurückkehrten. Ein Güterzug der US-amerikanischen Besatzungsmacht, der Panzer transportierte, fuhr aufgrund eines Fahrdienstleiterfehlers auf den stehenden Zug auf. Die Zahl der Todesopfer schwankt je nach Quelle zwischen 102 und 110.

- Saint-Fons ( Frankreich) – Zusammenstoß: 27. Juli 1945 – Zusammenstoß eines Personenzugs und eines Güterzugs, der Munition geladen hatte. Die folgenden Explosionen zerstörten nicht nur zahlreiche Häuser, sondern auch das örtliche Gaswerk. Etwa 150 Menschen starben.[60]

- Yamagami-Tunnel ( Japan) – Tunnelunfall: 22. August 1945 – Im 2. Yamagami-Tunnel auf der Hisatsu-Linie blieb ein Zug mit demobilisierten Soldaten in einer Steigung liegen. Um den Rauchgasen der Dampflokomotiven zu entgehen, verließen viele der Soldaten den Zug. Als dieser in dem eingleisigen Tunnel zurücksetzte, kamen 53 Menschen ums Leben.

- Hachiōji ( Japan) – Frontalzusammenstoß: 27. August 1945 – Zwei Züge stießen zwischen den Bahnhöfen Komiya und Hachiōji nach einer Signalstörung und Fehlern der Fahrdienstleiter auf einer Brücke frontal zusammen und stürzten in den Fluss. 105 Menschen starben, 67 wurden verletzt.

- Ōtsuki ( Japan) – Auffahrunfall: 6. September 1945 – Im Bahnhof Sasago in Ōtsuki in der Präfektur Yamanashi überfuhr nach einem durch den unerfahrenen Lokomotivführer verursachten Bremsversagen ein Lokalzug eine Schutzweiche und rammte eine Felswand. 60 Tote und 90 Verletzte waren die Folge.[61]

- Bhagauli[Anm. 8] ( Britisch-Indien) – Frontalzusammenstoß: 4. März 1946 – Der Dehra Dun-Express und ein Güterzug stießen zusammen. 60 Menschen starben, 84 wurden darüber hinaus verletzt.[62]

- Aracaju ( Brasilien) – Entgleisung: 20. März 1946 – Bei Aracaju im Bundesstaat Sergipe entgleiste ein mit etwa 1.000 Reisenden besetzter Zug. 185 Tote und 300 Verletzte waren die Folge. Dies war der schwerste Eisenbahnunfall, der sich je in Brasilien ereignete.

- Shaochi-Brücke ( China) – Entgleisung und Absturz von einer Brücke: 30. Mai 1946 – Beim Befahren der Brücke über einen Fluss entgleiste ein aus Kanton kommender Zug der Canton-Hankow Railway etwa 90 km südlich von Hengyang, in der Provinz Hunan, auf das er zu fuhr. Die Lokomotive und vier Wagen stürzten in den Fluss. Mindestens 90 Menschen kamen ums Leben, 60 weitere wurden darüber hinaus verletzt.[63][64]

- Bhatni Junction[Anm. 9] ( Britisch-Indien) – Auffahrunfall: 28. Juli 1946 – Ein Reisezug fuhr auf einen anderen auf. 223 Menschen starben.[65]

- Konkoita ( Thailand) – Absturz: 1. Februar 1947 – Eine vom thailändischen Verkehrsminister Momluang Kri Detchatiwong benutzte Motordraisine stürzte in eine Lücke auf der Thailand-Burma-Eisenbahn, die ein Brückeneinsturz bei Konkoita hinterlassen hatte. Der Minister und eine Person aus seiner Begleitung kamen ums Leben.

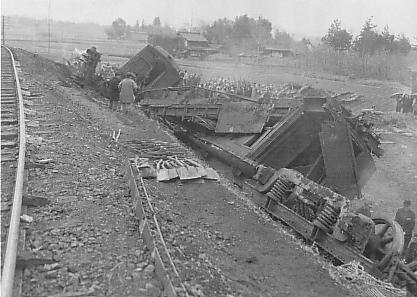
Entgleister Zug auf der Hachikō-Linie

- Hannō ( Japan) – Entgleisung: 25. Februar 1947 – Auf der Hachikō-Linie, in der Präfektur Saitama in Japan, zwischen den Bahnhöfen Higashi-Hannō und Komagawa, etwa 30 km westlich von Tokio, entgleiste in einer Kurve in einem Gefälle von 20 ‰ ein Personenzug wegen überhöhter Geschwindigkeit. Vier Wagen stürzten um. 184 Reisende wurden getötet, 495 wurden verletzt.

- Xindian ( Taiwan) – Explosion und Brand: 29. Mai 1948 – Nach einer Explosion blieb ein brennender Zug auf einer Brücke liegen. Die Menschen im Zug sprangen zum Teil in den Fluss und ertranken. Wahrscheinlich 64 Menschen kamen ums Leben, die exakte Zahl wurde nicht festgestellt.

- Ludwigshafen ( Deutschland) – Kesselwagenexplosion: 28. Juli 1948 – Auf dem Gelände der BASF explodierte ein überhitzter Kesselwagen. 207 Menschen kamen ums Leben, 3818 wurden verletzt und 3122 Gebäude beschädigt.

- Ankara ( Türkei) – Entgleisung: 28. Oktober 1948 – Ein Sonderzug mit Angehörigen der Volkspartei, die an den Feierlichkeiten zum 25-jährigen Bestehen der Türkischen Republik teilnehmen wollten, entgleiste kurz vor Ankara. 100 Menschen starben, 150 wurden darüber hinaus verletzt.[66]

- Sambhu[Anm. 10] ( Indien) – Prellbocküberfahrt: 24. November 1948 – Ein Zug mit moslemischen Flüchtlingen aus Ambala Cantonment wurde im Bahnhof von Sambhu auf ein Stumpfgleis geleitet[Anm. 11], überfuhr einen Prellbock und entgleiste. 171 Menschen starben, 300 wurden darüber hinaus verletzt.[66]

- Midway / Langlaate ( Südafrikanische Union) – Doppelter Auffahrunfall: 28. April 1949 – Ein Zug des Vorortverkehrs von Johannesburg hielt vor einem „Halt“ zeigenden Signal. Ein weiterer Zug musste deshalb hinter ihm halten. Ein dritter Zug fuhr auf und schob dabei den zweiten Zug in den vorderen hinein. 70 Menschen starben, 166 wurden darüber hinaus verletzt.[67]

- Nowy Dwór Mazowiecki ( Polen) – Entgleisung: 22. Oktober 1949 – Ist eine Zeitungsente.

- Waterval Boven ( Südafrikanische Union) – Entgleisung: 15. November 1949 – Ein nach Mosambik fahrender Reisezug entgleiste in der Nähe von Waterval Boven, Transvaal, auf einer Brücke. 55 Menschen starben, mehr als 100 wurden verletzt.

- Sirhind ( Indien) – Zusammenstoß: 29. Januar 1950 – Zusammenstoß zwischen einem Schnellzug und einem Güterzug. 63 Menschen starben.[68]

- Tanguá ( Brasilien) – Brückeneinsturz: 6. April 1950 – Nach heftigen Regenfällen stürzte eine Brücke bei Tanguá ein, als sie gerade von einem Zug befahren wurde. 110 Menschen starben.

- Kew Gardens (New York,  Vereinigte Staaten) – Auffahrunfall: 22. November 1950 – Bei Queens, New York City, fuhr ein Zug auf einen liegengebliebenen Zug der Long Island Rail Road (L.I.R.R.). 78 Menschen starben, 363 wurden verletzt.

### 1951–1960
- Woodbridge (New Jersey,  Vereinigte Staaten) – Entgleisung im Baustellenbereich: 6. Februar 1951 – Ein mit 1100 Reisenden besetzter, übervoller Pendlerzug fuhr in der Gemeinde Woodbridge, New Jersey, mit weit überhöhter Geschwindigkeit in eine Baustellenumfahrung ein. 85 Tote und etwa 500 Verletzte waren die Folge. Ursache war ein Fehler des Lokomotivführers.

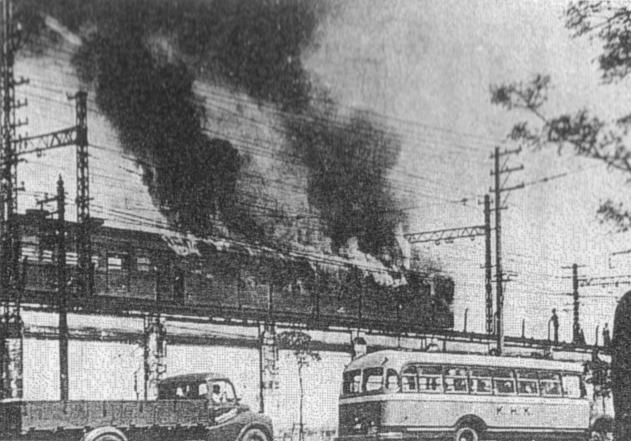
Der brennende erste Wagen des Zuges im Bahnhof Sakuragichō in Yokohama

- Yokohama ( Japan) – Brand nach Kurzschluss: 24. April 1951 – Im Bahnhof Sakuragichō in Yokohama kam ein Nahverkehrs-Triebwagen mit einem herabhängenden, spannungsführenden Draht der Oberleitung in Berührung. Der folgende Kurzschluss führte zum Brand des ersten Wagens des Zuges. 106 Menschen starben, 92 wurden schwer verletzt.

- Nova Iguaçu ( Brasilien) – Zusammenprall eines Eisenbahnzuges mit einem Tanklastzug: 7. Juni 1951 – Ein voll besetzter Pendlerzug traf auf einen mit Benzin beladenen Tanklastzug, der auf einem niveaugleichen Bahnübergang liegengeblieben war. Dieser explodierte. 54 Menschen starben, 44 wurden verletzt.

- Székesfehérvár ( Ungarn) – Frontalzusammenstoß: 18. August 1951 – Einem Schnellzug wurde das Abfahrsignal zu früh erteilt und er kollidierte mit einem anderen Reisezug. Mehr als 150 Menschen starben.[69]

- Piquet Carneiro ( Brasilien) – Entgleisung eines Eisenbahnzuges wegen überhöhter Geschwindigkeit: 17. Dezember 1951 – Mindestens 53 Tote waren die Folge, auch wegen der unzureichenden Rettungsmaßnahmen und der schlechten Erstversorgung an der Unfallstelle.

- Anchieta ( Brasilien) – Entgleisung und anschließender Zusammenstoß: 4. März 1952 – Zwei alte Wagen in Holzbauart eines völlig überfüllten Personenzuges entgleisten durch einen Schienenbruch und stürzten auf das Gleis für den Verkehr der Gegenrichtung. Ein dort verkehrender Güterzug fuhr unmittelbar darauf in die beiden entgleisten Wagen und zertrümmerte sie. 119 Tote und mindestens 250 Verletzte waren die Folge.

- Rzepin ( Polen) – Entgleisung: 9. Juli 1952 – Ein Zug der Sowjetarmee entgleiste. 23 Offiziere und 136 Soldaten kamen ums Leben.

- Drownino ( Sowjetunion) – Zug stieß mit Pferd zusammen und entgleiste: 6. August 1952 – Bei der Einfahrt in den Bahnhof Drownino rammte ein Personenzug, dessen Kopfscheinwerfer ausgefallen war, nachts ein im Fahrweg stehendes Pferd. Die Lokomotive entgleiste und die nachfolgenden Wagen schoben sich ineinander, wobei 109 Menschen ums Leben kamen und 211 verletzt wurden.

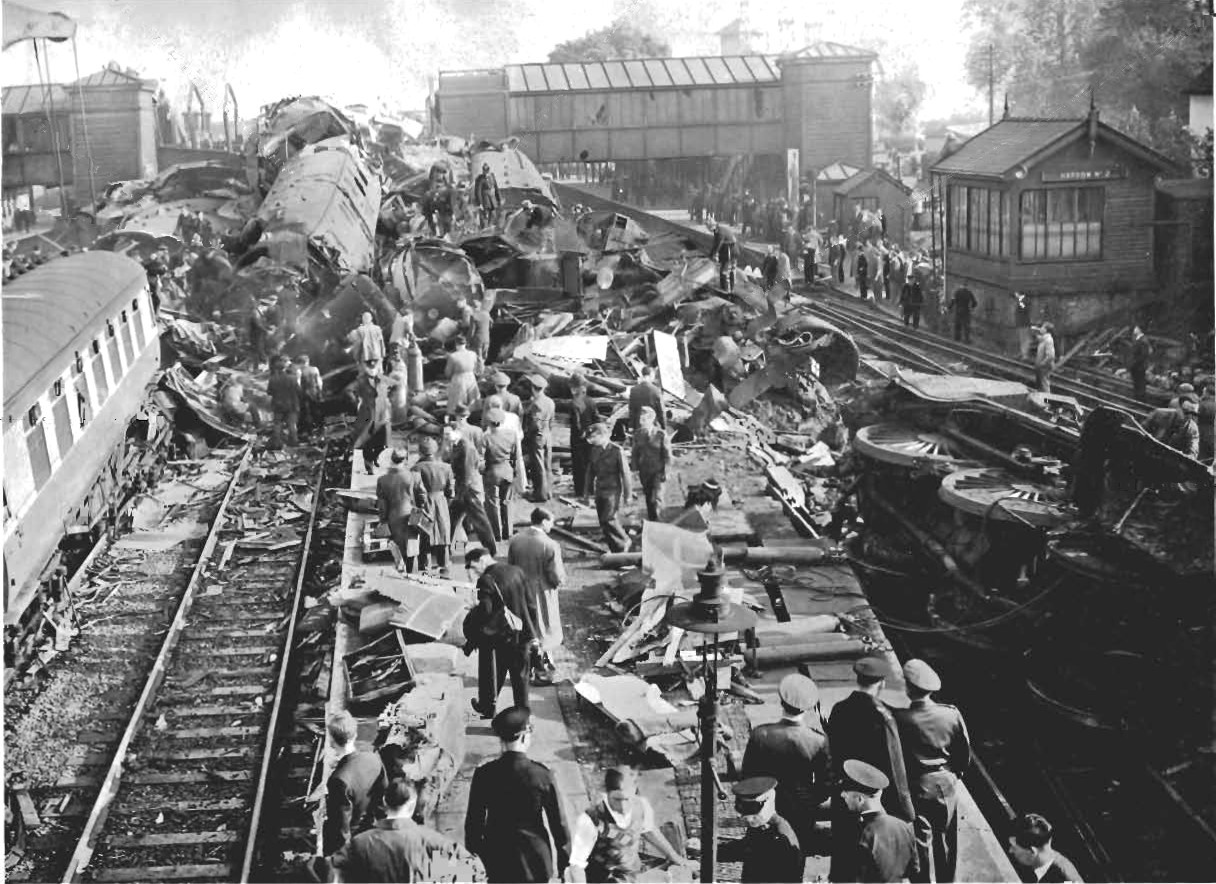
Die Unfallstelle im Bahnhof Harrow & Wealdstone

- Harrow & Wealdstone (England,  Vereinigtes Königreich) – Dreifachzusammenstoß und Brückeneinsturz: 8. Oktober 1952 – Ein Schnellzug von Perth zum Bahnhof Euston, London, missachtete das in Haltlage stehende Einfahrsignal des Bahnhofs Harrow & Wealdstone und fuhr auf einen am Bahnsteig stehenden Pendlerzug auf. Wenige Sekunden später fuhr der Expresszug von London nach Liverpool und Manchester in die Trümmer, entgleiste ebenfalls und brachte eine Fußgängerüberführung zum Einsturz. Beim schwersten Eisenbahnunfall in Großbritannien in Friedenszeiten starben 112 Menschen, 340 wurden verletzt.

- Tangiwai ( Neuseeland) – Zug stürzt in Fluss: 24. Dezember 1953 – In Neuseeland starben 151 Menschen, als eine Brücke über den Whangaehu-Fluss durch einen Lahar – einen vulkanischer Schlammstrom – weggerissen wurde. Dieser hatte seinen Ursprung im Kratersee des Vulkans Mount Ruapehu, als ein Wall aus Eis und Gestein brach. Minuten nach dem Einsturz der Brücke passierte der Nachtschnellzug von Wellington nach Auckland die Stelle und die vordere Hälfte des Zuges stürzte in den Schlammstrom. Einige der Opfer wurden niemals gefunden. :→ Hauptartikel: Eisenbahnunfall von Tangiwai

- Šakvice ( Tschechoslowakei) – Auffahrunfall: 24. Dezember 1953 – Auf der Strecke Brno–Břeclav fuhr ein Schnellzug auf einen stehenden Personenzug auf, nachdem das betrunkene Lokpersonal ein haltzeigendes Signal überfahren hatte. 103 Menschen starben, weitere 83 wurden verletzt.

- Braudabad ( Pakistan) – Zusammenstoß: 21. Januar 1954 – Ein Schnellzug, in dem auch der damalige pakistanische Außenminister, Muhammad Zafrullah Khan, reiste, fuhr zwischen den Bahnhöfen Braudabad und Jhimpir auf einen entgleisten Kesselwagen auf, der eine brennbare Flüssigkeit transportierte. Schnellzug und Güterzug gerieten in Brand. 60 Menschen starben.[70]

- Fabrica ( Philippinen) – Zusammenstoß mit entlaufenen Wagen und Brückeneinsturz: 2. September 1954 – Entlaufene Güterwagen trafen in der Nähe des Ortes Fabrica im Norden der Insel Negros, Philippinen auf einen Güterzug, der gerade eine Brücke befuhr. Die Brücke stürzte ein, fünf Wagen stürzten in die Tiefe. 82 Menschen starben, viele der Überlebenden wurden verletzt.

- Kazipet ( Indien) – Brückeneinsturz: 28. September 1954 – Eine Brücke, deren Fundamente unterspült waren, stürzte ein, als ein Zug sie befuhr. 139 Menschen starben, über 100 weitere wurden verletzt.

- Guadalajara ( Mexiko) – Entgleisung: 3. April 1955 – Ein Personenzug entgleiste in der Nähe von Guadalajara und stürzte in eine Schlucht. Etwa 300 Menschen starben.[71]

- Bornitz ( Deutsche Demokratische Republik) – Flankenfahrt: 25. Februar 1956 – Beim Zusammenstoß eines Güterzuges mit einem Schnellzug im Bahnhof Bornitz kamen 48 Menschen ums Leben und 55 wurden verletzt.[72]

- San Bernando[Anm. 12] ( Chile) – Auffahrunfall

17. Juli 1955 – In dichtem Nebel fuhr ein Schnellzug auf einen haltenden, vorausfahrenden Zug auf. 30 bis 70 Menschen kamen ums Leben.
- Gomez Palacio ( Mexiko) – Kollision von Zug und zwei Lastkraftwagen: 23. September 1955 – Ein Zug befuhr einen Bahnübergang, dem sich auf der Straße zwei Lkw näherten, von denen jeder 4,5 Tonnen Dynamit geladen hatte. Der Zusammenstoß forderte mindestens 65 Tote und 100 Verletzte.

- Mahbubnagar ( Indien) – Brückeneinsturz: 2. September 1956 – Eine Brücke, deren Pfeiler und Widerlager durch starken Monsunregen unterspült waren, brach unter dem Zug Nr. 565 der Indischen Staatsbahn von Secunderabad nach Dronachalam (heute: Dhone) zusammen. 117 Menschen starben.

- Ariyalur ( Indien) – Entgleisung: 23. November 1956 – Der Schnellzug Madras–Tuticorin entgleiste nach schweren Regenfällen, die zu einer Gleisverwerfung führten, an einer Brücke bei Ariyalur in Tamil Nadu. Mindestens 144 Menschen starben.

- Kalkutta ( Indien) – Brückenunfall: 24. Juli 1957 – Ein Zug verunglückte bei Kalkutta. Dabei starben 59 Menschen, weitere wurden verletzt.[73]

- Kendal, ( Jamaika) – Entgleisung nach Bremsversagen: 1. September 1957 – Ein verstellter Absperrhahn an der Bremsanlage führte zu einem Bremsversagen, so dass ein völlig überfüllter Zug beim Durchfahren eines Bogens aus dem Gleis getragen wurde. 179 Tote und etwa 700 Verletzte waren die Folge.

- Sahiwal (Montgomery) ( Pakistan) – Zusammenstoß: 29. September 1957 – Ein Schnellzug fuhr auf einen Ölzug auf. Mindestens 250 Tote waren die Folge.

- Ibadan ( Nigeria) – Gleisverwerfung: 29. September 1957 – Durch einen verstopften Durchlass staute sich eine große Menge Wasser an einem Bahndamm, weichte ihn auf und verursachte eine Gleisverwerfung. Ein darüber fahrender Personenzug entgleiste. 66 Menschen starben, 122 wurden darüber hinaus verletzt.

- Istanbul ( Türkei) – Frontalzusammenstoß nach Fahrdienstleiterfehler: 21. Oktober 1957 – Ein westwärts fahrender Simplon-Orient-Express kollidierte kurz hinter Istanbul mit einem entgegenkommenden Nahverkehrszug. 89 Menschen starben, mindestens 100 wurden verletzt. Der Fahrdienstleiter hatte beide Züge zugleich in die eingleisige Strecke einfahren lassen.

- Igatpuri ( Indien) – Unfall: 23. November 1957 – Mindestens 50 Menschen starben, als der Calcutta Mail bei Igatpuri entgleiste, zahlreich weitere wurden verletzt.[73][74]

- Lewisham (England,  Vereinigtes Königreich) – Auffahrunfall und Brückeneinsturz: 6. Dezember 1957 – Ein Zug überfuhr im Nebel ein haltzeigendes Signal und fuhr auf einen Zug, der seinerseits vor einem haltzeigenden Signal stand, auf. 90 Menschen starben und 173 wurden verletzt. Die entgleisenden Fahrzeuge zerstörten den Pfeiler einer Überführung, die daraufhin zusammenbrach.

- Mangueira (Rio de Janeiro), ( Brasilien) – Frontalzusammenstoß: 4. März 1958 – Aufgrund eines Signalfehlers stießen zwei Pendlerzüge zusammen. 128 Tote und 300 Verletzte waren die Folge.

- Minino ( Sowjetunion) – Auffahrunfall: 2. Juni 1959 – Aufgrund eines falsch gestellten Signals fuhr in der Nähe des Bahnhofs Minino ein schwerer Güterzug auf das Ende eines stehenden Personenzuges. Der Auffahrunfall ereignete sich neben einem Tanklager, das dabei in Brand geriet, der auch auf den Zug übergriff. 56 Kinder starben.

- São Paulo, ( Brasilien) – Frontalzusammenstoß: 5. Juni 1959 – Im Bahnhof Engenheiro Goulart in São Paulo stießen zwei Vorortzüge frontal zusammen. 59 Tote und 100 Verletzte waren die Folge.

- Leipzig ( Deutsche Demokratische Republik) – Frontalzusammenstoß zweier Züge: 15. Mai 1960 – Nördlich des Bahnhofs Leipzig Hauptbahnhof stieß aufgrund einer wegen einer Stromversorgungsstörung falsch liegenden Weiche ein einfahrender Eilzug mit einem ausfahrenden Personenzug frontal zusammen. Mindestens 54 Menschen starben und 240 wurden verletzt.

- Stéblová ( Tschechoslowakei) – Zusammenstoß zweier Züge: 14. November 1960 – Bei der Ausfahrt aus dem Bahnhof Stéblová stießen ein Dieseltriebwagen und ein mit einer Dampflokomotive bespannter Personenzug im Nebel zusammen. Die Züge gerieten in Brand. Der Unfall forderte 118 Tote und war der schwerste Eisenbahnunfall in der Geschichte der Tschechoslowakei.

- München ( BR Deutschland) – Flugzeug stürzt auf Straßenbahnzug: 17. Dezember 1960 – Ein US-amerikanisches Militärflugzeug stürzt in der Münchner Innenstadt ab und trifft dabei einen Straßenbahnzug. 52 Menschen starben. :→ Hauptartikel: Flugzeugunglück am 17. Dezember 1960 in München

### 1961–1970
- Catanzaro ( Italien) – Entgleisung: 23. Dezember 1961 – Auf dem Fiumarella-Viadukt entgleiste am 23. Dezember 1961 nördlich von Catanzaro in Kalabrien der Anhänger eines Triebwagens auf einer Brücke und stürzte 40 Meter in die Tiefe. 71 Tote und 28 Verletzte waren die Folge.

- Harmelen ( Niederlande) – Frontalzusammenstoß zweier Züge: 8. Januar 1962 – Ein lokbespannter Schnellzug von Utrecht nach Rotterdam fuhr in der Nähe des Bahnhof Woerden mit etwa 100 km/h frontal auf einen Triebwagen, der von Rotterdam nach Amsterdam unterwegs war, auf. Der Lokführer hatte ein „Halt erwarten“ zeigendes Vorsignal nicht gesehen. Bei dem Unfall starben 91 Menschen und 54 wurden verletzt.

- Trebbin ( Deutsche Demokratische Republik) – Verrutschtes Ladegut führte zu Entgleisung und beschädigte weiteren Zug: 1. März 1962 – Von einem Militärzug der Sowjetarmee, der Panzer des Typs T-55 und in sieben oder acht gedeckten Güterwagen Soldaten transportierte, löste sich die Turmarretierung eines Panzers. Das ausschwingende Kanonenrohr beschädigte zunächst einen entgegenkommenden Schnellzug und das dabei abstürzende Fahrzeug brachte dann den eigenen Zug zum Entgleisen. Mehr als 70 Todesopfer werden angenommen.

- Mikawashima ( Japan) – Dreifachentgleisung und -zusammenstoß: 3. Mai 1962 – Im Bahnhof Mikawashima auf der Jōban-Linie in Tokio überfuhr ein Güterzug aus Richtung Tokio ein „Halt“ zeigendes Signal und entgleiste. Ein Triebwagen kollidierte unmittelbar nach dem Unfall mit dem Hindernis und stürzte seinerseits auf das Gleis der Gegenrichtung. Ein weiterer Zug aus der Gegenrichtung fuhr anschließend in die Unfallstelle. 160 Menschen wurden getötet, 296 wurden verletzt. Die Japanische Staatsbahn (JNR) revidierte aufgrund dieses Unfalls in den folgenden Jahren ihre Zugsicherung grundlegend.

- Voghera ( Italien) – Auffahrunfall: 31. Mai 1962 – Ein Güterzug überfuhr nachts ein „Halt“ zeigendes Signal und fuhr nahezu ungebremst auf einen im Bahnhof Voghera haltenden Personenzug von Mailand nach Genua auf. 64 Menschen starben, 36 wurden darüber hinaus verletzt.

- Yokohama ( Japan) – Dreifachzusammenstoß nach Entgleisung: 9. November 1963 – Zwischen den Bahnhöfen Tsurumi und Shinkoyasu in Yokohama entgleiste der Wagen eines Güterzuges und geriet auf das Nachbargleis. Ein Personenzug fuhr nur Sekunden später in das Hindernis und stürzte, als er ebenfalls entgleiste, auf einen parallel fahrenden dritten Zug. 162 Menschen starben bei dem Unfall, weitere 120 wurden verletzt.

- Belgrad ( Jugoslawien) – Auffahrunfall: 4. Januar 1964 – Ein Vorortzug fuhr in Belgrad (genannt werden die Stadtteile Jajinci und Voždovac) auf einen stehenden Personenzug auf. 66 Menschen starben, 200 wurden verletzt.

- Mirigama ( Ceylon) – Entgleisung: 18. März 1964 – Ein Pendlerzug entgleiste bei hoher Geschwindigkeit. Mindestens 60 Tote waren die Folge.

- Custóias ( Portugal) – Entgleisung: 26. Juli 1964 – Das Schlussfahrzeug eines überbesetzten, zweiteiligen Dieseltriebwagens entgleiste bei Custóias in einem Einschnitt und wurde zertrümmert. 104 Menschen starben, 121 wurden verletzt.

- Langhagen ( Deutsche Demokratische Republik) – Kollision eines Zuges mit einem entgleisten Zug: 1. November 1964 – Wagen eines entgleisten Kieszuges ragten in das Lichtraumprofil eines zweiten Gleises, das kurz darauf ein Schnellzug befuhr. 44 Menschen starben.

- Dhanushkodi ( Indien) – Flutwelle: 23. Dezember 1964 – Im Fährbahnhof von Dhanushkodi wurde von einem Zyklon mit extremen Windgeschwindigkeiten und mehreren Meter hohen Wellen ein gerade einfahrender Zug weggespült. 128 Menschen starben.[75]

- Miseiktab ( Sudan) – Frontalzusammenstoß: 26. Februar 1965 – Ein Güterzug und ein Personenzug stießen auf der Bahnstrecke Khartum–Wadi Halfa bei Miseiktab zusammen. 100 Menschen starben, weitere 29 wurden verletzt.

- Waßmannsdorf ( Deutsche Demokratische Republik) – Entgleisung: 24. Juni 1965 – In den Mittagsstunden des Donnerstags entgleisten mehrere Wagen des aus Potsdam kommenden Personenzuges 1221 bei der Einfahrt in den Bahnhof Waßmannsdorf aufgrund einer Gleisverwerfung, die sich auf eine hohe Hitzeeinwirkung zurückführen ließ. Neun Reisende kamen ums Leben, darunter die bekannte DEFA-Schauspielerin Ellinor Vogel.

- Durban ( Südafrika) – Entgleisung: 4. Oktober 1965 – Bei der Entgleisung eines mit mehr als 1000 Fahrgästen besetzten Vorortzuges nordöstlich von Durban starben 81 Menschen, mehrere hundert wurden darüber hinaus verletzt.

- Toungoo ( Birma) – Auffahrunfall: 8. Dezember 1965 – Der Nachtzug Rangun–Mandalay fuhr im Bahnhof von Toungoo in einen dort stehenden Personenzug. Dabei starben 80 Menschen, 100 wurden darüber hinaus verletzt.[76]

- Bombay-Matunga ( Indien) – Frontalzusammenstoß: 13. Juni 1966 – Aufgrund des Versagens der Signalanlage während eines heftigen Monsun-Regens stießen zwei Vorortzüge im Bahnhof Matunga in Bombay (heute: Mumbai) frontal zusammen. 57 Menschen starben, über 100 weitere wurden verletzt.

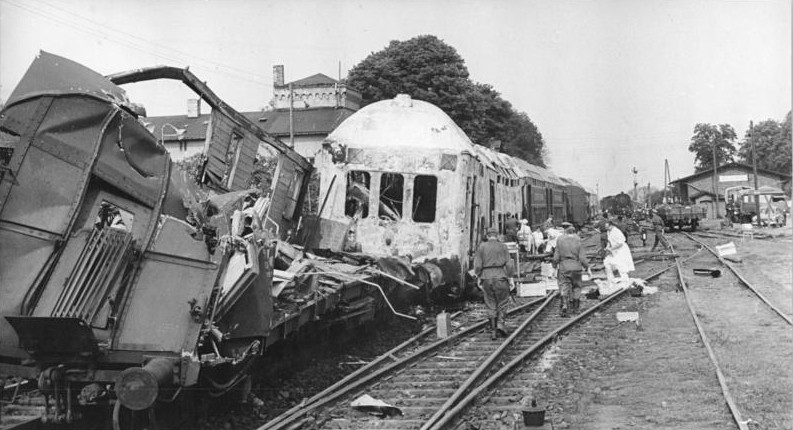
Eisenbahnunfall in Langenweddingen

- Langenweddingen ( Deutsche Demokratische Republik) – Kollision mit Tanklaster: 6. Juli 1967 – In dem zwölf Kilometer südlich von Magdeburg gelegenen Dorf Langenweddingen stieß infolge einer Störung an einem beschrankten Bahnübergang ein Zug mit einem Tanklaster zusammen, der explodierte. Nach offiziellen Angaben kamen 94 Menschen ums Leben. Der Unfall war der schwerste in der Geschichte der Deutschen Reichsbahn in der DDR. In der Folge wurde festgelegt, dass wärterbediente Schranken vor der Zulassung einer Zugfahrt zu schließen waren. Außerdem mussten danach Busse und gefahrguttransportierende Lkw vor Übergängen generell halten.

- Hither Green (England,  Vereinigtes Königreich) – Entgleisung nach Schienenbruch: 5. November 1967 – Ein Schnellzug entgleiste wegen eines Schienenbruchs südlich des Bahnhofs Hither Green im südlichen London. 49 Tote und 78 Verletzte waren die Folge. Unter den Überlebenden befand sich Robin Gibb, der Sänger der Bee Gees, und seine künftige Frau Molly Hullis.

- Ratu Jaya (Depok) ( Indonesien) – Zusammenstoß: 20. September 1968 – 116 Menschen starben bei einem Zusammenstoß zweier Züge.

- Indien ( Indien) – Entgleisung: Juni 1969 – Bei der Entgleisung eines Schnellzuges sterben 75 Menschen, 38 werden darüber hinaus verletzt.[77]

- Jajpur Road ( Indien) – Auffahrunfall: 14. Juli 1969 – Ein Güterzug fuhr im Bahnhof Jajpur Keonjhar Road auf einen dort stehenden Personenzug auf. 85 Menschen starben.

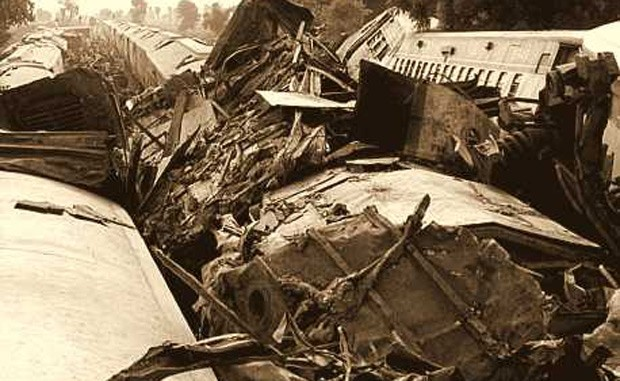
Unfall von Benavídez, Argentinien

- Benavídez ( Argentinien) – Auffahrunfall: 1. Februar 1970 – Auf einen wegen technischer Probleme liegen gebliebenen Regionalzug, dessen Besatzung es versäumte, ihn nach hinten zu sichern, fuhr mit erheblicher Geschwindigkeit ein Fernzug auf. 142 bis 236 Tote werden je nach Quelle genannt. Dies war der schwerste Eisenbahnunfall in der Geschichte Argentiniens.

- Langa Langa ( Nigeria) – Entgleisung: 16. Februar 1970 – Der vordere Teil eines stark besetzten Personenzugs entgleiste. Etwa 150 Menschen starben.

- Sagzi-Nibod ( Iran) – Auffahrunfall: 31. Dezember 1970 – Ein Personenzug fuhr auf einen stehenden Güterzug auf. 70 Menschen starben, 130 weitere wurden verletzt.

### 1971–1980
- Aitrang ( BR Deutschland) – Entgleisung mit anschließendem Auffahrunfall: 9. Februar 1971 – Auf der Fahrt von München nach Zürich durchfuhr der TEE 56 „Bavaria“, ein Dieseltriebzug der Baureihe RAm der SBB, auf der Bahnstrecke Buchloe–Lindau nach dem Bahnhof Aitrang einen Rechtsbogen mit 130 km/h, der nur für 80 km/h zugelassen war – der Grund konnte nie sicher geklärt werden. Der Zug entgleiste und kurze Zeit später fuhr ein aus der Gegenrichtung kommender Schienenbus in die Unfallstelle. 28 Menschen kamen ums Leben, 42 wurden verletzt. Unter den Toten befand sich der Schauspieler und Regisseur Leonard Steckel.

- Radevormwald ( BR Deutschland) – Schienenbus prallt gegen Güterzug: 27. Mai 1971 – Auf der eingleisigen Wuppertalbahn stieß nördlich des Bahnhofs Dahlerau ein Schienenbus, der als Sonderzug unterwegs war, mit einem Güterzug frontal zusammen. 46 Menschen, davon 41 Schülerinnen und Schüler einer Abschlussklasse aus Radevormwald, starben, 25 Menschen wurden darüber hinaus schwer verletzt. Der Fahrdienstleiter in Dahlerau gab an, Rot signalisiert, der Lokführer, Grün gesehen zu haben. Da Sprechfunk in beiden Zügen nicht zur Verfügung stand, konnte der Unfall nicht mehr verhindert werden. In der Folge wurde in Deutschland die Ausrüstung mit Bahnfunk vorangetrieben.

- Rheinweiler ( BR Deutschland) – Entgleisung wegen überhöhter Geschwindigkeit: 21. Juli 1971 – In der südlichen Bahnhofseinfahrt von Rheinweiler entgleiste der „Schweiz-Express“ von Basel nach Kopenhagen (D 370), als er mit fast dem Doppelten der zulässigen Geschwindigkeit einen engen Bogen mit 140 km/h durchfuhr und aus der Kurve getragen wurde. 25 Menschen starben, 121 wurden darüber hinaus verletzt. In der Folge des Unfalls rüstete die Deutsche Bundesbahn auch nicht durch Signale angeordnete Langsamfahrstellen mit Punktförmiger Zugbeeinflussung aus und verkürzte die Reaktionszeiten der Sicherheitsfahrschaltung.

- Jessore ( Bangladesch) – Kollision: 2. Juni 1972 – Ein Personen- und ein Güterzug stießen bei Jessore zusammen. 76 Menschen starben, mehr als 500 wurden darüber hinaus verletzt.[78]

- Vierzy ( Frankreich) – Tunneleinsturz: 16. Juni 1972 – Bei der Zugbegegnung zweier Triebwagen im Tunnel von Vierzy verunglückten die Züge und der Tunnel stürzte teilweise ein. 108 Menschen starben und 111 wurden darüber hinaus verletzt.

- El Cuervo ( Spanien) – Frontalzusammenstoß: 21. Juli 1972 – Ein Nachtschnellzug von Madrid nach Cádiz und ein Schienenbus stießen zwischen den Bahnhöfen El Cuervo und Lebrija frontal zusammen, nachdem der Führer des Schienenbusses ein haltzeigendes Signal überfahren hatte. 86 Menschen starben und 112 wurden darüber hinaus verletzt.

- Liaqatpur ( Pakistan) – Auffahrunfall: 6. August 1972 – Der Schnellzug von Bahawalpor nach Karatschi fuhr im Bahnhof von Liaqatpur, Punjab, auf einen stehenden Güterzug auf. 50 Menschen starben, 150 wurden darüber hinaus verletzt.

- Malmesbury ( Südafrika) – Entgleisung: 29. September 1972 – Bei Malmesbury entgleiste ein Personenzug mit neun Wagen. Etwa 100 Menschen starben.[78]

- Saltillo ( Mexiko) – Entgleisung und Brand: 5. Oktober 1972 – Ein Zug, aus einer Garnitur in mangelhaftem Zustand gebildet, beförderte 2200 Pilger. Als die Bremsen in einem starken Gefälle versagten, entgleiste er mit überhöhter Geschwindigkeit in einem Bogen. Die Trümmer gerieten in Brand. Mindestens 230 Reisende wurden getötet, darüber hinaus mehr als 1000 verletzt.

- São Miguel ( Portugal) – Zusammenstoß zwischen Personen- und Güterzug: 27. März 1974 – In der Nähe von Lourenço Marques (heute: Maputo, damals: Portugiesisch-Ostafrika, heute: Mosambik), stießen ein aus Südrhodesien (heute: Simbabwe) kommender Personenzug und ein in der Gegenrichtung verkehrender Güterzug, der aus Kesselwagen, die Erdöl geladen hatten, bestand, frontal zusammen. Der dabei entstehende Brand entwickelte einen solchen Umfang und eine solche Hitze, dass Rettungsarbeiten für geraume Zeit unmöglich waren. 60 Menschen starben.[79]

- Zagreb ( Jugoslawien) – Entgleisung wegen überhöhter Geschwindigkeit: 30. August 1974 – Beim Durchfahren eines nur für 40 km/h zugelassenen Bogens mit mehr als 100 km/h entgleiste ein Sonderzug für Gastarbeiter auf dem Weg von Belgrad nach Dortmund. 153 Menschen starben, 60 weitere wurden darüber hinaus verletzt. Dies war der schwerste Eisenbahnunfall in der Geschichte Jugoslawiens.

- London (England,  Vereinigtes Königreich) – U-Bahn-Zug kollidiert mit Tunnelabschluss: 28. Februar 1975 – Ohne zu bremsen, fuhr ein U-Bahn-Zug im Bahnhof Moorgate in einem Stumpftunnel gegen die abschließende Wand. Die Ursache blieb ungeklärt. 43 Personen starben, 74 wurden darüber hinaus verletzt. Als Konsequenz wurde in derartigen betrieblichen Situationen eine Anlage zur Zwangsbremsung eingebaut, die „Moorgate Control“.

- Sidi Yahya El Gharb ( Marokko): 22. Mai 1975 – Ein Schnellzug von Tanger nach Casablanca[80] entgleiste. Mehr als 50 Menschen starben, 100 wurden darüber hinaus verletzt.[81]

- Warngau ( BR Deutschland) – Frontalzusammenstoß zweier Züge: 8. Juni 1975 – Zwischen Warngau und Schaftlach stießen auf der, im betreffenden Abschnitt eingleisigen, Bahnstrecke München–Lenggries zwei Eilzüge aufgrund eines Fahrdienstleiterfehlers und einer im Fahrplan vorgesehenen Luftkreuzung frontal zusammen. Es gab 41 Tote und 122 Verletzte. Die „Luftkreuzung“ im Fahrplan wurde daraufhin verboten.

- Granville ( Australien) – Entgleisung: 18. Januar 1977 – Aufgrund mangelhaften Oberbaus entgleiste die Lokomotive eines mit Pendlern stark besetzten Vorortzuges in Granville, Parramatta unter einer Straßenüberführung. Die Lokomotive kollidierte mit den Brückenpfeilern und die Brücke stürzte auf zwei Wagen des Zuges. 83 Menschen starben, 210 wurden darüber hinaus verletzt. Dies war der folgenschwerste Eisenbahnunfall und der schwerste Unfall in Friedenszeiten überhaupt in der Geschichte Australiens.

- Lebus ( Deutsche Demokratische Republik) – Frontalzusammenstoß zweier Züge: 27. Juni 1977 – Weil durch das Versehen eines Weichenwärters im Bahnhof Booßen ein Zug auf die falsche Strecke geleitet wurde, kam es zum Frontalzusammenstoß mit einem entgegenkommenden Zug. 29 Personen starben.

- Naini ( Indien) – Auffahrunfall: 10. Oktober 1977 – Ein Personenzug fuhr im Bahnhof von Naini[Anm. 13] auf einen Güterzug auf. Mehr als 61 Menschen starben, 151 wurden verletzt.[82]

- Iri ( Südkorea) – Explosion: 11. November 1977 – Ein mit Dynamit beladener Zug explodierte im Bahnhof von Iri, Jeollabuk-do. Mindestens 59 Menschen starben.

- Sa Pereira ( Argentinien) – Zusammenstoß mit Lkw: 25. Februar 1978 – Der Estrella del Norte von San Miguel de Tucumán nach Buenos Aires mit 2130 Reisenden prallte bei Sa Pereira in der Provinz Santa Fe mit dem Anhänger eines Lastzuges zusammen. 55 Menschen starben, 56 wurden darüber hinaus verletzt.

- Yangzhuang ( Volksrepublik China) – Auffahrunfall: 16. Dezember 1978 – Ein Schnellzug fuhr im Bahnhof Yangzhuang in Lujiang, Anhui, auf einen dort stehenden Personenzug auf. 106 Menschen starben, 218 wurden darüber hinaus verletzt.

- Chuadunga-Distrikt ( Bangladesch) – Entgleisung: 26. Januar 1979 – Ein stark besetzter Personenzug entgleiste im Chuadunga-Distrikt und stürzte um. 70 Menschen starben, mehr als 200 wurden darüber hinaus verletzt.[83]

- Taling Chan ( Thailand) – Frontalzusammenstoß: 21. August 1979 – Ein Pendlerzug von Thonburi nach Nakhon Pathom stieß mit einem Güterzug von Bangsue nach Padang Besar zusammen, weil der Lokführer des Güterzugs übermüdet war. 54 Menschen starben. Dies war der schwerste Eisenbahnunfall in der Geschichte Thailands.

- Stalać ( Jugoslawien) – Zusammenstoß: 13. September 1979 – Ein Güterzug fuhr einem Personenzug in die Flanke. Mindestens 60 Menschen starben, 116 wurden darüber hinaus verletzt.

- Holhol ( Dschibuti) – Entgleisung und Absturz: 31. Oktober 1979 – Ein Zug auf der Bahnstrecke Dschibuti–Addis Abeba entgleiste bei Holhol in Dschibuti und stürzte eine Böschung hinunter. 60 Menschen starben, 80 wurden darüber hinaus verletzt.

- Mississauga ( Kanada) – Achsbruch bei Chemikalienzug: 10. November 1979 – Bei Mississauga im Großraum Toronto brach an einem Zug mit 106 Güterwagen (davon 38 Wagen mit gefährlichen Stoffen) eine Radsatzwelle. Der Unfall forderte keine Todesopfer, jedoch mussten zwischen 200 000 und 250 000 Einwohner evakuiert werden.

- Otłoczyn ( Polen) – Frontalzusammenstoß: 19. August 1980 – Aus nie geklärter Ursache verließ ein auf einem Überholungsgleis wartender Güterzug trotz haltzeigendem Ausfahrsignal den Bahnhof Otłoczyn, fuhr eine Weiche auf und auf das Gleis der Gegenrichtung in die Hauptstrecke nach Toruń/Thorn ein. Von dort kam ihm ein Personenzug entgegen. Bei dem Frontalzusammenstoß starben 67 Menschen, 62 Menschen wurden darüber hinaus verletzt.

### 1981–1990
- Daegu ( Südkorea) – Unfall an Bahnübergang und anschließender Auffahrunfall: 14. Mai 1981 – An einem Bahnübergang in der Nähe von Daegu erfasste ein Schnellzug von Pusan nach Seoul ein Motorrad, bremste und blieb stehen. Ein folgender Nahverkehrszug fuhr auf, entweder weil eine Signalstörung vorlag oder weil der Lokomotivführer des zweiten Zugs ein haltzeigendes Signal überfuhr. 54 Menschen starben.[84]

- Mansi ( Indien) – Sturz von Brücke: 6. Juni 1981 – Der Kalka Mail stürzte aus nicht völlig geklärter Ursache bei Mansi in Bihar in den vom Monsun stark angeschwollenen Bagmati. Mindestens 250 Menschen starben, vielleicht auch bis zu 600, oder wurden dauerhaft vermisst.

- Gagra ( Sowjetunion) – Frontalzusammenstoß: 25. Juni 1981 – In dem in Georgien / Abchasien gelegenen Badeort Gagra stießen ein Schnellzug und ein Regionalzug frontal zusammen.[Anm. 14] Mindestens 70 Menschen starben[84], weitere 140 wurden verletzt.

- Bhanwar Tonk ( Indien) – Auffahrunfall: 7. Juli 1981[85], 16. Juli 1981[77] oder 21. Juli 1981[86] – Nahe dem Bahnhof Bhanwar Tonk in Madhya Pradesh fuhr ein Güterzug auf den Narmada Express auf. Mindestens 50 Menschen starben, 43 weitere wurden verletzt.[87]

- Niri ( Volksrepublik China) – Brückeneinsturz: 9. Juli 1981 – Nachdem nachts eine Schlammlawine die Eisenbahnbrücke über den Liziyida, einen Zufluss zum Dadu He, im Zuge der Chengdu-Kunming-Bahn im Kreis Ganluo in der Provinz Sichuan weggerissen hatte, fuhr ein Zug in die Lücke. Lokomotive und zwei Wagen stürzten knapp 20 Meter in die Tiefe. Mehr als 200 Menschen (nach anderer Quelle: 360) starben. Dies war der folgenreichste Eisenbahnunfall in der Geschichte Chinas.

- Bouhalouane ( Algerien) – Zusammenstoß durch entlaufene Wagen: 27. Januar 1982 – In einer Steigung kuppelte das Personal eines liegengebliebenen Zuges von Oran nach Algier die Lokomotive vom Zug ab. Die Bremsen der Wagen hielten diesen nicht, er rollte bergab und stieß im Bahnhof von Bouhalouane mit einem dort stehenden Güterzug zusammen. 131 Menschen starben, 200 wurden darüber hinaus verletzt.

- Agra ( Indien) – Frontalzusammenstoß: 27. Januar 1982 – In dichtem Nebel stießen bei Agra ein um Stunden verspäteter Schnellzug und ein Güterzug frontal zusammen, weil der Lokomotivführer des Personenzugs, er kam ums Leben, wohl ein „Halt“ zeigendes Signal nicht gesehen hatte. 63 Menschen starben, weitere 41 wurden verletzt.[88][89]

- Bàu Cá ( Vietnam) – Entgleisung wegen überhöhter Geschwindigkeit: 17. März 1982 – Ein zu schnell fahrender Zug von Nha Trang nach Ho-Chi-Minh-Stadt entgleiste hinter dem Bahnhof von Dau Giay bei Bàu Cá bei Streckenkilometer 1652 der Bahnstrecke Hanoi–Ho-Chi-Minh-Stadt in der Provinz Dong Nai. In einem acht Kilometer langen Gefälle von 15 ‰ durchfuhr der Zug einen engen Bogen mit der überhöhten Geschwindigkeit von 100 km/h. Die Lokomotive und elf oder zwölf Wagen entgleisten, stürzten um und kamen etwa 20 Meter vom Gleis entfernt zu liegen. Mehr als 200 Menschen starben, darunter beide Lokomotivführer.[90] 10 Jahre später, 1992, wurde die Strecke an dieser Stelle umgebaut und der Bogenradius vergrößert.[91]

- Andhra Pradesh ( Indien) – Zusammenstoß an Bahnübergang: 20. März 1982 – An einem Bahnübergang wurde ein Touristenbus von einem Zug, der von Mangalore nach Neu-Delhi unterwegs war, erfasst. 59 Menschen starben, 25 weitere wurden verletzt.[92][93]

- Tepic ( Mexiko) – Entgleisung: 12. Juli 1982 – Ein Zug, der von Nogales nach Guadalajara unterwegs war, entgleiste und stürzte in eine Schlucht. 52 Menschen starben, mehr als 120 wurden darüber hinaus verletzt.[94][Anm. 15]

- Guaymas ( Mexiko) – Auffahrunfall: 20. Februar 1983 – Auf einen Zug, der von Nogales nach Guadalajara unterwegs war, fuhr in der Nähe von Guaymas ein Güterzug auf und explodierte. 56 Menschen starben, 78 wurden darüber hinaus verletzt.[Anm. 16]

- Ishwardi ( Bangladesch) – Brückeneinsturz: 22. März 1983 – Eine Brücke in der Provinz Ishwardi stürzte aufgrund mangelnder Bauunterhaltung unter einem darüber fahrenden Zug ein. Mindestens 60 Menschen starben.

- Heilbronn ( BR Deutschland) – Entgleisung: 12. August 1984 – Der Nachtschnellzug D 890 von Stuttgart nach Hamburg-Altona kam aus dem Bereich einer Baustelle, die er auf dem Gleis der Gegenrichtung passierte. Bei der Einfahrt nach Heilbronn sollte er wieder auf das „rechte“ Gleis wechseln. Das geschah mit weit überhöhter Geschwindigkeit. Er entgleiste. Drei Tote, darunter der baden-württembergische Landtagsabgeordnete Josef Wilhelm Hauser, und 56 Verletzte waren die Folge.

- Chargoon ( Indien) – Zerstörte Brücke: 16. August 1984 – In der Nähe des Bahnhofs von Chargoon, Madhya Pradesh, wurde durch Hochwasser eine Eisenbahnbrücke weggespült. In diese Lücke fuhr ein Personenzug und stürzte in den Fluss. 56 Menschen starben 120 wurden darüber hinaus verletzt.

- Awash ( Äthiopien) – Entgleisung: 14. Januar 1985 – Vier der fünf Wagen eines mit etwa 1000 Reisenden besetzten Personenzuges entgleisten in der Nähe der Stadt Awash auf der Bahnstrecke Dschibuti–Addis Abeba in Äthiopien wegen überhöhter Geschwindigkeit bei der Querung des Flusses Awash und stürzten in den Abgrund. 428 Tote und darüber hinaus etwa 500 Verletzte waren die Folge.

- Rajnandgaon ( Indien) – Brand eines Zuges: 23. Februar 1985 – Etwa 100 Menschen starben[95], als ein Schnellzug in Rajnandgaon bei Kalkutta in Brand geriet.[96][85][97]

- Mosambik ( Mosambik) – Eisenbahnunfall: 2. August 1985 – Bei einem Eisenbahnunfall starben 58 Menschen, 160 wurden darüber hinaus verletzt. Nach Angabe der Regierung war es ein betrieblich bedingter Unfall. Die Guerillas behaupteten einen von ihnen durchgeführten Sabotageakt als Ursache.[98]

- Moimenta-Alcafache ( Portugal) – Frontalzusammenstoß: 11. September 1985 – Der Sud-Express stieß bei Alcafache auf der Beira Alta-Strecke frontal mit einem Regionalzug zusammen. Mindestens 113 Menschen starben.

- Limache ( Chile) – Frontalzusammenstoß: 17. Februar 1986 – Aufgrund einer Reihe von Defekten an der Eisenbahninfrastruktur und dem Versagen des Fahrdienstleiters kam es zwischen den Bahnhöfen Peñablanca und Limache zum Frontalzusammenstoß zweier Triebwagen. Mindestens 58 Menschen starben, darüber hinaus wurden 518 verletzt. Dies war der folgenschwerste Eisenbahnunfall in Chile.

- Khagaria ( Indien) – Zusammenstoß: 10. März 1986 – Bei einem Zusammenstoß in Khagaria, Bihar, starben mehr als 50 Menschen, 200 wurden darüber hinaus verletzt.[99][100]

- Palamau-Distrikt ( Indien) – Zusammenstoß: 6. August 1986 – Der Schnellzug vom Bahnhof Tatanagar Junction (Jamshedpur) nach Amritsar fuhr auf einen stehenden Güterzug auf, wobei zwei Personenwagen in einen Fluss stürzten. 52 Menschen starben, 35 wurden darüber hinaus verletzt.[99][Anm. 17]

- Chase ( Vereinigte Staaten) – Zusammenstoß: 4. Januar 1987– Bei einem Zusammenstoß bei Chase, Maryland starben 16 Menschen, weitere 175 wurden verletzt. In der Folge wurden alle Fahrzeuge, die mit dem alten Pulse Code Cab Signaling ausgestattet waren, um eine computerisierte Geschwindigkeitsüberwachung LSL ergänzt sowie verdachtsunabhängige Drogentests für Lokführer eingeführt.

- São Paulo ( Brasilien) – Zusammenstoß: 17. Februar 1987 – Wartungsarbeiten führten zu einer Signal- und Weichenstellung, die zwei überfüllte Pendlerzüge zusammenstoßen ließ. Mehr als 69 Menschen starben, 150 wurden darüber hinaus verletzt.[101]

- Kasumbalesa ( Zaire) – Unfall an Bahnübergang: 2. Juli 1987 – An einem Bahnübergang fuhr ein Lkw einem Personenzug in die Flanke und kippte dessen ersten Wagen um, der wiederum zwei weitere Wagen nach sich zum Entgleisen brachte. 128 Menschen starben.[101]

- Manchieral ( Indien) – Entgleisung: 9. Juli 1987 – Der Dakshin Express von Hyderabad nach Neu-Delhi entgleiste, nachdem bei Manchieral, Andhra Pradesh, ein Bahndamm weggespült worden war. Dabei kamen 70 Menschen ums Leben.

- Kamensk-Schachtinski ( Sowjetunion) – Auffahrunfall: 7. August 1987 – Nachdem der größte Teil der Bremsanlage eines schweren Güterzugs außer Funktion gesetzt worden war, beschleunigte dieser in einem langen Gefälle auf mehr als das Doppelte der zulässigen Geschwindigkeit. Die Wagen entgleisten. Die Lok blieb im Gleis und fuhr mit etwa 140 km/h auf einen Personenzug auf, der im Bahnhof von Kamensk-Schachtinski planmäßig hielt. 106 Menschen starben und etwa 100 wurden darüber hinaus verletzt.

- Bintaro ( Indonesien) – Frontalzusammenstoß: 19. Oktober 1987 – Nach einem Fahrdienstleiterfehler stießen zwischen den Bahnhöfen Kebayoran und Sudimara zwei Personenzüge frontal zusammen. 153 Menschen starben.

- Qiewu ( Volksrepublik China) – Entgleisung: 24. Januar 1988 – Der Schnellzug Nr. 80 von Kunming nach Shanghai, entgleiste bei Qiewu. Dabei starben mindestens 88 Menschen, weitere 62 wurden verletzt.

- Arsamas ( Sowjetunion) – Explosion: 4. Juni 1988 – In der russischen Stadt Arsamas explodierten drei mit etwa 120 Tonnen Sprengstoff beladene Güterwagen. 91 Menschen starben, etwa 1500 wurden verletzt.

- Paris ( Frankreich) – Auffahrunfall infolge deaktivierter Bremse: 27. Juni 1988 – Nach einer Notbremsung eines aus acht Wagen bestehenden Triebzuges wurden vom Personal versehentlich die Bremsen der hinteren sieben Wagen des Zuges außer Funktion gesetzt. Dieser Fehler wurde erst kurz vor dem Bahnhof Gare de Lyon bemerkt, als der Zug im Gefälle der Einfahrt in den dortigen Tiefbahnhof nicht mehr bremsen konnte und auf einen dort stehenden Zug auffuhr. 56 Menschen starben, 32 weitere wurden schwer verletzt.

- Ashtamudisee ( Indien) – Entgleisung: 8. Juli 1988 – Mindestens 105 Menschen ertranken, als der „Island Express“ auf einer Brücke über den Ashtamudisee, Kerala, entgleiste und in den See stürzte.

- Tongi ( Bangladesch) – Frontalzusammenstoß: 15. Januar 1989 – Zwei völlig überbesetzte Schnellzüge stießen im Bahnhof von Tongi frontal zusammen. Mindestens 130 Menschen starben.

- Bahnstrecke Dschibuti–Addis Abeba ( Äthiopien) – Zusammenstoß: 2. März 1989 – Ein Güterzug, auf dem zahlreiche „Blinde Passagiere“ mitreisten, kollidierte mit drei leeren Eisenbahnwagen. 57 Menschen starben, 54 wurden darüber hinaus verletzt.[102]

- Lalitpur ( Indien) – Entgleisung: 18. April 1989 – Ein Zug entgleiste in Uttar Pradesh. 75 Menschen starben.

- Tepic ( Mexiko) – Bremsversagen: 4. Mai 1989 – Wegen Bremsversagen geriet ein Zug in einer Gefällestrecke außer Kontrolle. In einer Kurve wurden die Lokomotive und drei Wagen aus dem Gleis geworfen und stürzten in eine Schlucht. Je nach Quelle werden 20 bis 52 Todesopfer angegeben.

- Ascha ( Sowjetunion) – Gasexplosion: 4. Juni 1989 – Etwa zehn Kilometer südwestlich der Stadt Ascha, in der Nähe von Ufa, explodierte ausströmendes Gas aus einer beschädigten Pipeline in dem Moment, als zwei Personenzüge vorbeifuhren. Mindestens 575 Menschen starben.

- Guasave ( Mexiko) – Brückeneinsturz: August 1989[Anm. 18] – Bei Guasave stürzte nach einer Unterspülung eine Brücke ein, als ein Zug sie befuhr. 104 Menschen kamen ums Leben.

- Moghulsari ( Indien) – Entgleisung: 1. November 1989 – In der Nähe des Bahnhofs Moghulsari, Uttar Pradesh, entgleisten zehn der 18 Wagen des Toofan-Express. 58 Menschen starben, 60 weitere wurden schwer verletzt.[103]

- Mossul ( Irak) – Entgleisung: 10. November 1989 – Südlich von Mossul, Irak, entgleiste ein Reisezug. Mehr als 50 Menschen starben, zahlreiche wurden verletzt. Da die Regierung und die von ihr gesteuerten Medien keine Angaben über Opferzahlen machten, liegen dazu keine genaueren Angaben vor.[104]

- Sangi ( Pakistan) – Auffahrunfall: 4. Januar 1990 – Der Nachtschnellzug „Zakaria Bahauddin“ der Pakistan Railways fuhr im Bahnhof von Sangi auf einen dort in der Überholung stehenden Güterzug auf, weil die Weiche in die Überholung nicht zurückgenommen worden war. 307 Menschen starben, 400–700 (je nach Quelle) wurden darüber hinaus verletzt.

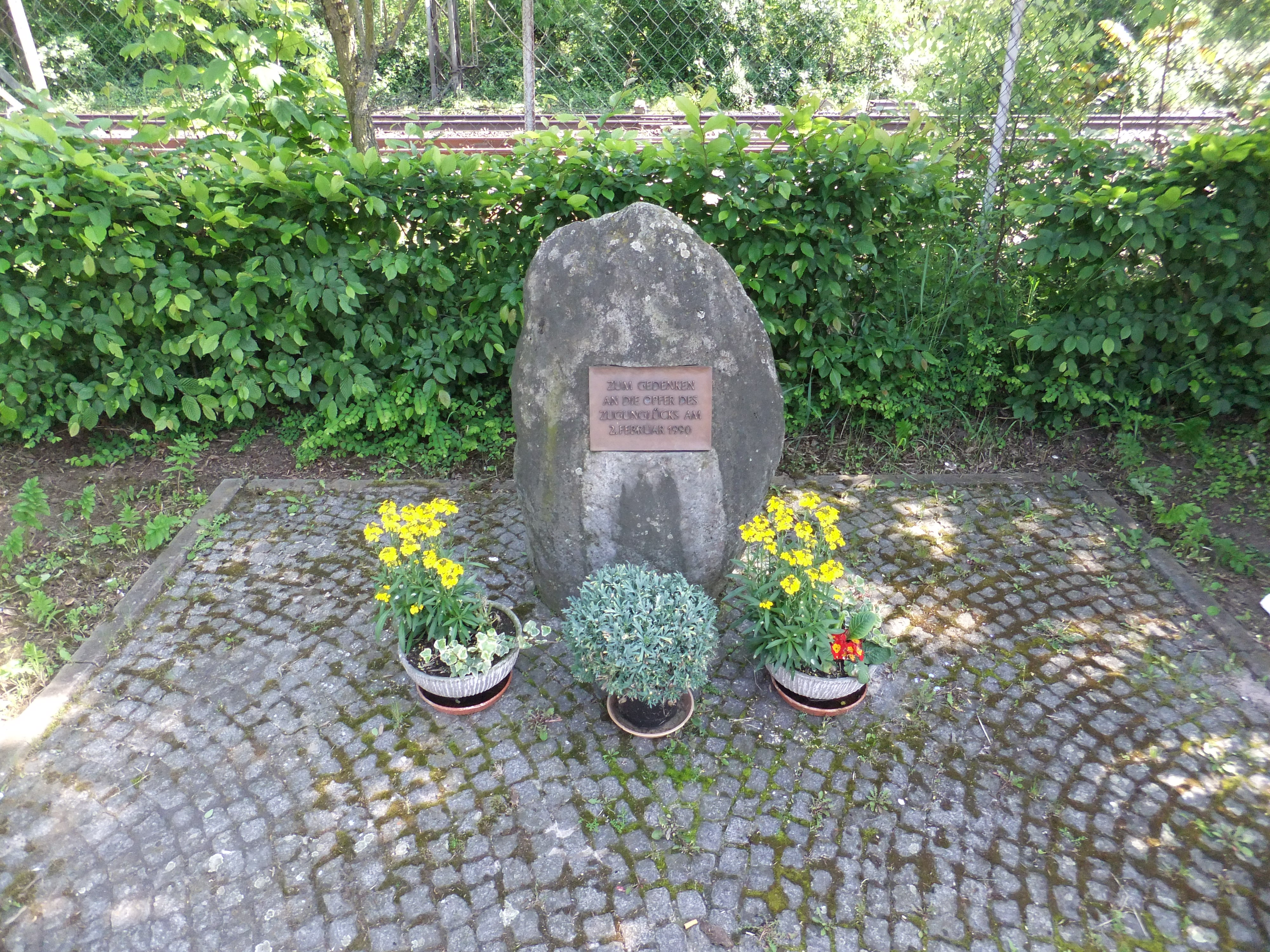
Gedenkstein in der Nähe des Rüsselsheimer Bahnhofs zum Andenken an den Eisenbahnunfall

- Rüsselsheim ( BR Deutschland) – Zusammenstoß zweier S-Bahn-Züge: 2. Februar 1990 – Nachdem bei der Ausfahrt aus dem Bahnhof Rüsselsheim eine S-Bahn ein „Halt“ zeigendes Signal überfuhr, kam es trotz Zwangsbremsung zum Frontalzusammenstoß mit einer entgegenkommenden S-Bahn, weil der Durchrutschweg für die erreichte Geschwindigkeit zu kurz war. 17 Menschen starben, 145 Menschen wurden schwer verletzt. In der Folge wurde mit der PZB 90 eine verbesserte Punktförmige Zugbeeinflussung eingeführt.

- Patna ( Indien) – Brand eines Zuges: 16. April 1990 – Mindestens 70 Menschen[105] starben, als ein Vorortzug bei Patna in Brand geriet.

- Mangra ( Indien) – Auffahrunfall: 25. Juni 1990 – Ein Güterzug fuhr in Mangra, Bihar, auf einen Personenzug auf. Dabei starben 60 Menschen.[99]

### 1991–2000
- Nacala ( Mosambik) – Entgleisung: 4. März 1991 – Ein außer Kontrolle geratener Zug entgleist bei Nacala. 96 Menschen starben.[106]

- Santa Clara ( Kuba) – Entgleisung: 6. April 1991 – Ein Zug entgleist bei Santa Clara. 56 Menschen starben.[106]

- Ghotki ( Pakistan) – Auffahrunfall: 8. Juni 1991 – Ein mit 800 Reisenden besetzter Zug fuhr im Bahnhof von Ghotki auf einen stehenden Güterzug auf. Mehr als 100 Menschen starben.

- Dire Dawa ( Äthiopien) – Entgleisung: 22. Juni 1991 – Ein Zug entgleiste bei Dire Dawa. 50 Menschen starben.[106]

- Mvoungouti ( Republik Kongo) – Frontalzusammenstoß: 6. September 1991 – Ein von Pointe-Noire nach Brazzaville fahrender Personenzug stieß mit einem beladenen Güterzug zusammen. 133 Menschen starben.

- Ngai Ndethya ( Kenia) – Brückeneinsturz: 30. Januar 1993 – Ein mit 600 Reisenden besetzter Personenzug in Richtung Mombasa stürzte bei Ngai Ndethya in einen Fluss, nachdem die Eisenbahnbrücke weggespült worden war. 65 Menschen starben.

- Liaoning ( Volksrepublik China) – Zusammenstoß mit Bus: 31. Januar 1993 – Der Schnellzug Nr. 77 von Chifeng nach Dalian stieß an einem nicht besetzten unbeschrankten Bahnübergang mit einem überbesetzten Reisebus zusammen. 66 Menschen starben, 28 wurden darüber hinaus verletzt.[107]

- Busan ( Südkorea) – Defektes Gleis: 28. März 1993 – Bei der Einfahrt des Schnellzugs von Seoul nach Busan gaben bei der Einfahrt in den Zielbahnhof 30 Meter Gleis nach und acht Wagen entgleisten. 79 Menschen kamen ums Leben.

- Darbhanga Distrikt, Bihar ( Indien) – Ohne Angabe der Unfallart: 16. Juli 1993 – 60 Menschen sterben bei einem Eisenbahnunfall.[77]

- Ohne genaue Ortsangabe ( Mosambik) – Entgleisung: 13. September 1993 – Im „Nordteil des Landes“ entgleiste ein Zug. 77 Menschen starben.[108]

- Chhabra ( Indien) – Zusammenstoß: 21. September 1993 – Beim Zusammenstoß eines Personen- und eines Güterzuges starben 71 Menschen.

- Durban ( Südafrika) – Entgleisung: 8. März 1994 – Bei der Entgleisung eines mit etwa 800 Fahrgästen besetzten Vorortzuges westlich von Durban starben 65 Menschen, 370 wurden darüber hinaus verletzt.

- Tolunda ( Angola) – Bremsversagen: 22. September 1994 – Aufgrund defekter Bremsen entgleiste ein Zug und stürzte in eine Schlucht. 300 Menschen starben.

- Wuntho ( Myanmar) – Entgleisung: 30. Dezember 1994 – Ein Personenwagen eines Zuges, der von Mandalay nach Myitkyina unterwegs war, entgleiste auf einer Brücke bei Wuntho und stürzte in eine Schlucht. Dabei starben 102 Menschen.

- Salem ( Indien) – Zusammenstoß: 14. Mai 1995 – Der Schnellzug von Madras nach Kanyakumari stieß bei Salem, Tamil Nadu, mit einem Güterzug zusammen. 52 Menschen starben.[85]

- Firozabad ( Indien) – Auffahrunfall nach falschem Signal: 20. August 1995 – Aufgrund einer vorzeitig freigegebenen Strecke, auf der ein Zug liegen geblieben war, kam es beim Bahnhof Firozabad zum Zusammenstoß zweier stark besetzter Nachtzüge, die nach Delhi unterwegs waren. 335 Menschen starben.

- Baku ( Aserbaidschan) – Tunnelbrand der U-Bahn: 28. Oktober 1995 – Wegen eines technischen Defekts in der elektrischen Anlage eines Zuges der Metro Baku geriet der vollbesetzte Zug im Tunnel nahe der Station Ulduz in Brand. Dabei starben 303 Menschen. Die Katastrophe gilt als der folgenschwerste Unfall in der Geschichte der U-Bahn weltweit.

- Badrshein ( Ägypten) – Auffahrunfall nach überfahrenem Signal: 21. Dezember 1995 – Bei dichtem Nebel kam es im Bahnhof von Badrshein, etwa 21 km südlich von Kairo, zu einem Auffahrunfall: In einen planmäßig dort haltenden Zug von Gizeh nach Bani Suwaif fuhr ein zweiter von Kairo nach Assuan hinein, nachdem er ein „Halt“ gebietendes Signal überfahren hatte. Der Lokomotivführer soll unter Drogen gestanden haben.[109] 75 Menschen starben, etwa 70 wurden verletzt.[110]

- Kiazi ( Republik Kongo) – Entgleisung: 6. April 1996 – In der Nähe des Bahnhofs Kiazi, südöstlich von Brazzaville, entgleiste ein überladener Güterzug, mit dem viele „blinde Passagiere“ reisten. Bis zu 100 Tote waren die Folge.[109]

- Domingarh ( Indien) – Zusammenstoß: 18. April 1996 – Der Personenzug von Gorakhpur nach Gonda fuhr in Domingarh, Uttar Pradesh, auf einen haltenden Güterzug auf. 60 Menschen kamen ums Leben.[111]

- Ohne Ort ( Sambia) – Zusammenstoß mit Tanklastzug: 7. Juni 1996 – Ein Tankwagen stieß mit einem Zug zusammen und ging in Flammen auf. 50 Tote waren die Folge.[109]

- Piacenza ( Italien) – Entgleisung: 1. Januar 1997 – Im Bahnhof Piacenza entgleiste der mit 150 Personen besetzte Pendolino Mailand–Rom. 8 Menschen starben. Ursache war vermutlich ein Mangel am Oberbau. Da der frühere italienische Staatspräsident Francesco Cossiga an Bord des Zuges war, kam das Gerücht der Sabotage auf.[112]

- Mirshah ( Pakistan) – Auffahrunfall: 3. März 1997 – Im Bahnhof Mirshah, Punjab, Pakistan stieß der einfahrende Zulfikar Express nach einem Bremsversagen mit einem dort in einem Stumpfgleis stehenden zweiten Zug zusammen. 125 Menschen starben.

- Rongjiawan ( Volksrepublik China) – Auffahrunfall: 29. April 1997 – Im Bahnhof von Rongjiawan, Yueyang, Hunan, fuhr aufgrund fehlerhaft geschalteter Signale ein einfahrender Zug auf einen dort stehenden Zug auf. 126 Menschen starben, 200 wurden darüber hinaus verletzt.

- Port-Sainte-Foy-et-Ponchapt ( Frankreich) – Zusammenstoß: 8. September 1997 – Schwerster Unfall an einem Bahnübergang in Frankreich. Auf der Bahnstrecke Libourne–Buisson kam es zu einer Kollision mit einem Kohlenwasserstoff-beladenen Lastwagen, der beim Aufprall explodierte und sich entzündete. 13 Menschen waren auf der Stelle tot, 43 wurden verletzt, davon 10 schwer, von denen nicht alle überlebten.[113]

- Champa ( Indien) – Entgleisung: 14. September 1997 – Mindestens 77 Menschen starben – die unterschiedlichen Angaben reichen bis zu „mehr als 120 Toten“ – als der Ahmedabad-Howrah Express auf einer Brücke entgleiste und einige Wagen in einen Fluss stürzten.

- Masit ( Indien) – Auffahrunfall: 5. Januar 1998 – Beim Bahnhof Masit fuhr ein Personenzug auf einen Schnellzug auf, der auf der Strecke liegen geblieben war. Mindestens 51 Menschen starben.

- Yaoundé ( Kamerun) – Explosion: 15. Februar 1998 – Nachdem bei Yaoundé ein mit Treibstoff beladener Zug entgleist war, fuhr ein zweiter hinein. Zwei Kesselwagen explodierten. 220 Menschen starben.

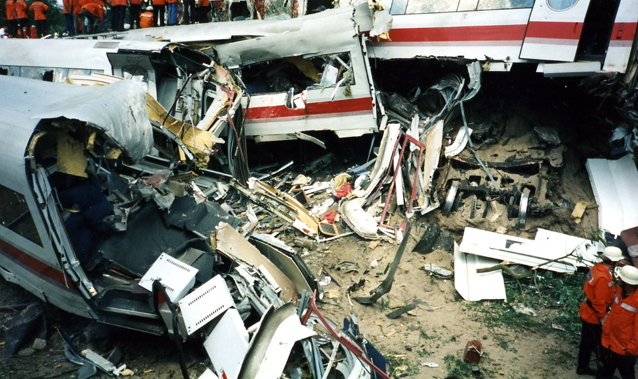
Eschede – Die hinteren Wagen des ICE schoben sich ineinander.

- Eschede ( Deutschland) – Entgleisung und Brückeneinsturz: 3. Juni 1998 – Nahe der Stadt Eschede entgleiste ein ICE 1 aufgrund eines gebrochenen Radreifens und kollidierte dabei mit einer Brücke. 101 Menschen kamen ums Leben, 88 weitere wurden schwer verletzt. Es handelt sich um den schwersten Eisenbahnunfall in der Geschichte der Bundesrepublik Deutschland.

- Khanna ( Indien) – Entgleisung und Zusammenstoß: 26. November 1998 – Nachdem Wagen des Golden Temple Express, der nach Amritsar unterwegs war, entgleisten, fuhr der Jammu Tawi-Sealdah Express bei Khanna, Punjab, in diese Wagen hinein. Dabei starben mindestens 209 Menschen.

- Wuppertal ( Deutschland) – Schwebebahnunfall: 12. April 1999 – Auf der Wuppertaler Schwebebahn entgleiste in der Nähe der Station Robert-Daum-Platz beim Aufprall auf eine nach Bauarbeiten vergessene Stahlkralle ein Zug. Fünf Menschen starben, 49 weitere wurden schwer verletzt. Es war der schwerste Unfall einer Schwebebahn.

- Minsk ( Belarus) – Panik: 29. Mai 1999 – 52 Menschen starben und mehr als 150 wurden verletzt, als 2000 Menschen versuchten, gleichzeitig in eine U-Bahn-Station in Minsk zu drängen. Die Menge kam von einem Rock-Konzert, wurde von einem Hagel-Sturm überrascht und versuchte in die U-Bahn-Station zu flüchten. Fallende Menschen wurden niedergetrampelt. Unter den Opfern waren viele Jugendliche und zwei Polizisten.[114]

- Gaisal ( Indien) – Frontalzusammenstoß: 2. August 1999 – Beim Zusammenstoß des Awadh-Assam Express und des Brahmaputra Mail in Gaisal, Westbengalen, starben 287 Menschen, 312 wurden darüber hinaus verletzt.

- London ( Vereinigtes Königreich) – Frontalzusammenstoß: 5. Oktober 1999 – Beim Frontalzusammenstoß zweier Züge in Ladbroke Grove starben 31 Menschen und 523 wurden verletzt. Es handelte sich um den schwersten Unfall in der Geschichte der Great Western Main Line. Der Unfall trug wesentlich dazu bei, dass die Bahnreform in Großbritannien zurückgenommen wurde.

- Zentral-Nigeria ( Nigeria) – Zusammenstoß mit Lkw: 18. Dezember 1999 – Auf einem Bahnübergang fuhr ein mit Händlern besetzter Lastwagen in einen Zug: Mindestens 50 Tote waren die Folge.[109]

- Kaprun ( Österreich) – Brand im Tunnel: 11. November 2000 – Bei einer Brandkatastrophe im Tunnel der Standseilbahn zum Kitzsteinhorn in Kaprun starben 155 Menschen. Ursache war ein in Brand geratener Heizlüfter. Die anschließende Untersuchung und das strafrechtliche Verfahren kamen zu dem Ergebnis, dass der Fehler nicht vorhersehbar gewesen sei.

## 21. Jahrhundert

### 2001–2010
- Mvoungouti ( Republik Kongo) – Zusammenstoß: 10. Januar 2001 – Zwei Güterzüge der Chemin de fer Congo-Océan (CFCO), auf denen auch zahlreiche Schwarzfahrer unterwegs waren, stießen zwischen Pointe-Noire und Dolisie zusammen. Mindestens 50 Menschen starben.

- Kadalundi ( Indien) – Entgleisung: 22. Juni 2001 – Der Mangalore Mail von Mangalore nach Chennai entgleiste auf der Brücke über den Kadalundi bei Kadalundi, Kerala, und stürzt in den Fluss. 52 Menschen starben, 314 wurden darüber hinaus verletzt.

- Minot ( Vereinigte Staaten) – Entgleisung nach Schienenbruch: 18. Januar 2002 – Westlich von Minot, North Dakota, entgleiste ein Güterzug, wobei fünf unter Druck stehende Kesselwagen, die giftiges, ätzendes Ammoniak als druckverflüssigtes Gas geladen hatten, barsten. Ein Anwohner starb, zahlreiche wurden verletzt, etwa 11.600 Einwohner mussten evakuiert werden.

- Ayyat ( Ägypten) – Explosion einer Gasflasche: 20. Februar 2002 – Nach der Explosion einer Gasflasche in einem überbesetzten Zug von Kairo nach Luxor brennen sieben Wagen der 3. Klasse aus, bevor der Zug im Bahnhof von Ayyat zum Stehen kommt. Dabei starben 383 Menschen.

- Tenga ( Mosambik) – Zusammenstoß zwischen Zug und entlaufenen Wagen: 26. Mai 2002 – Vorübergehend abgestellte, mit 600 Reisenden besetzte Wagen setzten sich in einem Gefälle eigenständig in Bewegung und kollidierten mit der Lokomotive, die gerade den Rest des Zuges die Steigung hinaufzog. 192 Tote und 167 Verletzte waren die Folge.

- Igandu ( Tansania) – Zusammenstoß von Personen- und Güterzug: 24. Juni 2002 – Ein an einer Steigung in der Nähe von Dodoma zum Stehen gekommener Personenzug rollte zurück, die Bremsen versagten. Er stieß mit einem Güterzug zusammen, der ebenfalls die eingleisige Strecke befuhr. Mindestens 281 der rund 1.000 Fahrgäste starben.

- Rafiganj ( Indien) – Entgleisung: 10. September 2002 – Der Rajdhani Express, der Kalkutta mit Neu-Delhi verbindet, entgleiste auf der Brücke über den Fluss Dhave beim Bahnhof Rafiganj bei Gaya, zwei Wagen stürzten in den Fluss. Mehr als 130 Menschen starben, 50 wurden vermisst, mehr als 150 verletzt. Die offizielle Untersuchung kam zu dem Ergebnis, dass Laschen an Schienenstößen entfernt worden waren. Es blieb aber umstritten, ob es ein Anschlag oder ein Unfall aufgrund mangelnder Unterhaltung des Oberbaus war.

- Dete ( Simbabwe) – Verstoß gegen Sicherheitsvorschriften bei defekter Signalanlage: 1. Februar 2003 – Bis zu 50 Menschen starben, als ein mit 1100 Fahrgästen besetzter Personenzug bei Dete mit einem entgegenkommenden Güterzug frontal zusammenstieß. Die Signalanlage war defekt und es wurde gegen Sicherheitsregeln verstoßen, die in einem solchen Fall einzuhalten waren.

- Vaibhavwadi ( Indien) – Entgleisung: 22. Juni 2003[115] – Ein in der Ferienzeit eingesetzter Sonderzug zwischen Karwar und Mumbai fuhr in einen durch Monsunregen ausgelösten Erdrutsch. Dabei starben 51 Menschen.

- Nischapur ( Iran) – Ein mit Chemikalien beladener Zug explodiert: 18. Februar 2004 – Ein Güterzug setzte sich führerlos nahe der iranischen Stadt Nischapur (auch Neyschabur) in Bewegung und entgleiste, worauf einige Wagen in Brand gerieten. Während der Löscharbeiten explodierten mehrere Kesselwagen. 320 Menschen starben, vorwiegend Feuerwehrleute, 460 wurden verletzt.

- Ryongchŏn ( Nordkorea) – Explosion eines Tankzuges: 22. April 2004 – Nach nordkoreanischen Angaben stießen auf dem Bahnhof von Ryongchŏn gegen 13:00 Uhr Ortszeit ein mit Öl beladener und zwei mit dem Düngemittel Ammoniumnitrat beladene Wagen beim Rangieren zusammen. Dabei soll ein Mast der Oberleitung umgestoßen worden sein und der erzeugte Kurzschluss-Lichtbogen die Explosion des Ammoniumnitrats ausgelöst haben. 161 Menschen kamen ums Leben und 40 % der Stadt wurden zerstört.

- Seenigama ( Sri Lanka) – vollbesetzter Expresszug wird von Tsunami-Welle erfasst: 26. Dezember 2004 – Der mit rund 2.000 Personen besetzte Express von Vavuniya über Colombo nach Matara auf Sri Lanka wurde 20 Kilometer vor der Stadt Galle beim Ort Seenigama von der durch das Erdbeben im Indischen Ozean 2004 ausgelösten 10 m hohen Tsunami-Welle erfasst und von den Gleisen gerissen. Lediglich etwa 150 Personen wurden gerettet, ungefähr 1800 Menschen starben, die meisten ertranken. Dies ist der schwerste Eisenbahnunfall weltweit.

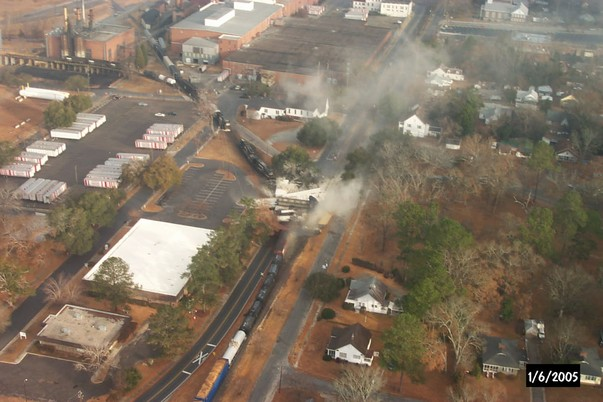
Luftaufnahme des Unfalls von Graniteville

- Graniteville (South Carolina,  Vereinigte Staaten) – Auffahrunfall eines Güterzugs auf einen zweiten: 6. Januar 2005 – Durch eine falsch gestellte Weiche fuhr in der Nähe der Stadt Graniteville in South Carolina ein Güterzug auf einen zweiten auf. Aus der Ladung entweichendes Chlor tötete 9 Menschen. Bei rund 250 Bewohnern kam es zu Atemwegsschädigungen. 5400 Einwohner, die in einem Umkreis von 1,5 km um den Unfallort herum wohnten, mussten evakuiert werden.

- Crevalcore (Emilia-Romagna,  Italien) – Frontalzusammenstoß: 7. Januar 2005 – Der Interregio überfuhr das geschlossene Ausfahrsignal der Kreuzungsstation auf der eingleisigen Strecke mit hoher Geschwindigkeit und stieß mit dem Interregio frontal zusammen. Der Unfall tötete 17 Menschen, darunter die Lokomotivführer der beiden Züge. Die Fahrzeuge waren mit dem Zugbeeinflussungssystem SCMT ausgerüstet gewesen, jedoch die Strecke nicht, sodass das System unwirksam war. Der Unfall hatte die beschleunigte Einführung der Streckeninstallation von SCMT zur Folge.[116]

- Kanhan ( Indien) – Kollision an Bahnübergang: 3. Februar 2005 – 58 Menschen starben, als bei Kanhan im Bundesstaat Maharashtra ein Traktor mit Anhänger auf einem unbeschrankten Bahnübergang liegenblieb, der Gäste einer Hochzeit transportierte. Er wurde von einem Lokalzug von Kanhan Junction nach Ramtek erfasst.[117]

- Amagasaki ( Japan) – Entgleisung wegen überhöhter Geschwindigkeit: 25. April 2005 – Ein mit etwa 700 Personen besetzter Eilzug von Takarazuka nach Dōshisha-mae entgleiste bei Osaka zwischen den beiden Bahnhöfen Tsukaguchi und Amagasaki in einem Bogen, wobei die ersten zwei Wagen gegen ein Wohnhaus geschleudert wurden. 107 Menschen wurden getötet, 549 verletzt. Der Lokomotivführer des Zugs hatte die Geschwindigkeit nicht auf die vorgeschriebenen 70 km/h reduziert.

- Sarhad ( Pakistan) – Dreifachzusammenstoß: 12. Juli 2005 – Aufgrund einer falsch programmierten Signalanlage fuhr im Bahnhof Sarhad in der Provinz Sindh im Süden Pakistans der Karachi Express aus Lahore nach Karatschi auf den dort liegen gebliebenen Quetta Express auf. In die Trümmer fuhr der aus der Gegenrichtung von Karatschi kommende Tezgam Express hinein. 137 Menschen kamen dabei ums Leben.

- Brandywine Falls Provincial Park ( Kanada) – Entgleisung: 5. August 2005 – Neun (?) Kesselwagen der Canadian National Railway befüllt mit Natriumhydroxid stürzten in den Cheakamus River* geschätzt 500.000 Fische starben.

- Valigonda ( Indien) – Weggespülte Brücke: 29. Oktober 2005 – Bei Valigonda im indischen Bundesstaat Andhra Pradesh stürzte der Delta Express, nachdem eine Brücke nach einem Dammbruch weggespült worden war, in einen Fluss. 114 Menschen starben.

- Likeri ( Demokratische Republik Kongo) – Brückenunfall: 28. November 2005 – Bei der Überfahrt eines Zuges der Société Nationale des Chemins de fer du Congo über eine Brücke auf der Fahrt von Lubumbashi nach Kindu im Zuge der Bahnstrecke Kamina–Kindu wurden von der Oberkonstruktion der Brücke zahlreiche Reisende, die auf den Dächern der Wagen mitfuhren, heruntergeworfen. Dabei starben etwa 60 Menschen, eine unbekannte Anzahl wurde darüber hinaus verletzt.

- Qaliub ( Ägypten) – Auffahrunfall: 21. August 2006 – Aufgrund einer Signalstörung fuhr ein Pendlerzug aus Mansura im morgendlichen Berufsverkehr auf einen vor dem Bahnhof Qaliub haltenden Zug aus Benha auf. 58 Menschen starben, 140 wurden darüber hinaus verletzt.

- Lathen ( Deutschland) – Auffahrunfall: 22. September 2006 – Auf der Transrapid-Versuchsstrecke in Lathen fuhr ein mit 31 Fahrgästen besetzter Zug mit etwa 160 km/h auf einen Werkstattwagen auf. 23 Menschen wurden getötet, 10 schwer verletzt. Dies war der folgenschwerste Unfall einer Einschienenbahn weltweit.

- Benaleka ( Demokratische Republik Kongo) – Entgleisung: 1. August 2007 – Beim Entgleisen eines Güterzuges in der Nähe Benalekas starben mehr als 100 Blinde Passagiere, 220 Menschen wurden verletzt.

- Zibo ( Volksrepublik China) – Entgleisung und Zusammenstoß: 28. April 2008 – In der Nähe von Zibo in der Provinz Shandong durchfuhr ein Schnellzug eine Baustelle mit überhöhter Geschwindigkeit und entgleiste. Ein zweiter Zug aus der Gegenrichtung fuhr in die Unfallstelle. 72 Menschen starben, 416 wurden darüber hinaus verletzt.

- Studénka ( Tschechien) – Unfall durch eingestürzte Brücke: 8. August 2008 – Bei Studénka in der Region Mähren-Schlesien fuhr ein EuroCity in die Trümmer einer zuvor eingestürzten Brücke. Dabei starben acht Menschen.

- Bilinga ( Republik Kongo) – Entgleisung: 22. Juni 2010 – Ein Personenzug, von Pointe-Noire nach Brazzaville unterwegs, entgleiste, vier Wagen stürzten in eine Schlucht. 76 Menschen starben, mindestens 745 wurden verletzt.

- Sainthia ( Indien) – Auffahrunfall: 19. Juli 2010 – Ein Schnellzug prallte auf einen anderen im Bahnhof von Sainthia haltenden Schnellzug auf. Die Unfallursache wurde nie geklärt. 66 Tote und 165 Verletzte waren die Folge.

### 2011–2020
- Fatehpur ( Indien) – Entgleisung: 10. Juli 2011 – Der mit etwa 1000 Fahrgästen besetzte Howrah-Kalka-Express von Howrah nach Delhi entgleiste bei Fatehpur im Bundesstaat Uttar Pradesh aufgrund eines „Fehlers im Oberbau“, vielleicht eines Schienenbruchs. 70 Tote und mehr als 300 Verletzte waren die Folge.

- Wenzhou ( Volksrepublik China) – Auffahrunfall: 23. Juli 2011 – Durch einen Blitzeinschlag in eine Signaleinrichtung auf der Hochgeschwindigkeitsstrecke Hangzhou–Shenzhen fuhr ein mit 558 Fahrgästen besetzter Hochgeschwindigkeitszug auf einen anderen mit 1072 Reisenden besetzten Hochgeschwindigkeitszug mit etwa 100 km/h auf einem Viadukt auf. Dabei stürzten vier Wagen von dem Viadukt ab. 40 Menschen starben, mehr als 210 wurden verletzt.

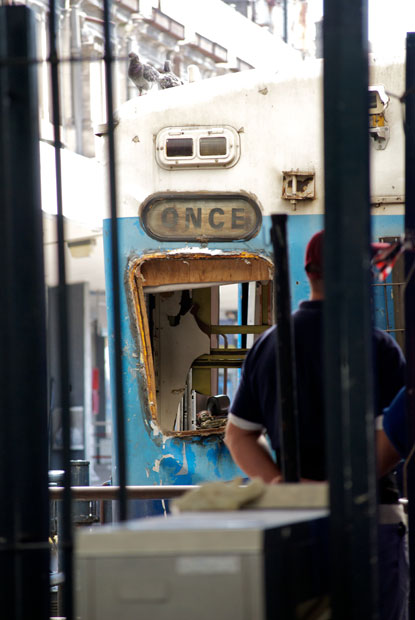
Triebwagenkopf in der Estación Once de Septiembre (2012)

- Buenos Aires ( Argentinien) – Bremsversagen: 22. Februar 2012 – Ein mit 1000 Reisenden besetzter Triebzug der Línea Sarmiento fuhr wegen Bremsversagens im Kopfbahnhof Estación Once de Septiembre in Buenos Aires gegen einen Prellbock. 51 Menschen starben, 703 wurden verletzt.

- Manfalut ( Ägypten) – Zusammenstoß auf Bahnübergang: 17. November 2012 – Beim Zusammenstoß eines Schulbusses und eines Zuges auf einem niveaugleichen Bahnübergang in Manfalut starben mehr als 50 Menschen: Der Schrankenwärter war eingeschlafen und hatte die Schranken nicht geschlossen. Die anschließenden Rettungsmaßnahmen waren nicht adäquat. Der Chef der Ägyptischen Staatsbahnen und der ägyptische Verkehrsminister traten zurück.

- Lac-Mégantic ( Kanada) – Entgleisung und Explosion von Kesselwagen: 6. Juli 2013 – Der Zug aus fünf Lokomotiven und 72 Wagen mit Rohöl entgleiste führerlos und explodierte. Das Zentrum der Ortschaft wurde zerstört. Mindestens 47 Menschen starben.

- Santiago de Compostela ( Spanien) – Entgleisung: 24. Juli 2013 – Ein Talgo-Zweikrafttriebzug, von Madrid nach Ferrol unterwegs, entgleiste wegen überhöhter Geschwindigkeit bei Santiago de Compostela. 79 Menschen starben, über 140 wurden verletzt.

- Katongola ( Republik Kongo) – Entgleisung: 22. April 2014 – Ein Güterzug, der auch von vielen blinden Passagieren benutzt wurde, entgleiste in der Nähe der Ortschaft Katongola. Nach Augenzeugenberichten fuhr der Zug mit überhöhter Geschwindigkeit, ein technisches Versagen der Lokomotive wurde vermutet. Die Zahl der getöteten Reisenden ist unklar, die Quellenangaben schwanken zwischen 48 und 100. Die Zahl der Verletzten wird auf über 150 geschätzt.

- Bachhrawan ( Indien) – Prellbocküberfahrt: 20. März 2015 – Nach Bremsversagen überfuhr der Janata Express im Bahnhof Bachhrawan den Gleisabschluss nach einer Schutzweiche. Die Lokomotive und die zwei unmittelbar folgenden Wagen entgleisten, die beiden Wagen wurden zwischen Lokomotive und nachdrückendem Zug zerquetscht. Mindestens 58 Menschen starben, etwa 150 wurden darüber hinaus verletzt.

- Éséka ( Kamerun) – Entgleisung: 21. Oktober 2016 – Der überfüllte Intercity 152 entgleiste auf der Fahrt von Yaoundé nach Douala in Éséka. Mindestens 79 Menschen starben, 600 weitere wurden verletzt.

- Kanpur ( Indien) – Entgleisung: 20. November 2016 – Bei Kanpur im indischen Bundesstaat Uttar Pradesh entgleiste der mit bis zu 2500 Fahrgästen besetzte Patna-Indore-Express. Mindestens 150 Menschen starben.

- Chitrino ( Bulgarien) – Entgleisung: 10. Dezember 2016 – Ein Güterzug mit insgesamt 24 Kesselwagen entgleiste auf der Fahrt von Burgas nach Russe in Chitrino. Dabei kollidierten die letzten Wagen mit einem Strommast. Anschließend kam es zu einer Explosion, die 20 Häuser zerstörte. Mindestens fünf Menschen starben, mindestens 29 weitere wurden verletzt.[118]

- Amritsar ( Indien) – Menschen auf dem Gleis: 19. Oktober 2018 – Beim Abbrennen eines Feuerwerks in Amritsar zum Fest Dashahara waren hunderte Menschen auch in den Gleisbereich einer Betriebsstelle ausgewichen, wo ein durchfahrender Zug zahlreiche Zuschauer überfuhr. 61 Menschen starben, 72 wurden darüber hinaus verletzt.

- Tanwari ( Pakistan) – Explodierte Gasflasche: 31. Oktober 2019 – Nachdem im fahrenden Tezgam Express von Karatschi nach Lahore eine Gasflasche explodiert war, brannten drei Personenwagen aus. 75 Menschen starben.

### 2021–2030
- Xiulin ( Taiwan) – Entgleisung: 2. April 2021 – Ein Taroko-Express entgleiste bei der Einfahrt in einen Tunnel bei Xiulin an der Ostküste Taiwans, weil ein Baustellenfahrzeug auf das Gleis gefallen war. Wahrscheinlich starben 49 Personen, nach einer älteren Meldung waren es mehr als 50.→ Hauptartikel: Eisenbahnunfall von Xiulin

- Daharki ( Pakistan) – Entgleisung und Zusammenstoß: 7. Juni 2021 – Ein Expresszug entgleiste und Wagen gerieten auf das Gegengleis, wo ein weiterer Expresszug in die umgestürzten Wagen fuhr. Mindestens 65 Menschen starben und mindestens 150 weitere wurden teilweise schwer verletzt. → Hauptartikel: Eisenbahnunfall von Daharki

- Lualaba ( Demokratische Republik Kongo) – Entgleisung: 10. März 2022 – Bei der Entgleisung eines Güterzuges in der Nähe von Buyofwe starben mehr als 60 blinde Passagiere, über 50 Menschen wurden verletzt. Sieben der 15 Wagen stürzten in eine Schlucht.[119]→ Hauptartikel: Eisenbahnunfall von Lualaba

- East Palestine, Ohio ( Vereinigte Staaten) – Entgleisung: 3. Februar 2023 – Betroffen war ein Güterzug mit etwa 50 Kesselwagen. Die Ladung enthielt auch Vinylchlorid und geriet in Brand. Der Gouverneur ordnete im Umkreis von 1,6 km eine Evakuierung an.[120][121] → Hauptartikel: Eisenbahnunfall von East Palestine

- Tembi ( Griechenland) – Frontalzusammenstoß eines Personen- und eines Güterzugs: 28. Februar 2023 – Der Intercity 62 befand sich auf der Fahrt von Athen nach Thessaloniki, der Güterzug 63503 in der Gegenrichtung. Der Betrieb auf der Strecke erfolgte ohne technische Sicherung im Zugleitbetrieb. Der Fahrdienstleiter im Bahnhof Larissa leitete den IC auf das Gleis, auf dem ihm der Güterzug entgegenkam. Der Zusammenstoß forderte 57 Menschenleben, weitere 85 Personen wurden verletzt, davon 25 schwer.→ Hauptartikel: Eisenbahnunfall von Tembi

- Bahanaga ( Indien) – Entgleisung mit drei beteiligten: 2. Juni 2023, gegen 19 Uhr Ortszeit – Der Coromandel-Express entgleiste im ostindischen Bundesstaat Odisha, Bezirk Balasore, auf dem Weg von Haora (Bundesstaat Westbengalen) nach Chennai (Tamil Nadu) nach Auffahren auf einen stehenden Güterzug. In die  Unfallstelle fuhr ein aus der Gegenrichtung kommender Zug und entgleiste ebenfalls. Mindestens 288 Menschen starben, 1175 weitere wurden verletzt. → Hauptartikel: Eisenbahnunfall von Bahanaga

- Hustopeče nad Bečvou ( Tschechien) – Entgleisung eines Zuges mit Gefahrstoffen: 28. Februar 2025 – Ein mit 1020 Tonnen Benzol beladener Güterzug entgleiste im Bahnhof Hustopeče nad Bečvou aufgrund überhöhter Geschwindigkeit auf einer Weiche. 15 der 17 Wagen des Zuges wurden beschädigt und brannten aus. Auslaufendes Benzol drang zudem ins Grundwasser ein. Der Unfall wird bezüglich der Umweltauswirkungen als einer der bislang schwersten in Tschechien und Europa bewertet.[122] → Hauptartikel: Eisenbahnunfall von Hustopeče nad Bečvou

- Texas, ( Vereinigte Staaten) – Entgleisung von 35 Wagen eines Güterzugs, der auch Gefahrstoffe geladen hatte.: 13. August 2025 – Ein mit verschiedenem Gefahrgut beladener Güterzug entgleiste teilweise. Es brach ein kleinerer Brand aus.[123]